# Saint-Didier (Ille-et-Vilaine)
Pour les articles homonymes, voir Saint-Didier.
Saint-Didier est une commune française située dans le département d'Ille-et-Vilaine en Région Bretagne, peuplée de 2 030 habitants appelés les Déodatiens.

## Géographie

### Localisation
La commune de Saint-Didier se situe à environ 22 km à l'est de Rennes et à 16 km à l'ouest de Vitré, à proximité de la ville de Châteaubourg.

### Communes limitrophes

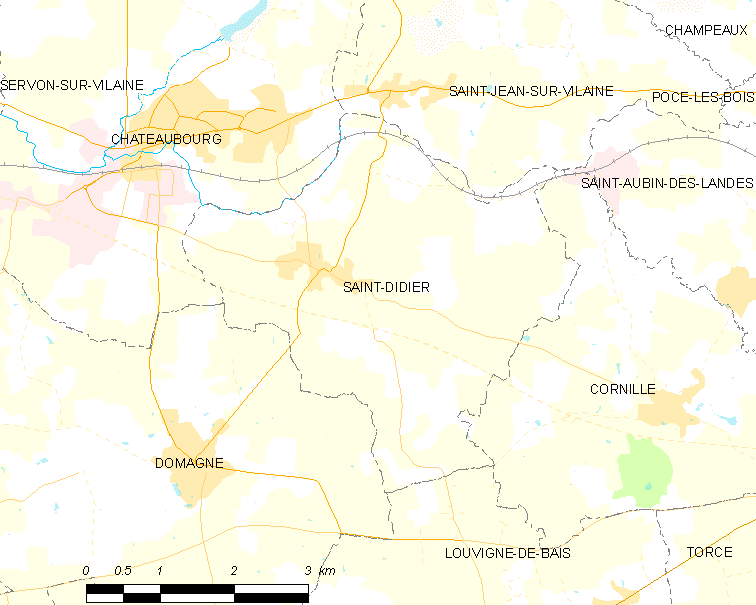
Carte de la commune de Saint-Didier et des communes avoisinantes.

### Lieux-dits, hameaux

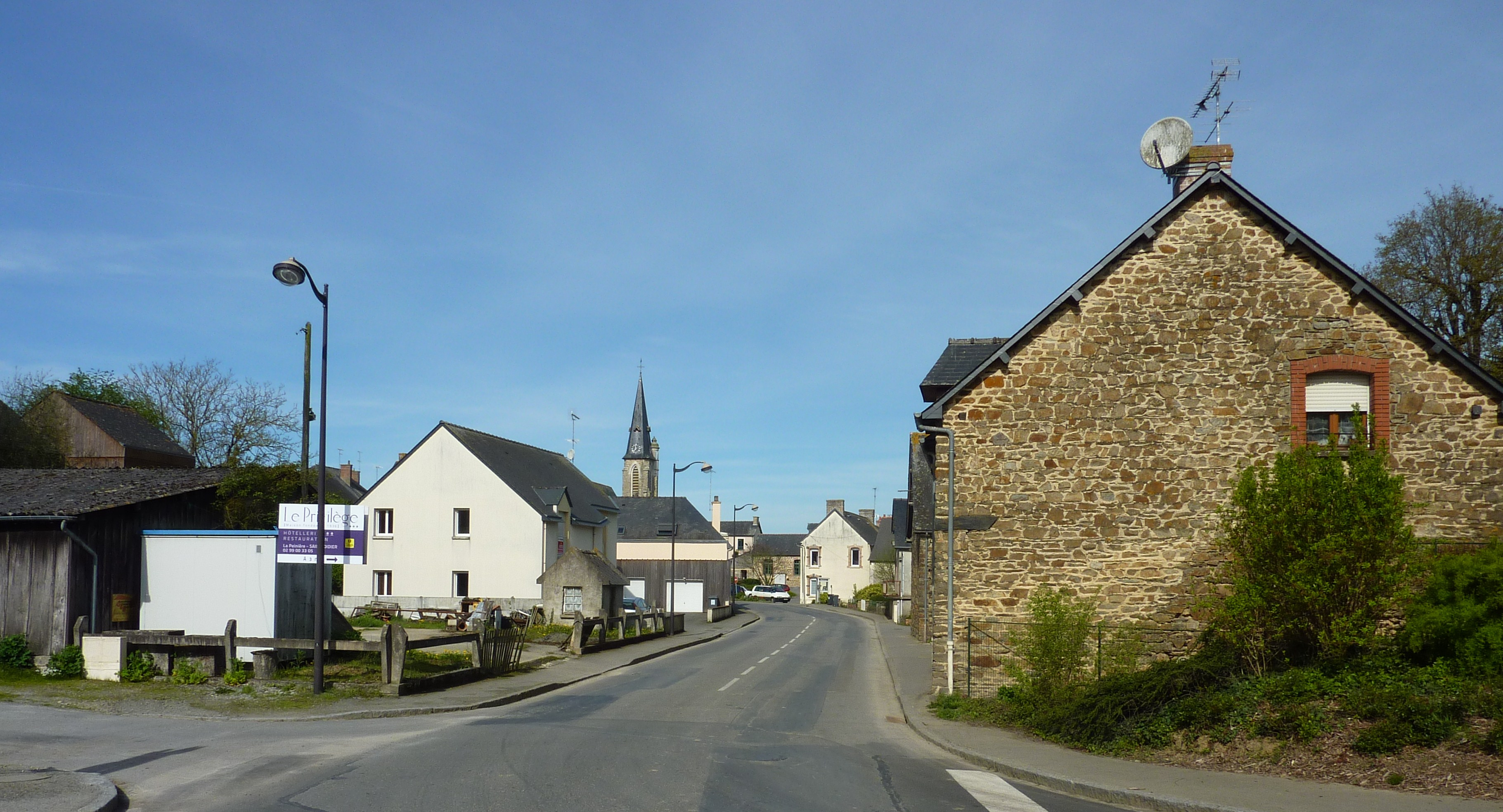
Le bas du bourg vu depuis le carrefour du CD 33 et du CD 105 (en bas de la côte de la Croix-Verte)

La population était traditionnellement très dispersée. Par exemple, lors du recensement de 1936, pour un total de 682 habitants, la population du bourg ["agglomérée au chef-lieu"] est de 114 habitants et celle des hameaux ["population dispersée"] de 568 habitants. Ce n'est que progressivement depuis les deux dernières décennies du XXe siècle que l'exode rural d'une part, la périurbanisation qui a entraîné la création de nombreux lotissements d'autre part, a modifié la répartition de la population communale, désormais principalement agglomérée.

#### La Peinière
Le hameau de la Painière, ou Poinière (le nom du hameau est ainsi orthographié sur la carte de Cassini, ou encore sur la carte d'État-Major (1820-1866) ; il est orthographié "Painière" sur le plan cadastral de 1830) est devenu le principal centre de pèlerinage du diocèse de Rennes. C'est le clergé catholique qui a modifié le nom du hameau, le transformant en "Peinière", en profitant de la ressemblance de nom, pour faire de la Vierge ici honorée "Notre-Dame de la Peine", consolatrice des affligés.
Édifiée au XIXe siècle, la chapelle Notre-Dame de La Peinière actuelle, de néo-romane, construite entre 1895 et 1900, surmontée d'une statue dorée de la Vierge, remplace un oratoire construit vers la fin du XVIe siècle et une première chapelle construite en 1839-1840. La tradition veut que ce sanctuaire ait été érigé à la suite de la découverte d'une statuette de la Vierge Marie dans un champ par un laboureur, au lieu-dit la Peinière, au nord-est de Saint-Didier, non loin de la Vilaine. Ce paysan ramena la statuette chez lui, mais elle disparut et fut retrouvée à l'endroit même de son invention. L'histoire se répéta par trois fois et la population décida alors d'ériger un oratoire au dit lieu pour honorer la Vierge Marie. Aujourd'hui, Notre-Dame de la Peinière, patronne de l'archidiocèse de Rennes, Dol et Saint-Malo, est toujours l'objet de dévotions et de piété. Le plus grand pèlerinage se déroule début septembre, à l'occasion de la fête de la Nativité de la Vierge.
Ce lieu de pèlerinage a suscité la création de commerces, en particulier de deux cafés-auberges, qui se sont transformés au fil des décennies en deux importants hôtels-restaurants, Le Bon accueil (renommé depuis 2011 Le Privilège) et Pen'Roc, dont l'activité ne dépend plus guère désormais des pèlerinages.

### Relief et hydrographie

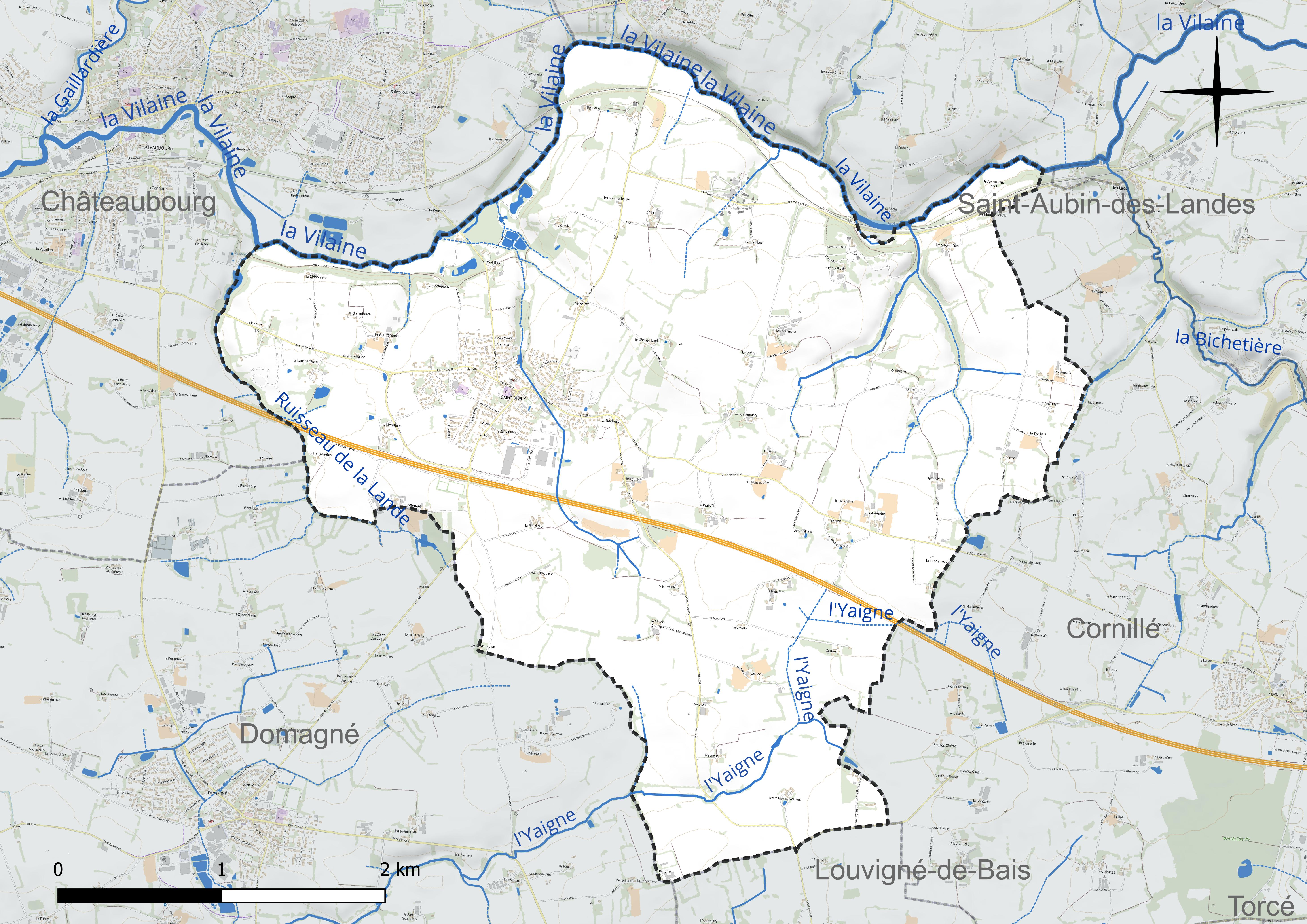
Carte du réseau hydrographique de la commune de Saint-Didier.

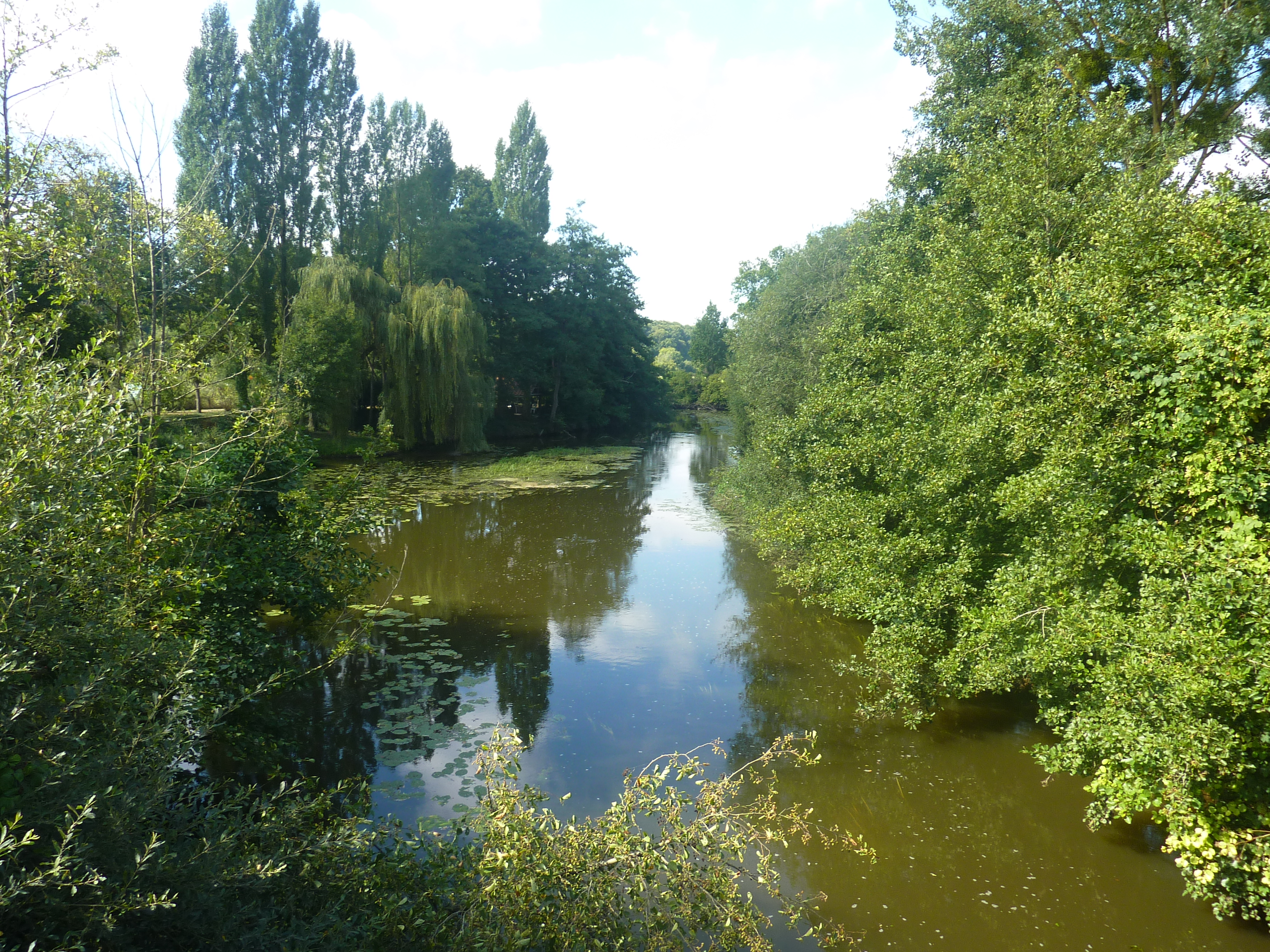
La Vilaine à Pont-Riou

Le finage de la commune de Saint-Didier est délimité au nord par le fleuve côtier Vilaine, qui forme limite avec les communes voisines de Saint-Jean-sur-Vilaine et Saint-Melaine, et qui coule dans sa vallée qui se trouve à 50 mètres d'altitude à son entrée sur le territoire communal près du Moulin Neuf et à 46 mètres d'altitude à sa sortie en aval de la Gidonnière ; à l'ouest le ruisseau de la Lande, un modeste affluent de rive gauche, forme limite avec Châteaubourg. Le reste du finage, un morceau de la partie orientale du Bassin de Rennes, forme un plateau légèrement vallonné, situé entre 70 et 96 mètres d'altitude, le point culminant étant situé au Chêne-Harel, où a été implanté logiquement le château d'eau. Le bourg est situé vers 67 mètres d'altitude, implanté initialement sur la rive gauche d'un autre modeste affluent de rive gauche de la Vilaine, le ruisseau de la Baudière, qui conflue avec la Vilaine près de Pont-Riou, et draine la partie centrale du finage communal ; ce modeste ruisseau connaît sporadiquement des crues qui inondent la partie basse du bourg, la plus importante survenue de mémoire d'homme étant celle du 4 juin 2018. Aux alentours de Pont-Riou, le lit majeur de la Vilaine est parsemé de plusieurs étangs ; un autre est situé dans la partie aval du ruisseau de la Lande et sert de réserve d'eau pour le syndicat intercommunal des eaux de Châteaubourg.
La Vilaine provoque régulièrement des inondations importantes, qui frappent essentiellement Pont-Riou, le seul hameau situé dans son lit majeur, mais peuvent aussi couper la route vicinale entre la Peinière et les Lacs, à hauteur de la Roche, à l'endroit où existe un méandre recoupé de la Vilaine. Ce fut le cas par exemple en janvier 1939.

### Hydrographie
Pour un article plus général, voir Réseau hydrographique d'Ille-et-Vilaine.
La commune est située dans le bassin Loire-Bretagne. Elle est drainée par la Vilaine, l'Yaigne, le ruisseau de la Lande,,.
La Vilaine, d'une longueur de 218 km, prend sa source dans la commune de Juvigné et se jette  dans l'Océan Atlantique à Camoël, après avoir traversé 56 communes. 

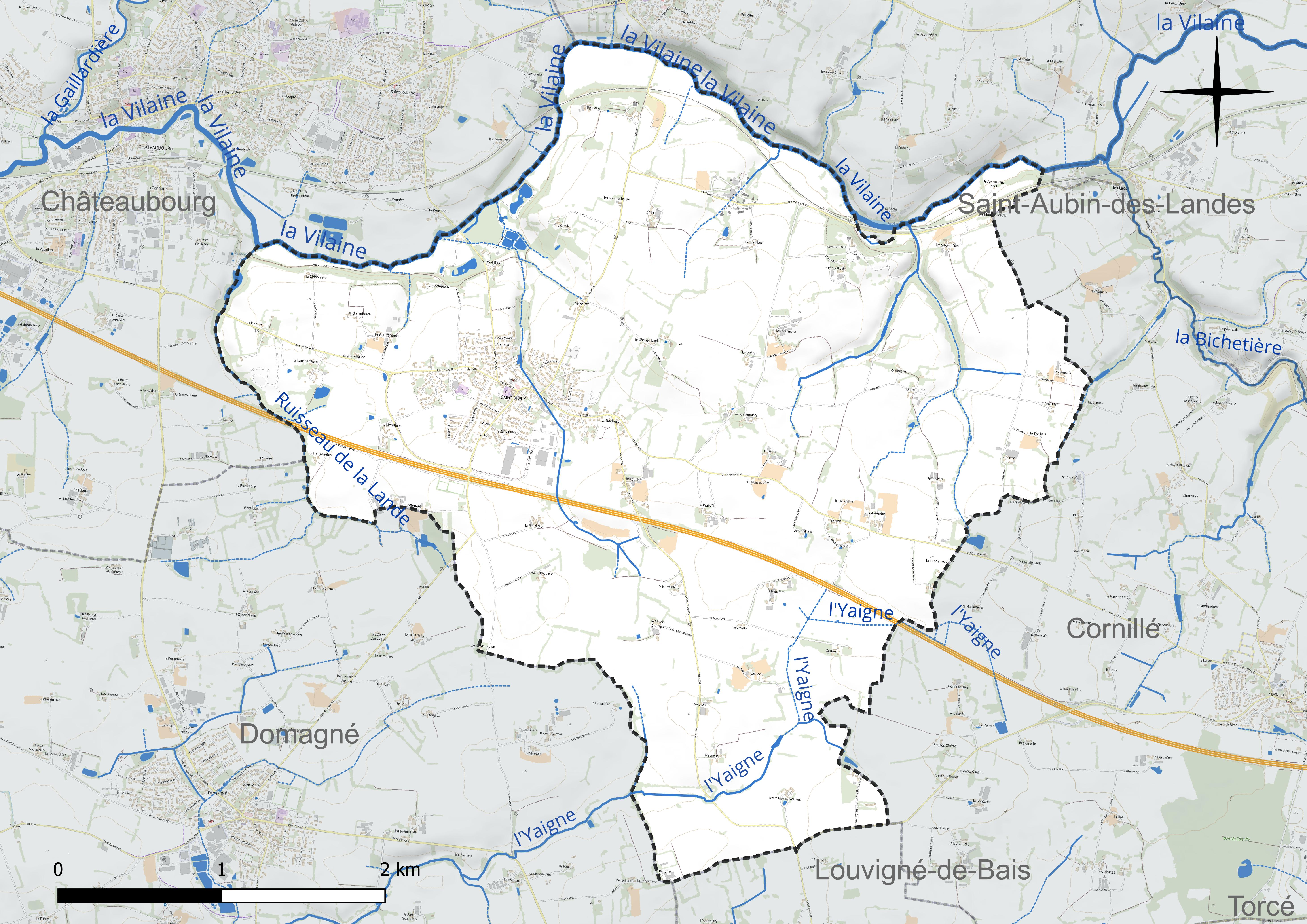
Réseau hydrographique de Saint-Didier.

L'Yaigne, d'une longueur de 27 km, prend sa source dans la commune de Cornillé et se jette  dans la Seiche à Saint-Armel, après avoir traversé six communes. 

### Climat
Pour des articles plus généraux, voir Climat de la Bretagne et Climat d'Ille-et-Vilaine.
En 2010, le climat de la commune est de type climat océanique altéré, selon une étude du CNRS s'appuyant sur une série de données couvrant la période 1971-2000. En 2020, Météo-France publie une typologie des climats de la France métropolitaine dans laquelle la commune est exposée à un climat océanique et est dans la région climatique  Bretagne orientale et méridionale, Pays nantais, Vendée, caractérisée par une faible pluviométrie en été et une bonne insolation. Parallèlement l'observatoire de l'environnement en Bretagne publie en 2020 un zonage climatique de la région Bretagne, s'appuyant sur des données de Météo-France de 2009. La commune est, selon ce zonage, dans la zone « Sud Est », avec des étés relativement chauds et ensoleillés.  
Pour la période 1971-2000, la température annuelle moyenne est de 11,4 °C, avec une amplitude thermique annuelle de 13 °C. Le cumul annuel moyen de précipitations est de 755 mm, avec 12,4 jours de précipitations en janvier et 7 jours en juillet. Pour la période 1991-2020, la température moyenne annuelle observée sur la station météorologique la plus proche, située sur la commune d'Arbrissel à 19 km à vol d'oiseau, est de 12,1 °C et le cumul annuel moyen de précipitations est de 718,7 mm,. Pour l'avenir, les paramètres climatiques de la commune estimés pour 2050 selon différents scénarios d'émission de gaz à effet de serre sont consultables sur un site dédié publié par Météo-France en novembre 2022.

### Transports
La commune est desservie par la ligne de bus no 1 de Vitré Communauté et est son terminus ainsi que la ligne no 3 du réseau urbain de Châteaubourg.
La commune est traversée par deux axes de transports importants : la ligne ferroviaire de Paris-Montparnasse à Brest et la voie expresse RN 157 (en fait l'axe routier Paris-Rennes, prolongement vers la Bretagne de l'autoroute A81), mais aucun des deux ne dessert directement la commune : les gares les plus proches sont la halte ferroviaire des Lacs (commune de Saint-Aubin-des-Landes) et la gare de Châteaubourg ; les échangeurs routiers les plus proches sont ceux de Châteaubourg (en direction de Rennes) et celui de Vitré-Ouest (en direction de Paris). La LGV Paris-Rennes passe un peu plus au sud, traversant les communes voisines de Domagné et Louvigné-de-Bais.
La commune n'est directement desservie que par deux routes départementales : le CD 33 et le CD 105. La Vilaine, ainsi que la voie ferrée, forment obstacle aux communications sud-nord, seuls deux ponts et deux passages à niveaux la franchissant à hauteur de la commune de Saint-Didier, ceux du Val sur le CD 105 en direction de Saint-Jean-sur-Vilaine et de Pont-Riou sur une route communale en direction de Saint-Melaine.

## Urbanisme

### Typologie

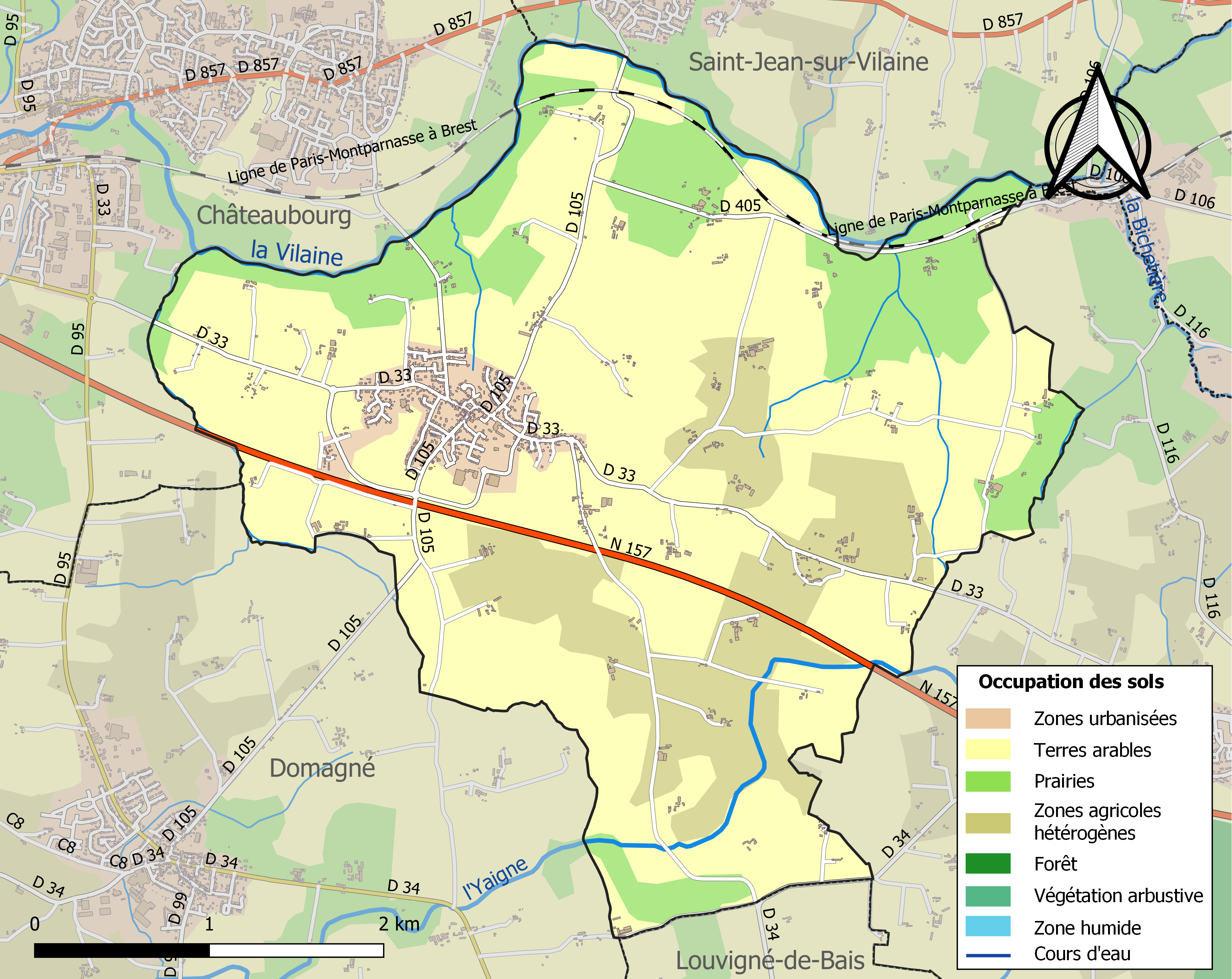
Carte des infrastructures et de l'occupation des sols en 2018 de la commune de Saint-Didier (Ille-et-Vilaine).

Au 1er janvier 2024, Saint-Didier est catégorisée petite ville, selon la nouvelle grille communale de densité à sept niveaux définie par l'Insee en 2022.
Elle appartient à l'unité urbaine de Châteaubourg, une agglomération intra-départementale regroupant deux  communes, dont elle est une commune de la banlieue,,. Par ailleurs la commune fait partie de l'aire d'attraction de Rennes, dont elle est une commune de la couronne,. Cette aire, qui regroupe 183 communes, est catégorisée dans les aires de 700 000 habitants ou plus (hors Paris),.

### Jumelage et coopération

#### Coopération avec le village de Taga (Mali)
Sans être officiellement jumelées, la commune de Saint-Didier et le village de Taga (commune de Femaye, cercle de Djenné), au Mali, sont aujourd'hui liées par l'association Déotagacité. Celle-ci organise des échanges culturels entre ces deux communes. Chaque année, les membres de cette association se rendent à Taga pour évaluer avec les habitants, leurs besoins et organisent des manifestations tout au long de l'année pour les financer.

## Toponymie
Le nom de la localité est attesté sous les formes ecclesia Sancti Desiderii en 1116, ecclesia de Sancto Desiderio en 1516.
La commune porte le nom de Saint Didier, qui fut évêque de Rennes à partir de 687. Il est toutefois possible que le saint ainsi honoré soit en fait Didier de Vienne, qui fut évêque de Vienne entre 596 et 608.

## Histoire

### Moyen Âge

#### Les origines
La paroisse de Saint-Didier aurait dépendu initialement de la collégiale de Notre-Dame de Vitré avant d'être donné en 1116 par Marbode, évêque de Rennes, à l'abbaye Saint-Melaine de Rennes. Elle est nommée ecclesia Sancti Desiderii (en 1116), ecclesia de Sancto Desiderio (en 1516).

#### Saint Golven
C'est en ce lieu que saint Golven aurait bâti un ermitage au VIIe siècle. Un oratoire datant de la fin du XIXe siècle est visible dans le bois de Saint-Golven où selon la tradition le saint se serait retiré après avoir été évêque de Rennes et où il serait mort.
Les auteurs de la Vie des Saints de Bretagne disent que saint Goulven, sixième évêque de Saint-Pol-de-Léon, quitta son Siège quelques années avant sa mort, pour se retirer dans une solitude au territoire de Saint-Didier, qu'il y bâtit un petit oratoire dans lequel il mourut, et que c'est précisément dans cet endroit que l'on plaça l'église paroissiale de Saint-Didier, dans laquelle on plaça les reliques de saint Goulven.
« Ayant choisi un lieu propre et commode à la contemplation, nommé La Motte-Merioul, il s'y seroit basti un petit oratoire et y aurait fini sa vie en austère pénitence », menant une vie d'anachorète, écrit Bertrand d'Argentré. Dieu lui révéla le jour de son décès. « Il tomba incontinent malade d'une fièvre aiguë et violente »  et rendit l'âme en 616, probablement à Saint-Didier. Il aurait été enseveli dans l'abbaye Saint-Melaine de Rennes et ses reliques seraient devenues la propriété de la cathédrale Saint-Pierre de Rennes. La vénération de ses reliques permit l'accomplissement de nombreux miracles énumérés par Albert Le Grand.
« On montre encore aujourd'hui, près du village de la Motte, en la paroisse de Saint-Didier, le jardin, le four et le puits possédés, d'après une tradition constante et séculaire, par saint Golven » écrit en 1889 l'abbé Alexandre Thomas.

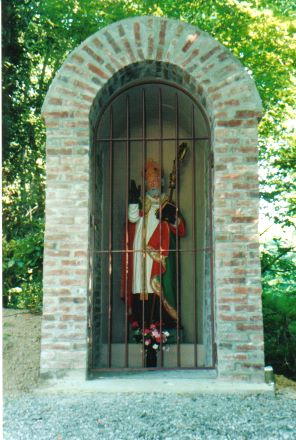
La statue de saint Golven à l'emplacement de son ancien ermitage.
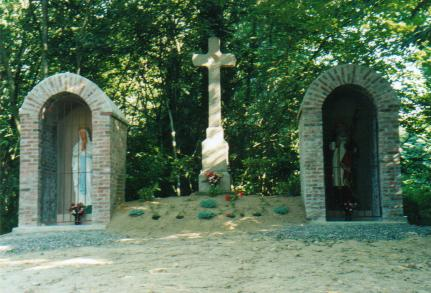
Groupe statuaire à l'emplacement de l'ancien ermitage de saint Golven.

#### Le reste du Moyen Âge
Selon Jean-Baptiste Ogée, vers 1300, Béatrix de Bourgogne, comtesse de la Marche et d'Angoulême, épouse de Hugues XIII de Lusignan, aurait possédé un château très fort en Saint-Didier, mais il s'agit probablement d'une confusion si l'on en croit ses continuateurs A. Marteville et P. Varin.
Selon la tradition, à une date inconnue, une bataille très meurtrière se serait tenue sur la lande de Trouillot, entre Saint-Didier et Cornillé.
L'existence en Saint-Didier d'un prieuré de Brétigneul est attestée en 1411, année où il fut incorporé dans la mense de l'abbaye Saint-Melaine de Rennes. Ce prieuré n'a laissé aucune autre trace dans l'histoire, mais la présence en Saint-Jean-sur-Vilaine d'un moulin de Brétigneul et d'un hameau dénommé "Le Prieuré" et en Saint-Aubin-des-Landes d'un hameau dénommé "Brétigneul" confirment que ce prieuré a bien existé.
La seigneurie de la Motte-Mérioult, au toponyme révélateur (une motte féodale est encore visible, entourée de ses douves, au lieu-dit La Motte-Mériou) appartint à la famille de Montbourcher au XVe siècle (par exemple, Guillaume IV de Montbourcher, né vers 1425, seigneur de Montbourcher et du Pinel ; l'un de ses descendants René VI de Montbourcher, né en 1578, décédé vers 1647 à Nantes, seigneur du Bordage et de Poligné épouse le 10 octobre 1604 à Laval Élisabeth du Boais de Mesneuf, née vers 1685 et décédée le 5 novembre 1657).
Jean du Tiercent, membre de la famille du Tiercent, permuta en 1453 la cure de La Selle-en-Coglès avec celle de Saint-Didier où il mourut en 1469.

### Époque moderne
La seigneurie de Mayneuf, érigée en vicomté avant 1478, disposait du droit de haute justice et de prééminences dans l'église paroissiale ; le pilori, les ceps et collier de cette seigneurie se trouvaient dans le cimetière de Saint-Didier ; le château était entouré de douves et possédait tours et pont-levis. Cette seigneurie fut possédée successivement par les familles Mayneuf (en 1199), la Cigogne (en 1399), du Hallay (Gilles du Halay (Hallay) était vicomte de Mayneuf en 1478 et se maria avec Jeanne d'Ust), Rosmadec (Étienne de Rosmadec, Guillaume de Rosmadec) et Boisgelin (ou Boisgeslin) : la famille de Boisgelin était seigneur du dit-lieu (en Pléhédel), vicomte de Mayneuf (ou Meneuf) en Saint-Didier, marquis de Cucé en Cesson, etc. ; par exemple Thébaud (Thibault) de Boisgelin, Barthélémy de Boisgelin, Jean de Boisgelin père, Jean de Boisgelin fils (en 1653), Gabriel de Boisgelin (en 1687), Renaud-Gabriel de Boisgelin (en 1730) furent tous successivement seigneurs de Mayneuf, les trois derniers cités étant aussi présidents à mortier au Parlement de Bretagne, le dernier cité étant en plus seigneur de Cucé, de même que Jean de Dieu-Raymond de Boisgelin de Cucé (1732-1804) qui fut député du clergé aux États généraux de 1789, évêque, archevêque, cardinal, ainsi qu'homme de lettres.

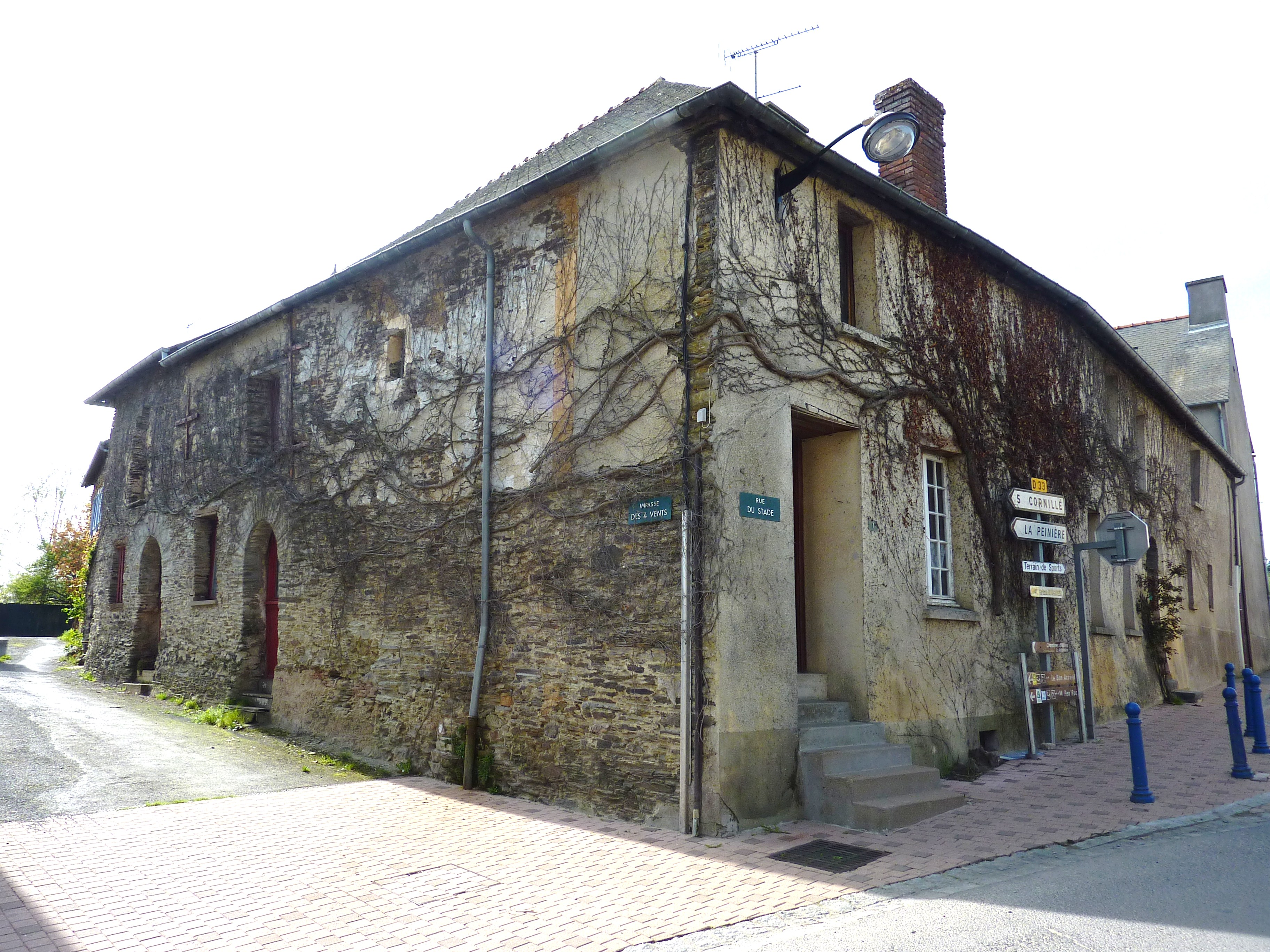
La maison la plus ancienne du bourg (elle daterait du XVIIe siècle)

Une chapelle frairienne de saint Gervais, fondée de deux messes par semaine, est attestée en 1622 ; Joachim Perrel en était alors le chapelain. Signalée déjà détruite en 1880, elle a été remplacée par un petit oratoire.
Suivant lettres patentes de Louis XIV données au mois d'août 1680, à Jean de Boisgeslin, vicomte de Mayneuf, unissant la seigneurie de La Baudière en Saint Didier à la vicomté de Mayneuf, enregistrées le 9 mai 1684 au Parlement de Bretagne, la terre seigneuriale de la Baudière en Saint-Didier, relevant aussi partie du roi et partie du baron de Vitré (venue aux mains des seigneurs de Sévigné par le mariage en février 1510 de François de Sévigné avec Catherine de la Charronnière, dame de la Baudière) fut vendue 40 000 livres, le 18 avril 1671, par Marie de Rabutin, marquise de Sévigné, alors cousue de dettes, à Jean de Boigeslin, vicomte de Mayneuf, qui l'incorpora à sa vicomté. Jusque-là, la juridiction de la seigneurie de la Baudière, unie à celles de La Haye en Torcé et des Rochers, également possédées par la famille de Sévigné, s'exerçait à Étrelles. Cette vente qui diminuait la valeur de la principale terre des Sévigné était une vente forcée. Les 40.000 livres versées par M. de Mayneuf, de 1671 à 1680, furent remis à Guillaume de Harouys, un de ses créanciers. Quelques autres paiements réduisirent la dette  de Madame de Sévigné à 50 000 livres qui lui furent réclamés en termes très pressants, le 9 janvier 1677.
Selon Amédée Guillotin de Corson, un assez singulier usage existait à Saint-Didier le Vendredi saint : ce jour-là, tous les boulangers vendant pain dans le bourg devaient livrer au sergent de la seigneurie de Mayneuf deux pains blancs, lesquels sont rompus par morceaux et jetés au peuple de la paroisse après le service divin ; le sergent, monté sur la plus haute marche du cimetière (qui alors entourait l'église), disant : « En disant et entretenant les bonnes et anciennes coutumes et en vous remémorant que le seigneur de Maineuff est votre seigneur supérieur et premier fondateur de cette église, voilà des enseignes pour la reconnaissance que ledit sire est seigneur supérieur et fondateur de la dicte église et paroisse de Saint-Didier ». Une autre tradition en usage jusqu'au XVIIe siècle était que le vicomte de Mayneuf avait le droit de faire courir quintaine aux nouveaux mariés ; en 1679, ce droit fut changé en un pot de vin et un pain blanc d'un sol, dus par les nouveaux mariés.
La liste des recteurs de Saint-Didier, de 1436 à 1871, est fournie par Amédée Guillotin de Corson dans le "Pouillé historique de l'archevêché de Rennes" : le premier connu fut Jean Roussel en 1436 ; parmi les successeurs Pierre de La Porte, pourvu en 1620 et décédé le 7 mars 1642 (il fut enterré dans le chœur de l'église) ; Gilles Hamon, pourvu le 28 avril 1719 et décédé le 16 mars 1770 (il fut enterré dans le cimetière) ; Pierre Clément, pourvu le 8 mai 1785, suspendu pendant la Révolution française, réinstallé en 1803 après le Concordat et en fonctions jusqu'en 1809.

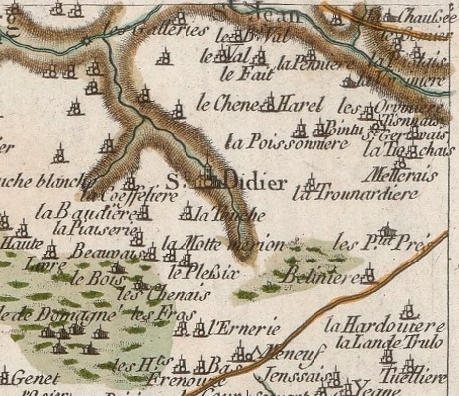
Carte de Cassini de la paroisse de Saint-Didier (1785).

Jean-Baptiste Ogée décrit ainsi Saint-Didier vers 1778 :

« Saint-Didier, à quatre lieues et demie à l'Est de Rennes, son évêché et son ressort et à trois lieues un tiers de Vitré, sa subdélégation. On y compte 900 communiants ; la cure est présentée par l'abbé de Saint-Melaine. Le territoire est coupé au Nord de son bourg, par la rivière de Vilaine et de plusieurs ruisseaux qui arrosent de bonnes prairies ; les terres sont très exactement cultivées, et produisent du grain et du cidre. (...) Les maisons nobles sont aujourd'hui la Rocherie, le Val-Marion, et le château du Plessis-Raffré [erreur], situé au bord d'un étang dont les eaux remplissent ses fossés ; cette place a soutenu des sièges pendant les Guerres de la Ligue. La haute justice de Meneuf appartient à M. de Cucé. »

En 1782, les généraux [assemblées paroissiales] de Saint-Jean-sur-Vilaine, Saint-Didier, Domagné, Châteaubourg, Broons, Servon et Brécé se plaignent : « la corvée des grands chemins [la route de Rennes à Paris] est un fardeau d'autant plus onéreux pour les habitants des campagnes qu'ils y sont les seuls assujettis, qu'ils sont forcés de se livrer à un travail qu'elle exige dans les tems [temps] de l'année les plus précieux pour eux ».
La carte de Cassini indique la présence d'une quinzaine de moulins à vent sur le territoire de la paroisse.

### La Révolution française
L'assemblée électorale des paroissiens de Saint-Didier en vue de la préparation des États généraux de 1789 se tint le 5 avril 1789 sous la présidence de Luc-Victor de Lhomme, à l'âge de 68 ans procureur fiscal de la vicomté de Mesneuf, en présence de 24 paroissiens ; Julien Marquet et Guillaume Guillet furent élus pour représenter la paroisse à l'assemblée du tiers-état de la sénéchaussée ; un cahier de doléances fut rédigé.
Pierre Clément, curé de Saint-Didier depuis 1785, refusant de prêter serment à la Constitution civile du clergé et donc prêtre réfractaire, fut remplacé le 11 septembre 1791 par Paulin Trébault, un religieux de l'Ordre des Augustins. Le châtelain de la Roche soutint l'ancien curé qui continua à célébrer la messe dans la chapelle du château.
Une compagnie chouanne exista à Saint-Didier ; elle était membre de la "colonne de Saint-Didier et Pocé", qui elle-même dépendait de la division de Vitré de l'Armée catholique et royale de Rennes et de Fougères ; elle fut dirigée par Pierre Rossignol, puis par Louis de Chabert. La « colonne de Saint-Didier et Pocé » était divisée en plusieurs compagnies : la compagnie de Saint-Didier, dont le capitaine était René Aubrée, les lieutenants François Bru et Olivier d'Artois (cette compagnie chouanne participa notamment au combat de Bais et au combat de Cornillé) ; la compagnie de Pocé, la compagnie de Cornillé, la compagnie de Torcé. D'autres compagnies existaient à Saint-Jean-sur-Vilaine, à Domagné, etc..
Le 8 germinal an II (26 mars 1794), des chouans assassinèrent trois hommes à Saint-Didier : Julien Lucas, François Viel et Victor Delhomme ; selon le témoignage de Luc Merré, alors laboureur au Chêne-Det, « Une troupe de brigands d'environ deux cents se portèrent aux dix heures du matin au village du Chêne-Det. (...) Entrèrent chez le citoyen Guillet, officier municipal, le maltraitèrent, également que sa femme, à coups de plats de sabre (...). Qu'arrivés au bourg, ils rencontrèrent le fils du citoyen Delhomme qu'ils tuèrent d'un coup de fusil après l'avoir raté deux fois. Qu'ils furent chercher ensuite Julien Lucas qu'ils fusillèrent, qu'ils emmenèrent aussi le fils de René Viel, qu'ils fusillèrent également ainsi que son frère, qui est actuellement bien mal à Châteaubourg, qu'ils en ont blessé beaucoup d'autres à coups de fusil (...) ».
Dans une lettre du 20 fructidor an VIII (2 septembre 1800), le maire écrit au sous-préfet de Vitré : « Depuis fort longtemps, nous gémissons de voir les enfants croupir dans l'ignorance dans notre commune faute d'instituteur et d'institutrice ». Une institutrice, Jeanne Guillet, est nommée pour la première fois le 1er vendémiaire an IX (23 septembre 1800), donnant ses cours au presbytère.

### LeXIXesiècle

#### Saint-Didier décrit en 1845

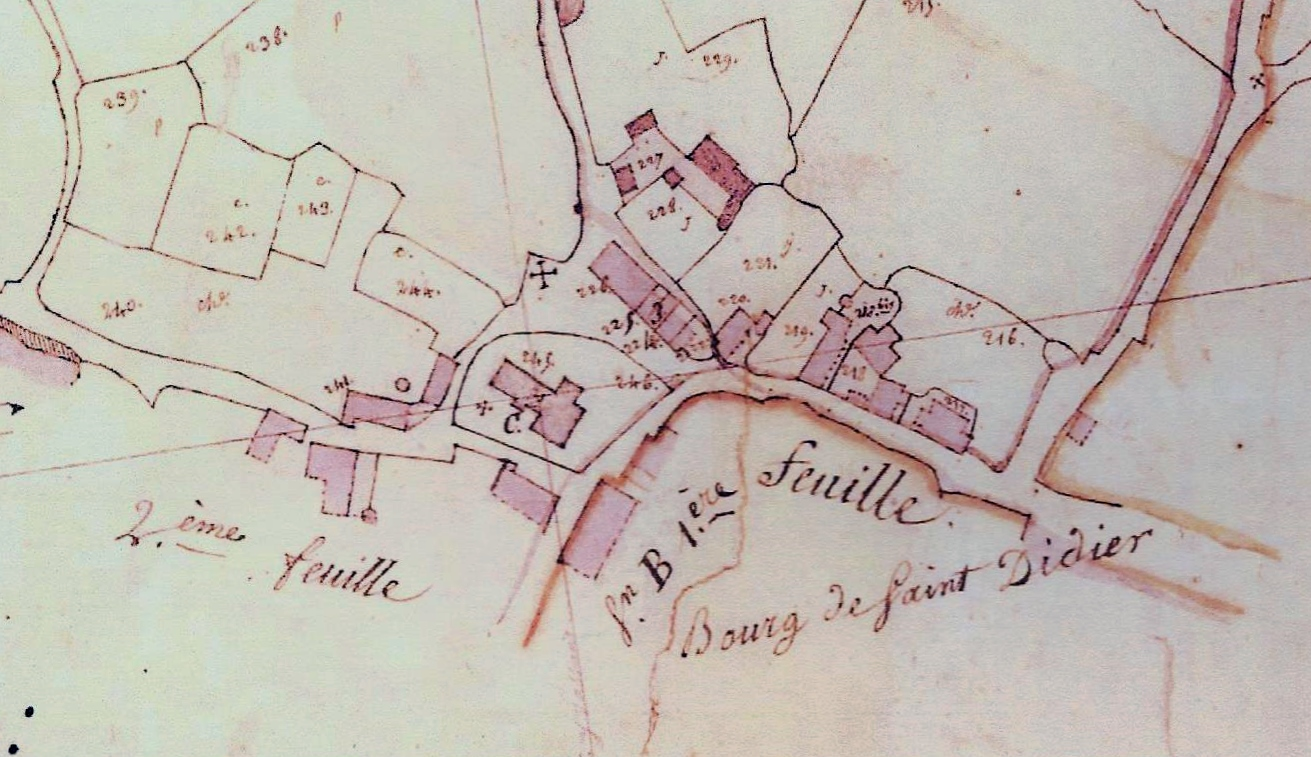
Plan du bourg de Saint-Didier vers 1810 (extrait du cadastre napoléonien)

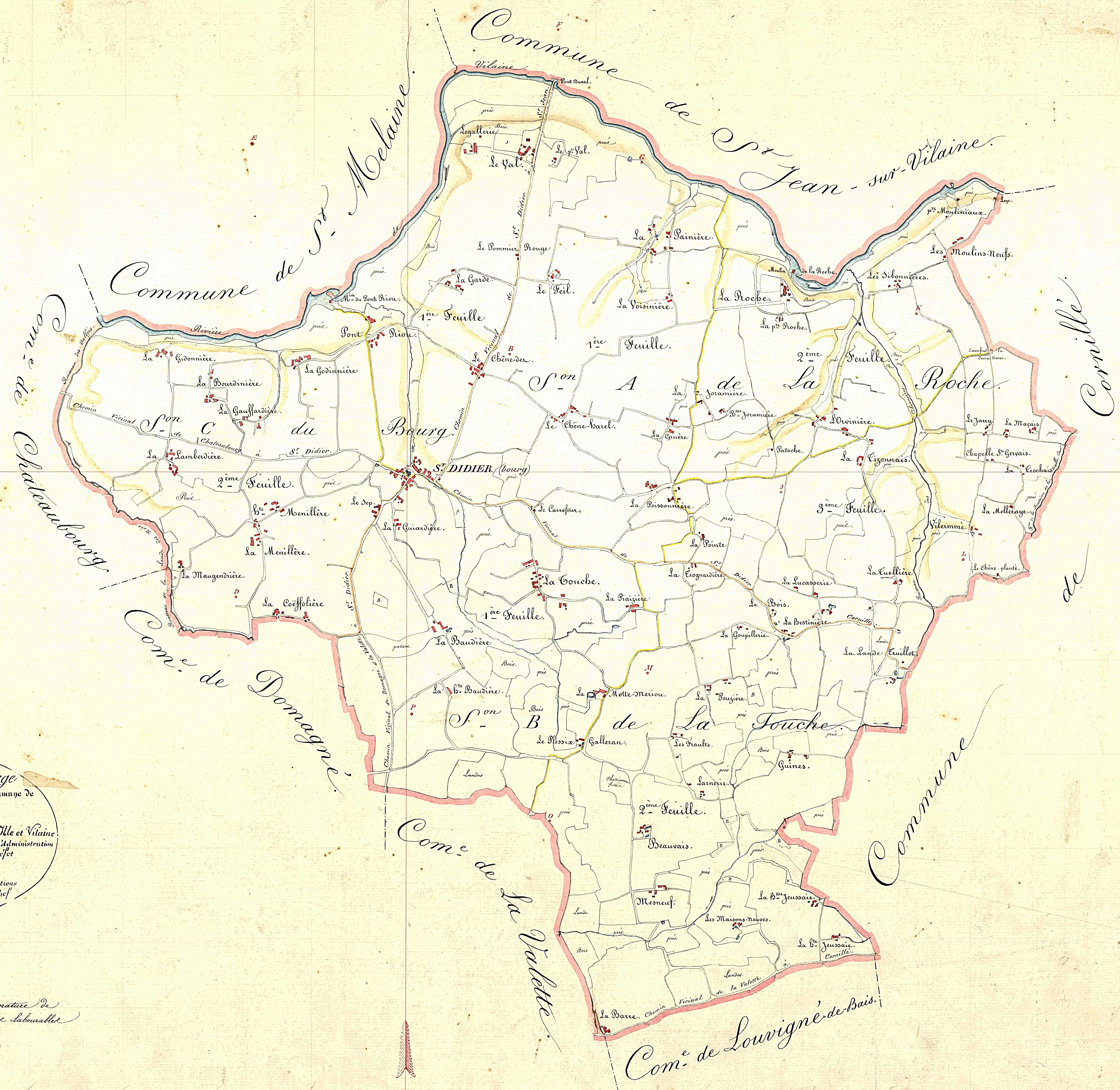
Plan cadastral datant de 1830 (tableau d'assemblage).

A. Marteville et P. Varin, continuateurs d'Ogée, décrivent ainsi Saint-Didier en 1845 :

« Principaux villages : Lambardière, Pont-Riou, la Pétinière, les Sibonnières, la Bettinière, Mesneuf, La Touche, la Coëffolière. Maisons notables : le Val, la Roche, la Motte-Mériou, la Baudière. Superficie totale : 1 414 hectares (...) dont terres labourables 983 ha, prés et pâtures 215 ha, bois 60 ha, vergers et jardins 52 ha, landes et incultes 49 ha (...). Moulins : 2 (du Pont-Riou, de la Roche), à eau. Outre l'église, il y a à Saint-Didier la chapelle de la Pénière, petit oratoire que l'on a reconstruit en 1839. (...) Il se fait à Saint-Didier un assez grand commerce de toiles de chanvre. on a une vue très étendue au lieu-dit Le Chêne-Harel : de ce point on découvre à la fois Rennes et Vitré. (...) Dans le bois de Saint-Golven (...), on y va en pèlerinage pour obtenir d'être guéri de la fièvre.  Géologie : schiste argileux. On parle le français  [en fait le gallo] . »

#### La construction de la maison d'école et de la mairie

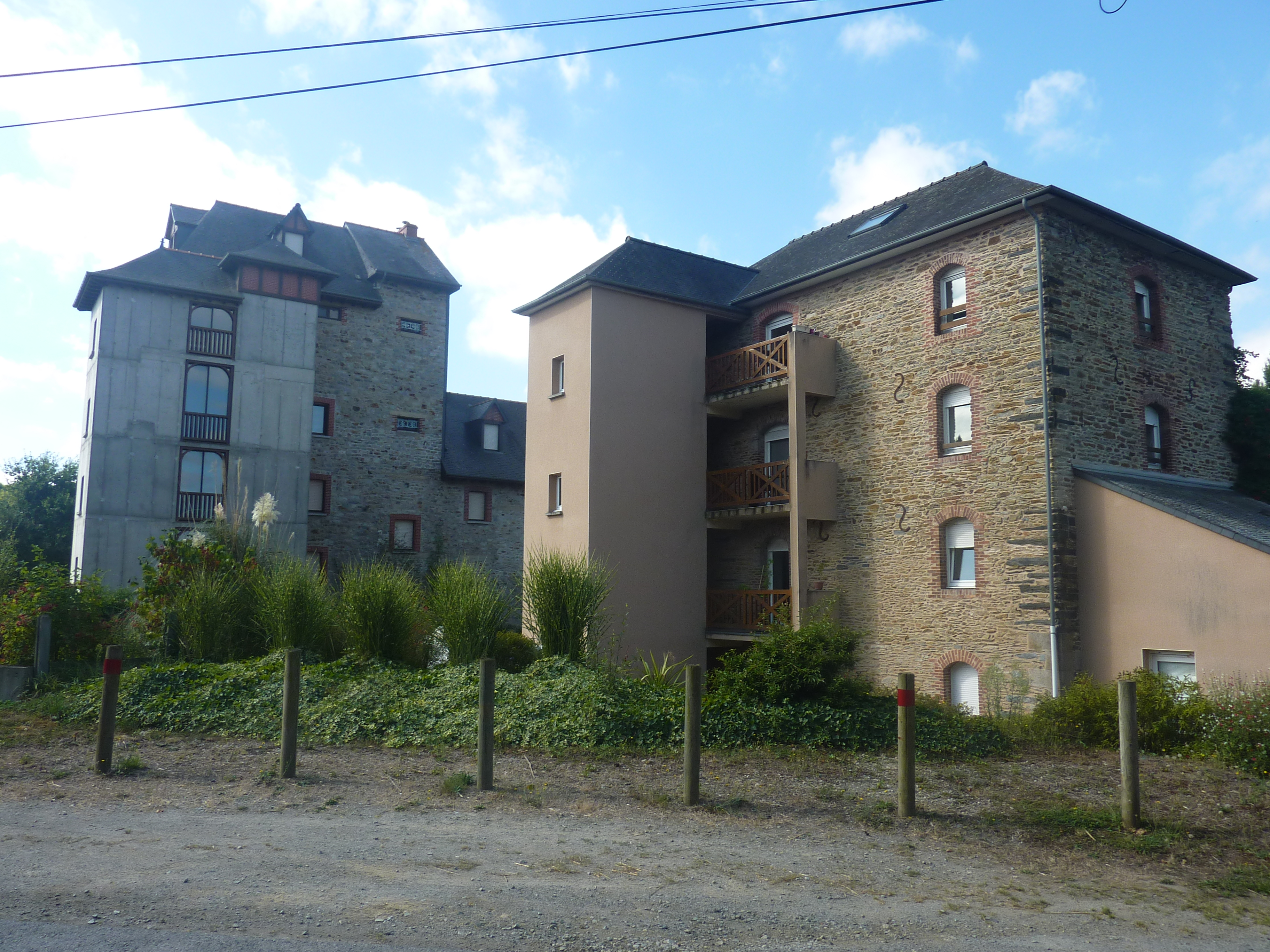
L'ancien moulin de Pont-Riou, et à gauche son ancien silo, reconvertis en appartements.

La mairie et la maison d'école (un bâtiment commun) fut construite entre 1857 et 1862. Pendant la trentaine d'années qui précédèrent (depuis 1826 et jusqu'en 1856, une institutrice, Mme Louaisil, enseigna à une quarantaine d'élèves chaque année, en un lieu inconnu. Presque en même temps, Mme Du Bourg, femme du châtelain de la Roche, finance l'ouverture d'une école privée de filles, qui ouvre en 1857, dans la maison Delhomme (à l'emplacement de l'actuelle école privée Saint-Goulven) dans laquelle des Sœurs de la Congrégation de Ruillé enseignèrent par la suite jusqu'en 1975.

#### La guerre de 1870
Plusieurs diderois participèrent à la guerre de 1870 ; parmi eux Joseph Lancelot, René Gaudiche, Joseph Parage, Jean Loury, Constant Ronsin ainsi que Paul du Bourg.

#### Les difficultés de circulation en 1873
Le chemin situé à l'est de l'église, commun aux actuels CD 33 et CD 105 (alors dénommés chemins vicinaux ordinaires 64 et 95) présentait des dangers en raison de sa pente forte :

« Ces deux chemins se croisent dans le bourg de Saint-Didier et ont, à l'est du cimetière [il entourait alors l'église] , un tracé commun. Cette partie du chemin (...) est étroite, elle présente une pente [forte]. Lorsque cette voie est encombrée, ce qui arrive fréquemment, les voyageurs qui se dirigent vers la gare de Châteaubourg sont très heureux de se servir de la voie (...) [qui] conduit à la mairie et à la maison d'école des garçons [c'est-à-dire l'actuelle route passant par le bas du bourg], (...) terrassé et empierré depuis longtemps. »

#### La chapelle Notre-Dame-de-la-Peinière à la fin duXIXesiècle

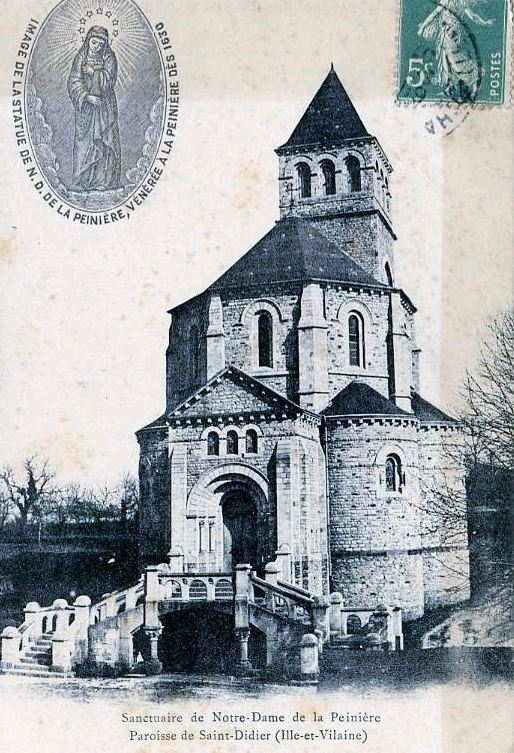
La chapelle de Notre-Dame-de-la-Peinière vers 1920

Le culte de Notre Dame de la Peinière remonte au moins au XVIe siècle.
En 1534, un acte notarié signale pour la première fois l'existence du village de la Peinière appartenant au seigneur du Val. Un  document du 11 février 1630, tiré des registres paroissiaux de Saint-Didier, nous apprend qu'il existait déjà une procession au village de La Peinière et à partir de 1678, les registres des comptes de la fabrique parlent très souvent de la Painnière, de la Peignère, de la Paignaire ou de la Pesnière.
Au commencement du XIXe siècle, un petit sanctuaire s'élevait près de la ferme de la Peinière, mais ce n'était qu'un simple oratoire, installé auprès d'une fontaine, où l'on ne pouvait dire la messe. On y honorait une statue de la Sainte Vierge grossièrement taillée en bois et au pied de laquelle s'opérèrent plusieurs guérisons merveilleuses. Le recteur de Saint-Didier, ayant constaté les faveurs obtenues du ciel en ce lieu par les pèlerins qui devenaient de plus en plus nombreux, fit construire en 1840 une vraie chapelle ; c'est celle qui existait encore à la fin du XIXe siècle. Elle était précédée d'un porche avec escalier, au pied duquel coulait une limpide fontaine. L'intérieur de l'édifice était bien décoré et rempli d'ex-votos :  « Ici, c'est la guérison d'une paralysie, d'une névrose cérébrale, d'un mal réputé incurable par les médecins ; là, c'est l'ouïe rendue à un sourd de soixante ans, la parole rendue à un muet, la vue à une aveugle, (...), le curé, qui les raconte, se donne comme témoin oculaire ».
On y voyait au-dessus de l'autel l'inscription suivante : Cette chapelle a été bâtie par la piété des fidèles en 1840. La statuette miraculeuse, dont la légende est semblable à toutes celles des statues vénérées en Bretagne, est renfermée dans une sorte de reliquaire, et une autre statue a été solennellement bénite à côté le 21 mai 1877. Ce pèlerinage de Notre-Dame de la Peinière a pris à la fin du XIXe siècle une très grande extension : à partir de 1842, le pèlerinage de la Peinière fut approuvé chaleureusement par les Archevêques de Rennes, ils honorèrent de leur présence divers pèlerinages. Il est alors question d'y remplacer la modeste chapelle par une belle église plus en rapport avec les besoins du culte et la grande dévotion populaire (Pouillé de Rennes).
En 1864 un zouave pontifical ramena de Rome une bulle d'indulgence plénière pour ceux qui venaient prier au sanctuaire de la Peinière à l'intention des  « princes chrétiens, pour l'extirpation des hérésies » et  « pour la délivrance du Souverain Pontife que la Révolution [italienne] tient captif ».
Dès 1895, devant la nécessité d'agrandir vu le nombre considérable des pèlerins, l'abbé Huchet, recteur de la paroisse de Saint Didier, de 1871 à 1900, décida la construction d'une nouvelle chapelle, encore plus spacieuse. Une nouvelle route desservit le village pour faciliter les charrois ; la municipalité céda gratuitement une partie du terrain de la famille Dubourg, la prairie dans laquelle on avait retrouvé la statue vénérable. Aussi on détruisit la chapelle construite en 1840 : la construction de l'actuelle chapelle dura de 1895 à 1900, elle est l'œuvre de l'architecte rennais Henri Mellet.
Par des brefs du 2 août 1864 et du 22 mai 1871, le pape Pie IX accorda des indulgences à ceux qui viennent prier Notre-Dame-de-la-Peinière et le pape Léon XIII en fit autant le 30 mai 1884.
Un pèlerinage organisé en avril 1874, où les pèlerins, venus en train spécial, partent en procession de Châteaubourg pour se rendre au sanctuaire via Saint-Melaine et Saint-Jean-sur-Vilaine, et au retour via l'église paroissiale de Saint-Didier, est décrit dans la Gazette de Bretagne : patriote de Rennes, d'Ille-et-Vilaine et des Côtes-du-Nord :

« (...) À Saint-Melaine, la population nous accueille au son des cloches. À Saint-Jean, les maisons sont pavoisées aux couleurs de la Vierge et du Saint-Père. Les habitants se pressent sur notre passage, on a dressé des arcs de triomphe ornés de lauriers. (...) À mesure que l'on approche de la Peinière, les arcs de triomphe se multiplient. Mille au départ, nous sommes maintenant peut-être trois mille. (...) »

Un ex-voto indique :

« Le 8 décembre 1875, fête de l'Immaculée Conception, le 76e régiment d'infanterie territoriale (Vitré, Fougères, Rennes) a choisi la Très Sainte Vierge, l'archange Michel et sainte Anne, animés d'un inaltérable dévouement, prêts à une entière obéissance envers la Sainte Église catholique romaine dans laquelle nous voulons vivre et mourir. (...) Notre sang est à la France. Notre devise : catholiques et Bretons toujours ! Pour le 76e régiment d'infanterie territoriale, lieutenant-colonel Georges Leziart du Dézerseul. »

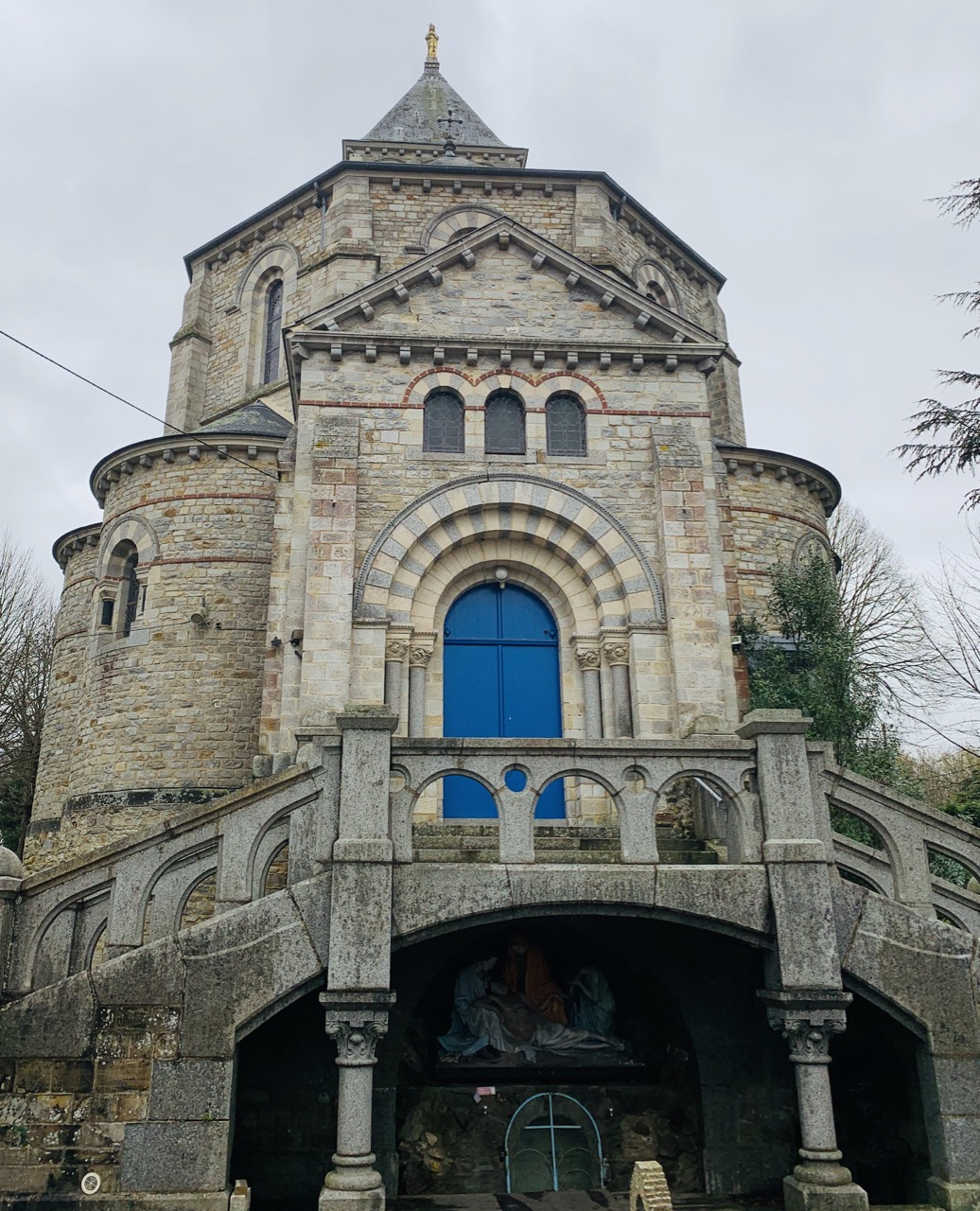
Chapelle de la Peinière
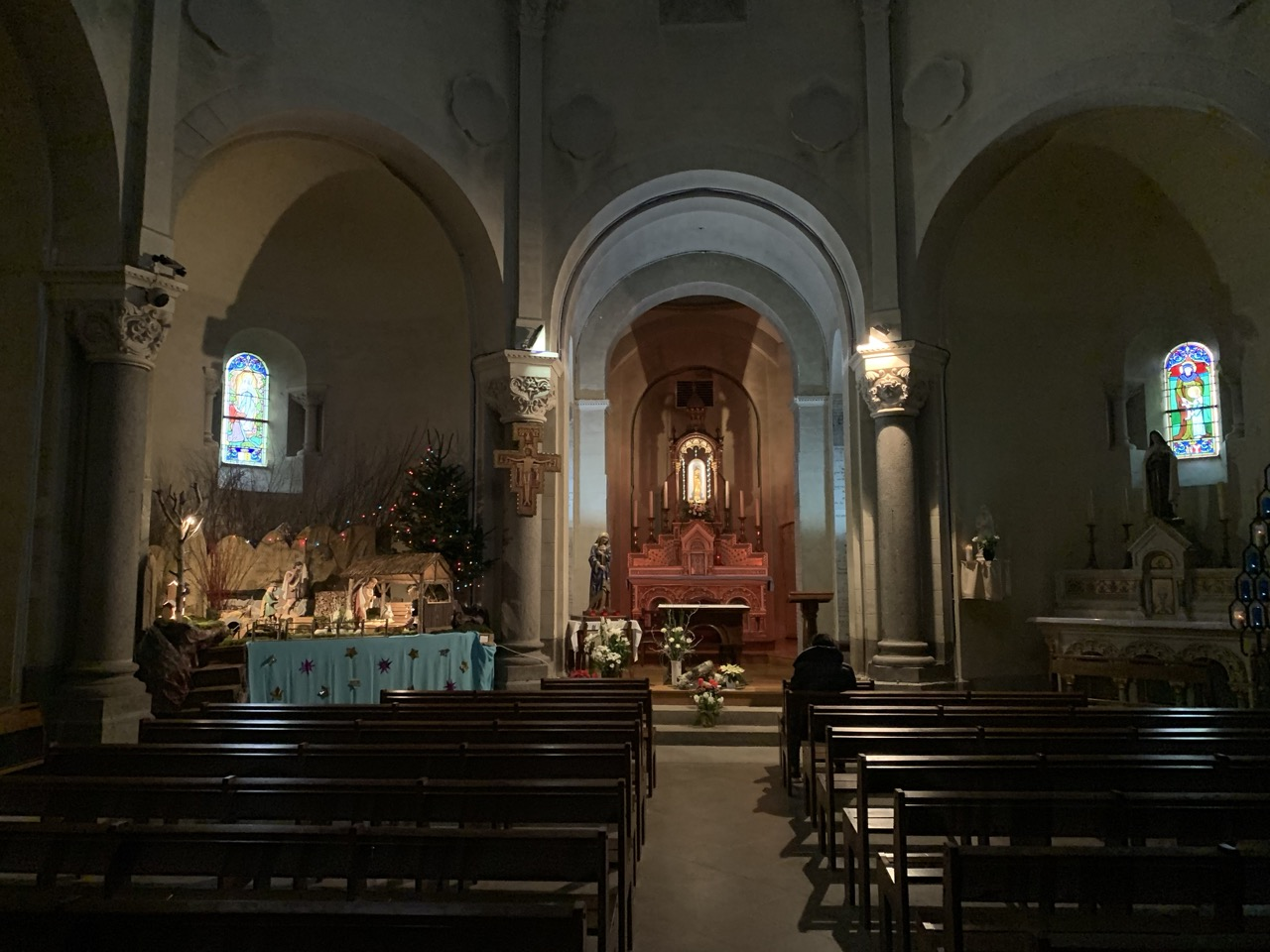
Intérieur de la chapelle.
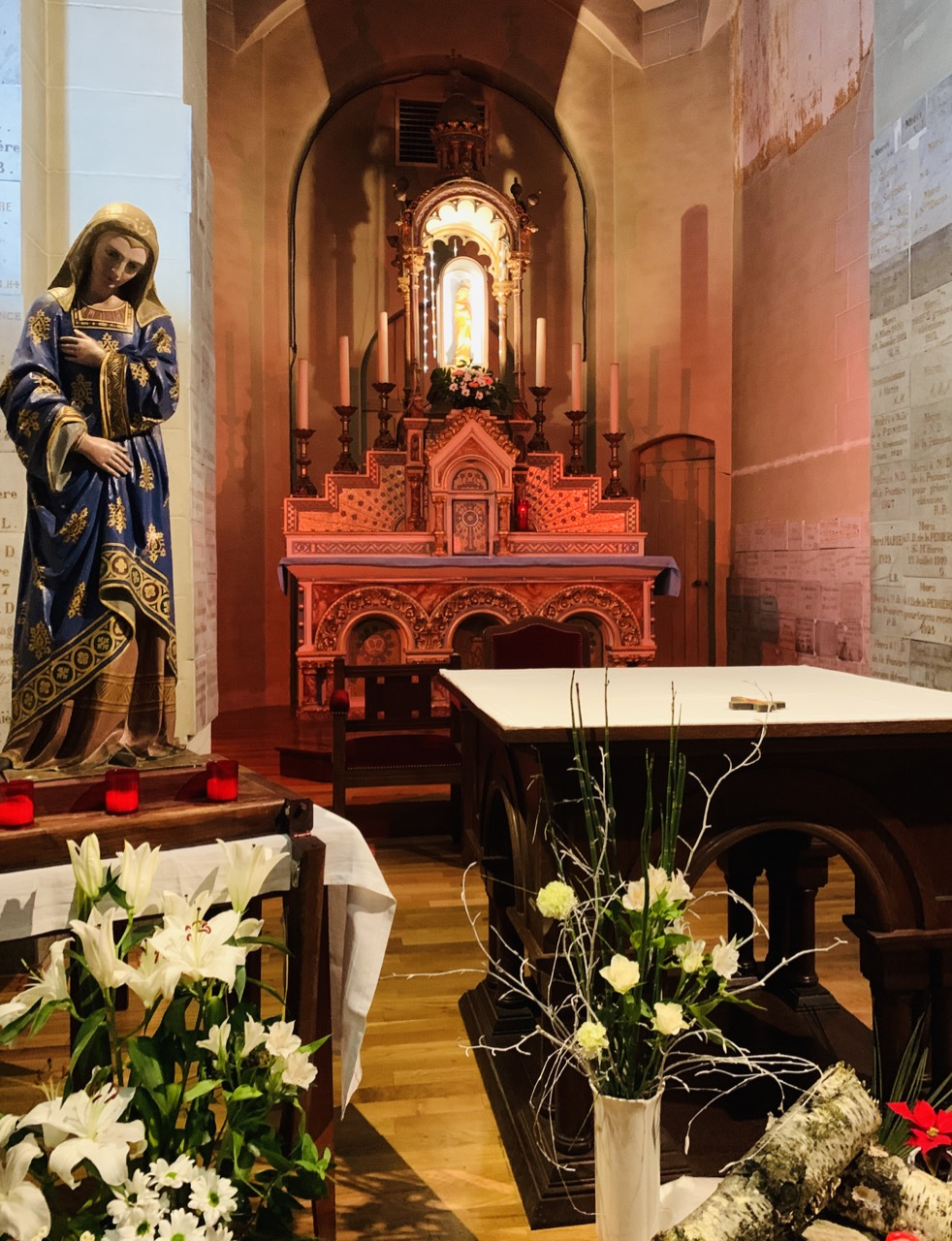
Statue de Notre-Dame de la Peinière.
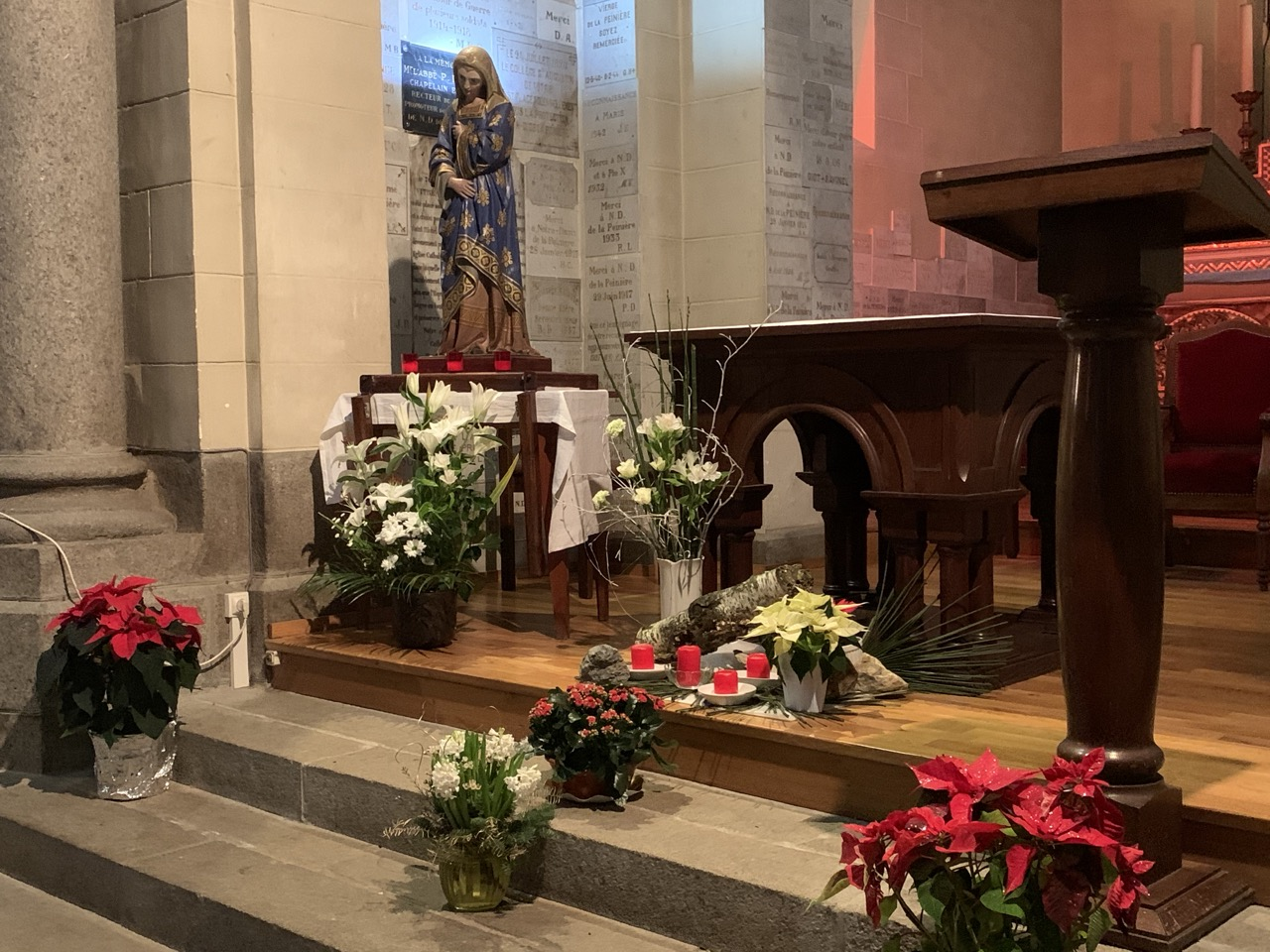
Le chœur.

#### L'orage de 1890
Le 18 août 1890, un cyclone [en fait une tornade accompagnée d'un orage violent] ravagea Saint-Didier, ainsi que les communes avoisinantes : « (...) Plus de 5 000 arbres ont été déracinés ou brisés. Les toitures de beaucoup de fermes ont été enlevées (...). Jamais pareils désastres ne s'étaient vus dans la contrée ».

### LeXXesiècle

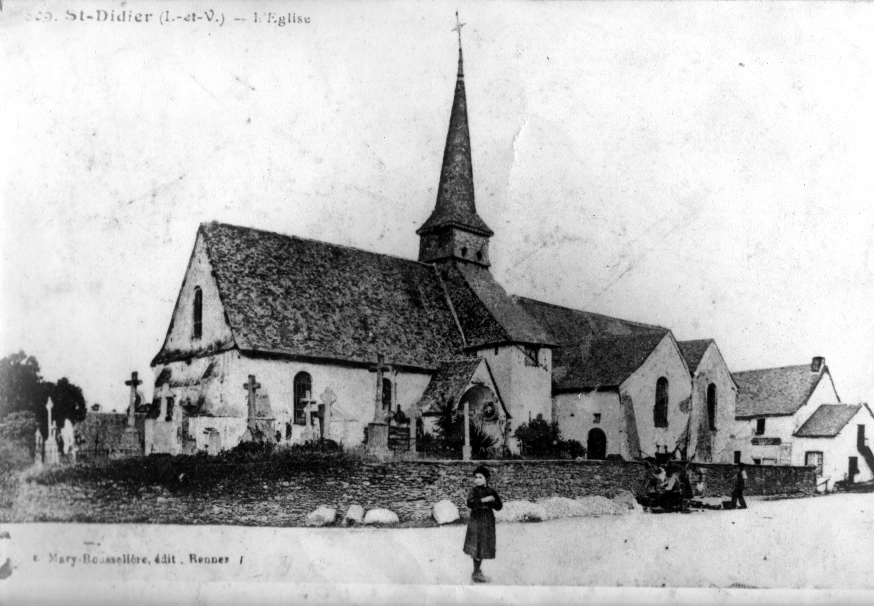
Le bourg de Saint-Didier avant 1914 : on voit le cimetière situé dans le placître entourant l'église, celle-ci ayant encore son ancien clocher

#### La Belle Époque
En 1902, la loi sur les congrégations, appliquée avec intransigeance par le gouvernement Émile Combes, entraîna le départ momentané en février 1903 des Sœurs de Ruillé, ce qui faillit provoquer une émeute à Saint-Didier, le curé, l'abbé de Saint-Jan battant la campagne pendant plusieurs jours pour organiser la résistance des paroissiens, mais la Révérende mère des Sœurs de Ruillé donna l'ordre aux religieuses d'obéir à la loi ; elles partirent donc... pour revenir peu après comme demoiselles sécularisées.

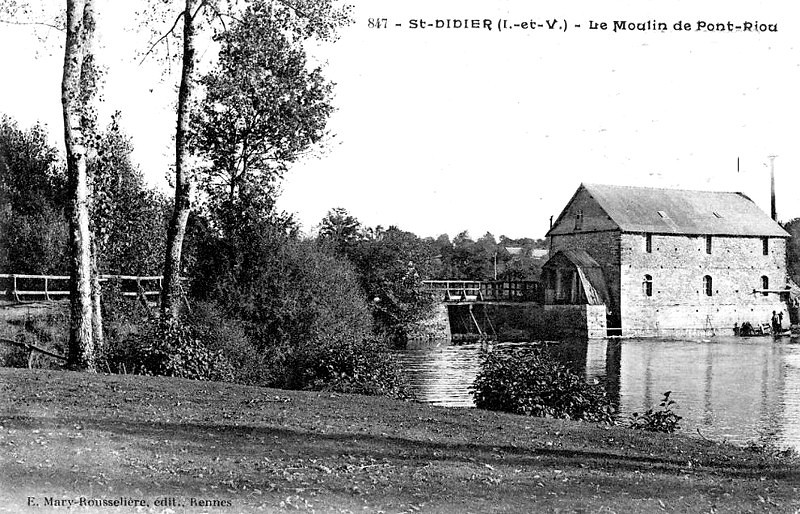
Saint-Didier ː la Vilaine et le moulin de Pont-Riou au début du XXe siècle (carte postale).

La consommation de cidre était traditionnellement forte. La plantation de pommiers, nécessaires à sa production, dans les champs était si importante que certains baux prévoyaient des clauses à cet effet. Par exemple, les Hospices civils de Vitré, propriétaires de plusieurs fermes dans la commune, incluaient dans leurs baux une clause disant : « Le fermier plantera chaque année un nombre déterminé de jeunes pommiers de belle venue (...), faute de quoi il devra verser, à titre de dédommagement, la valeur de ces pommiers ». Ceci explique le paysage de bocage avec de nombreux champs complantés de pommiers qui était le paysage rural traditionnel de la commune. Ce n'est qu'à partir de la décennie 1960 qu'en raison des progrès de la mécanisation, puis du remembrement, les pommiers, perçus désormais comme une gêne, furent systématiquement arrachés dans les champs, à l'exclusion des vergers.
À la suite des élections municipales de 1908, le Conseil municipal est formé de 6 conservateurs et de 6 républicains de gauche. Le maire sortant Paul du Bourg n'est pas réélu.

#### La Première Guerre mondiale

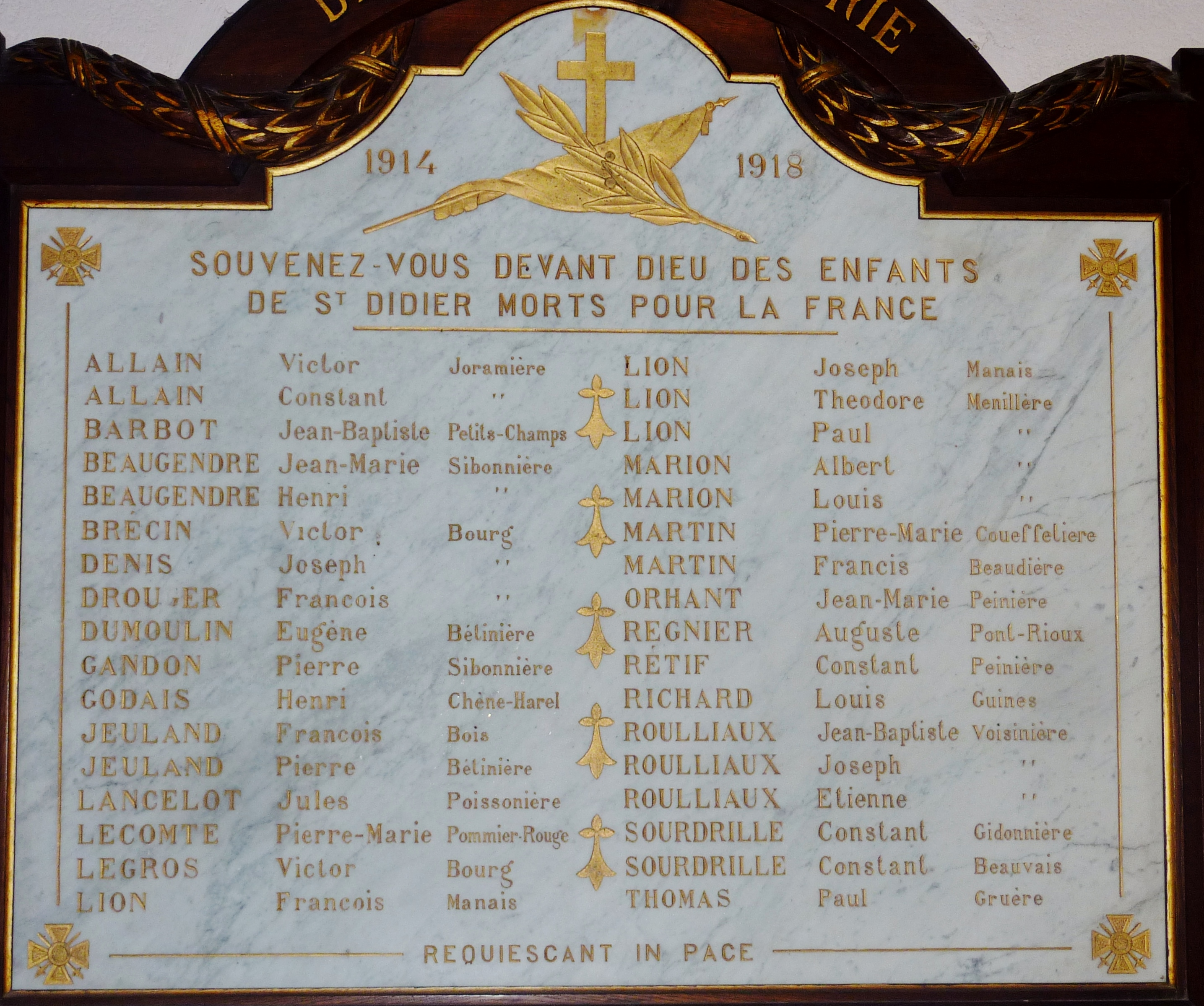
Plaque commémorative des morts de la Première Guerre mondiale dans l'église paroissiale de Saint-Didier

Le monument aux morts de Saint-Didier porte les noms de 37 soldats morts pour la France pendant la Première Guerre mondiale ; parmi eux, 4 au moins (Joseph Lion, Paul Lion, Louis Richard, Jean-Baptiste Rouillaux) sont morts tous les quatre le même jour (22 août 1914) en Belgique , la plupart des autres sont morts sur le sol français dont Victor Brecin, décoré de la croix de guerre et de la médaille militaire ; parmi les autres, à titre d'exemple, Pierre Martin est mort à Arras ; Francis Martin a été tué aux Éparges en 1915, Constant Sourdrille est mort lors de la Bataille de Verdun. La famille Roulliaux, qui habitait la Voisinière, et dont le père était alors maire de la commune, a compté à elle seule trois morts : outre Jean-Baptiste Roulliaux déjà cité, ses deux frères Joseph et Étienne.

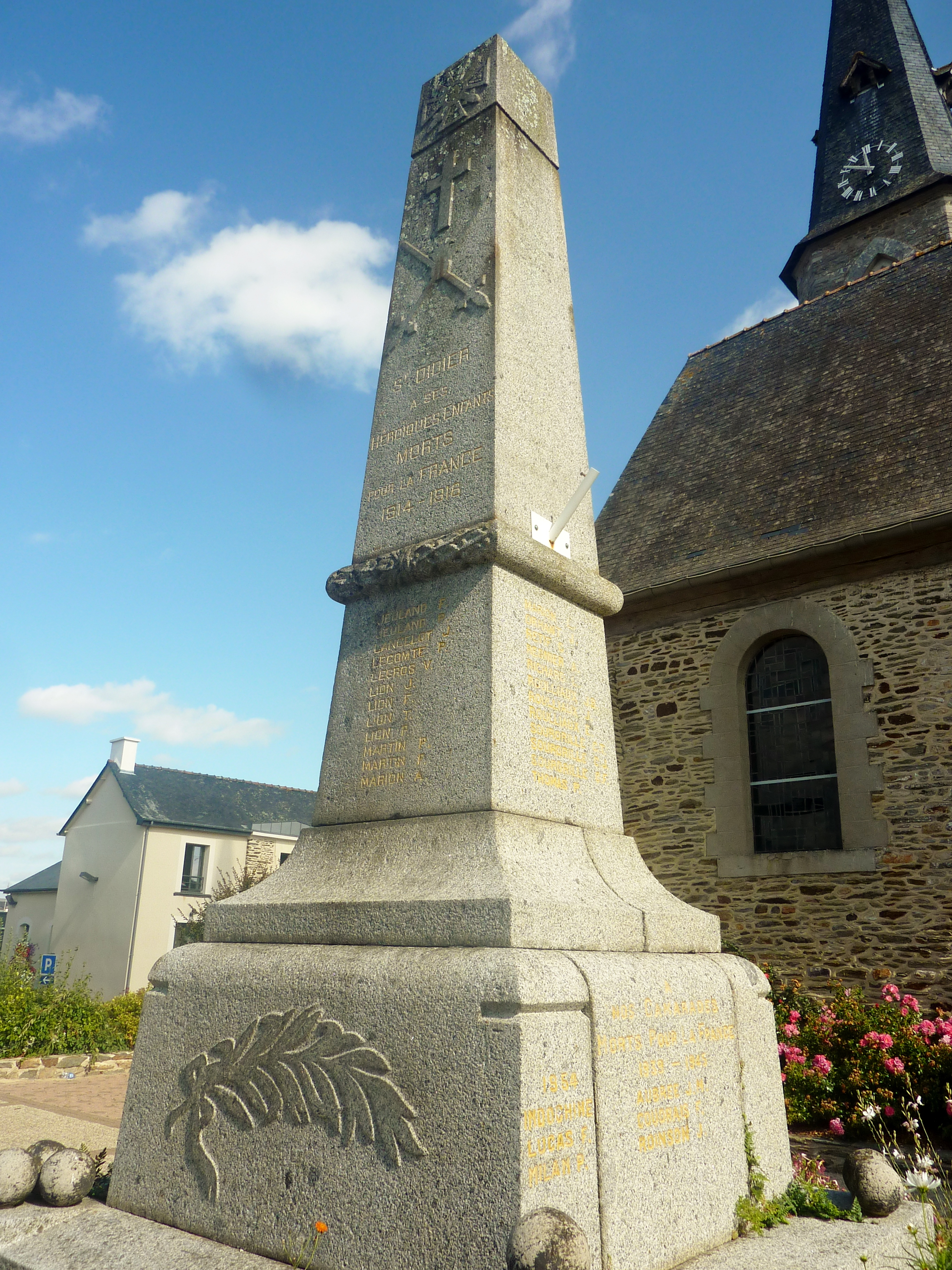
Le monument aux morts 1
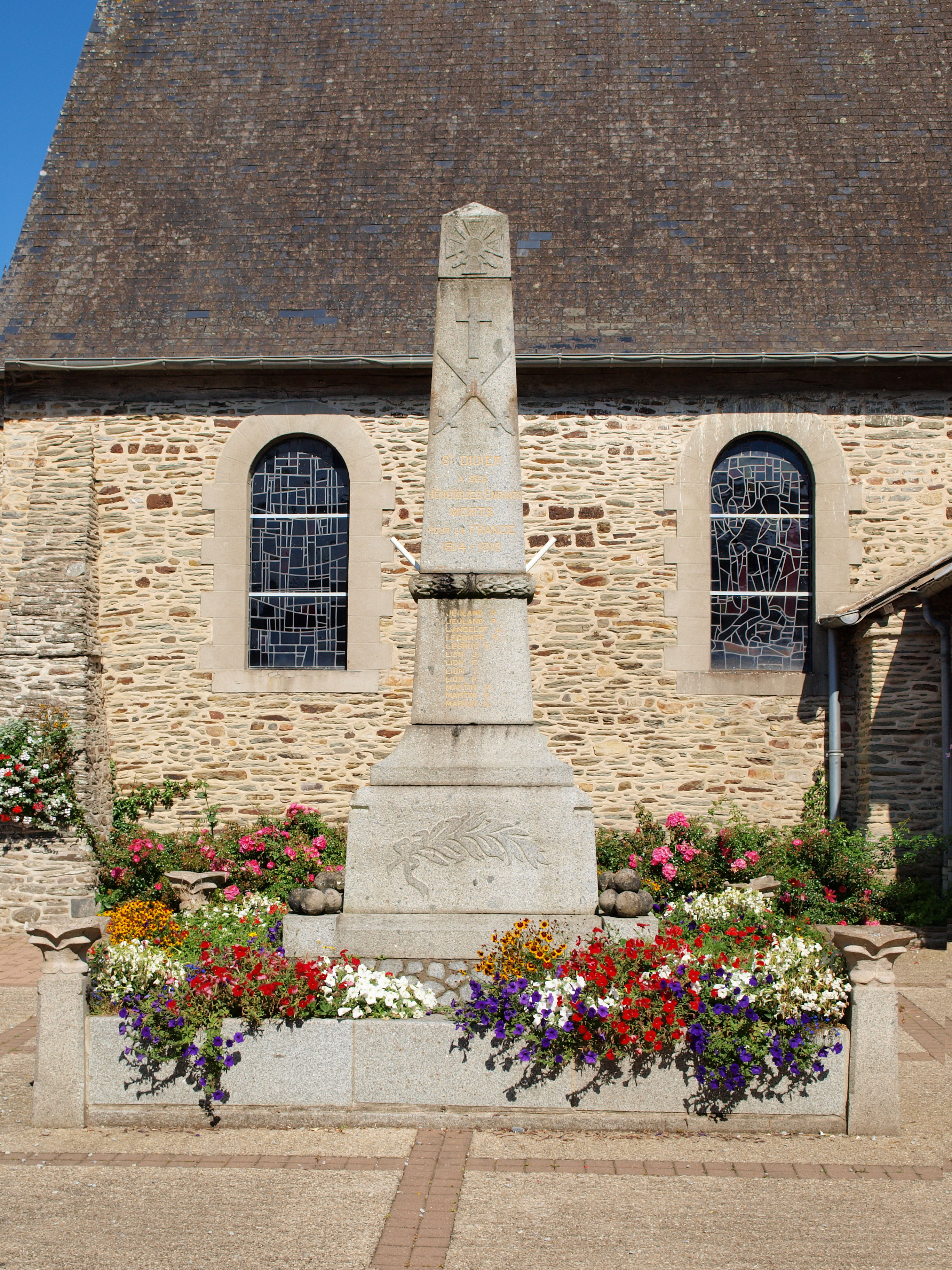
Le monument aux morts 2
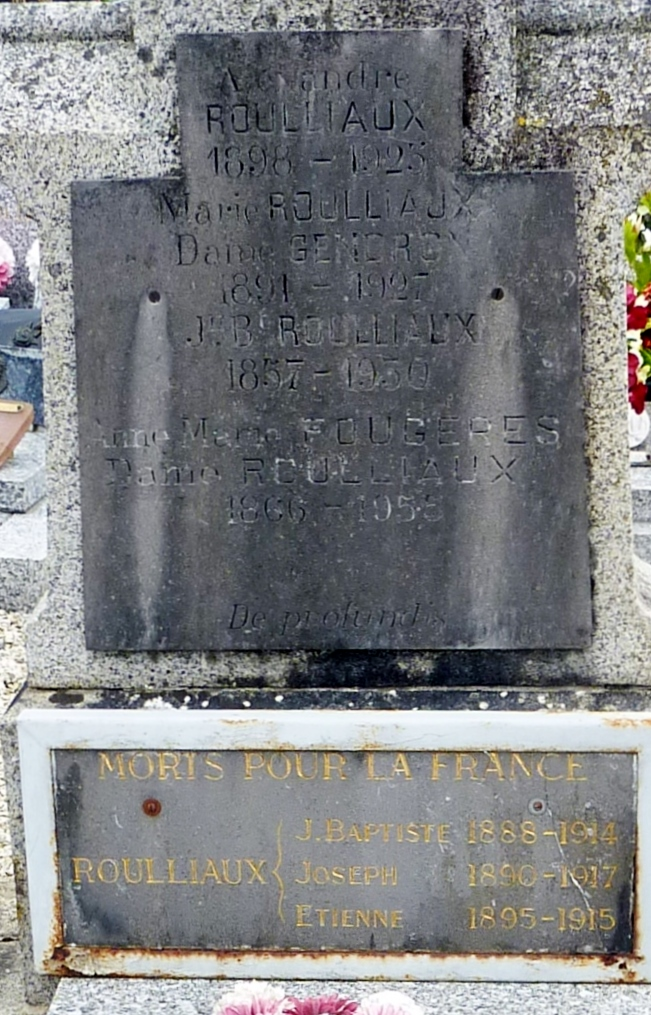
Plaques de la tombe de la famille Roulliaux indiquant notamment les trois frères morts pour la France pendant la Première Guerre mondiale

#### L'entre-deux-guerres

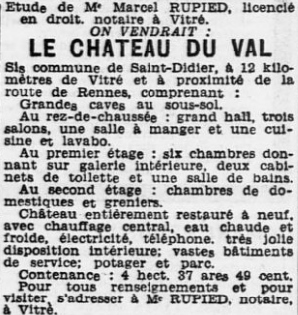
Annonce immobilière décrivant le château du Val en Saint-Didier lors de sa mise en vente en 1932

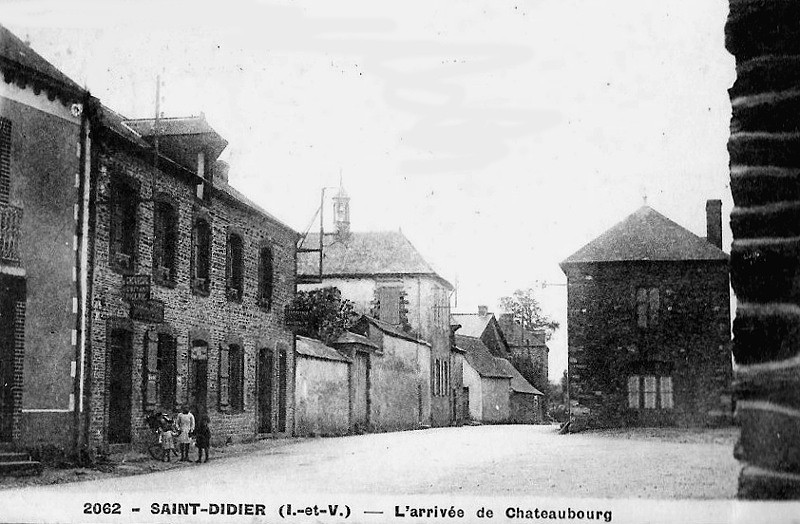
Saint-Didier ː l'arrivée par la route de Châteaubourg vers 1925 (carte postale).

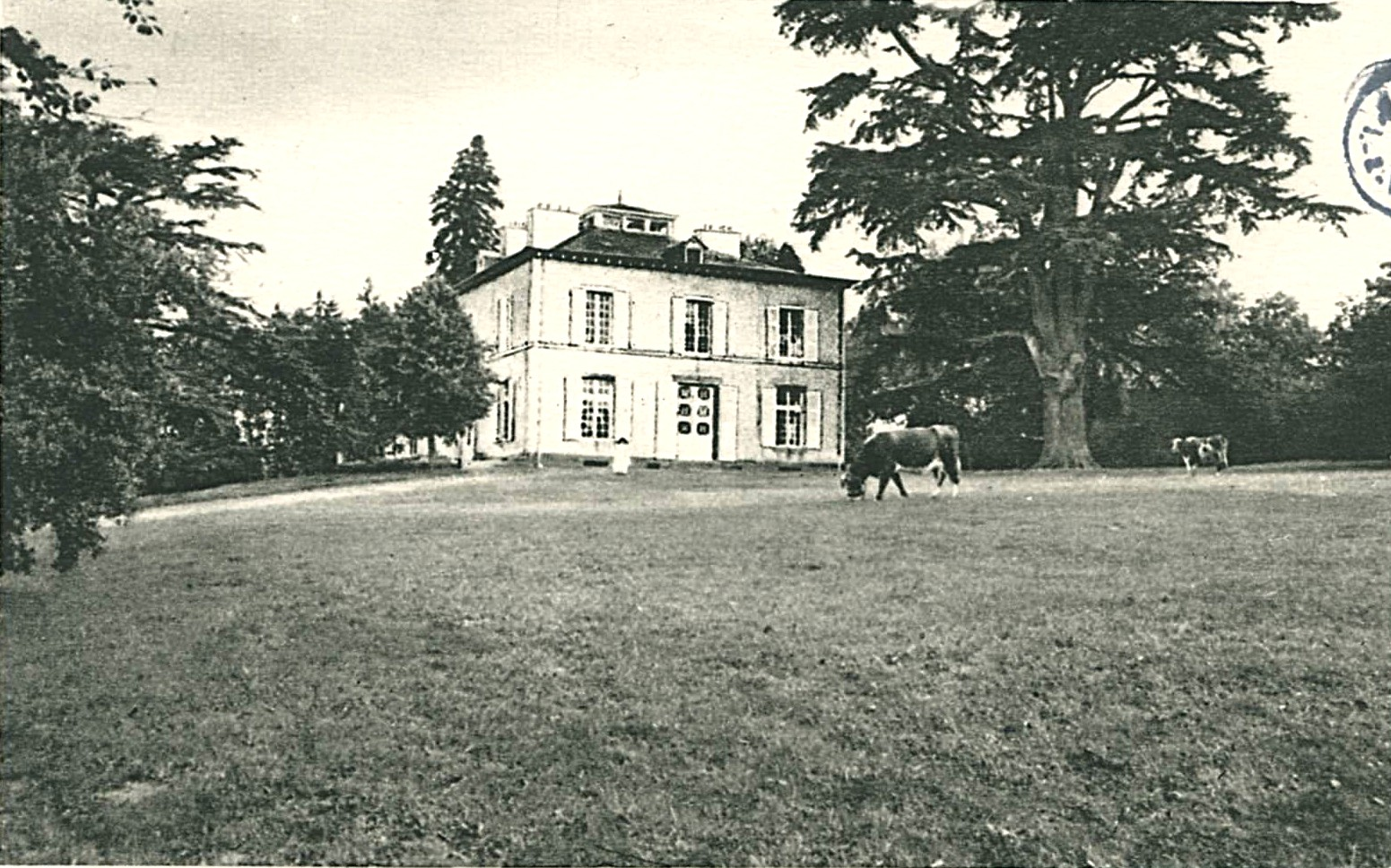
Le château du Val vers 1935 (alors maison de repos de la clinique Saint-Yves de Rennes).

Le monument aux morts de la commune est inauguré le 25 septembre 1921 ; une fête patriotique et populaire fut organisée ce jour-là.

Le métayage existait encore dans la commune : par exemple le 4 mars 1908 une petite annonce du journal Ouest-Éclair indique la vente de quatre métaieries dont trois à la Baudière et le 24 janvier 1932 une autre annonce du même journal indique la mise en vente de la métairie de la Barre, d'une superficie de 32 hectares.

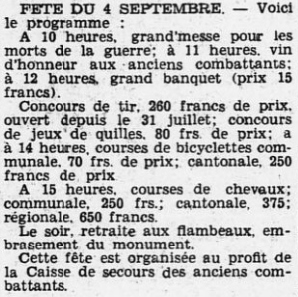
Le programme de la fête organisée le 4 septembre 1932 à Saint-Didier

Alors que la France était à cette époque confrontée à une grave dénatalité, ce n'était pas le cas à Saint-Didier où les familles nombreuses étaient fréquentes ; par exemple, en décembre 1926, la famille d'Henri Fromont, cultivateur au Val, pour ses 9 enfants, plus 4 issus d'un premier mariage reçut le prix Cognacq-Jay, décerné par l'Académie française, d'un montant de 25 000 francs. En 1932, Anne-Marie Savatte, qui vivait dans le bourg de Saint-Didier, obtint un "Prix de vertu", d'un montant de 1 000 francs, décerné lui aussi par l'Académie française, « juste récompense d'une vie toute de dévouement consacrée à faire le bien dans sa famille et dans sa commune ».
Des fêtes étaient régulièrement organisées par les anciens combattants de la commune : par exemple celle du 4 septembre 1932 dont le programme est lisible ci-contre, ou encore celles du comice agricole du canton de Châteaubourg des 25 et 26 septembre 1937.

#### La vie rurale traditionnelle
Les exploitations agricoles étaient nombreuses, la plupart n'ayant qu'une superficie de 4 à 5 ha, parfois moins (trois exploitations seulement dépassaient les quinze ha, celles de la Baudière, de la Motte et du Val), et on y vivait pauvrement ; la quasi absence de mécanisation était compensée par la présence d'une main-d'œuvre nombreuse formée des membres de la famille, mais aussi dans les exploitations les plus grandes de domestiques (charretier, commis, servante, bigne, etc.) embauchés le jour de la Saint-Georges (23 avril) sur le champ de foire de Vitré. La plupart des exploitations étaient des "fermes", désignées ainsi car elles étaient louées en fermage (antérieurement en métayage) à des propriétaires terriens, souvent citadins.
Les bâtiments se réduisaient le plus souvent à quelques pauvres hangars, à l'étable, l'écurie et la porcherie et à une maison d'habitation faite d'une seule grande pièce, faisant office de salle à manger, de cuisine, de cabinet de toilette et de chambre (les lits étaient disposés autour de la pièce, l'intimité était relativement préservée pour les adultes par un rideau) pour l'ensemble de la maisonnée ; son sol était en terre battue et les murs blancs badigeonnés à la chaux. Parfois un coin de cette pièce (à moins qu'il se s'agisse d'une pièce séparée) servait de cellier (où trônaient les barriques de cidre) ou était aménagé en laiterie. La famille se massait le soir près de la grande cheminée (les femmes tricotant ou raccommodant) dans laquelle pendaient les cochonnailles mises à fumer (d'autres étant conservées dans le saloir) ; sur le feu se trouvaient des trépieds sur lesquels des chaudrons contenaient les aliments en train de cuire et l'eau chauffée pour la toilette ou la vaisselle, à moins qu'ils ne soient suspendus à la crémaillère.

##### L'isolement des campagnes
La principale route traversant Saint-Didier, le CD 33 (qui va de Châteaubourg à Argentré-du-Plessis) est bitumée en 1932 entre Châteaubourg et Saint-Didier et en 1934 entre Saint-Didier et Cornillé. Les autres routes ne furent goudronnées qu'après la Seconde Guerre mondiale, le CD 105 (allant de Domagné à Saint-Jean-sur-Vilaine) au début de la décennie 1950 (le virage dangereux à hauteur du Sep n'est supprimé que dans la décennie 1950, un premier projet de rectification de son tracé ayant échoué en 1933), les voies communales et les chemins ruraux dans le courant de la décennie 1960.
L'habitat dispersé entraînait un isolement important, de nombreux hameaux n'étant reliés que par de longs chemins creux et tortueux, fréquemment boueux. Par exemple, les chemins vicinaux actuels dits "route de la Joramière" et "route de la Massais" n'existant pas (ils ont été construits pendant la décennie 1950), les habitants des hameaux de la Massais, de Villermé, de la Tiochais, etc. étaient très mal reliés à la route carrossable CD 33 et au bourg, leurs enfants devant marcher plus d'une heure chaque matin par un chemin difficile pour pouvoir se rendre à l'école. C'était aussi le cas pour d'autres hameaux : le toponyme du lieu-dit "La Rotte" par exemple correspond à une ancienne rotte messière, c'est-à-dire à un sentier qu'empruntaient les habitants du hameau de la Baudière, entre autres pour se rendre à la messe, pour éviter d'y arriver salis, ce qui aurait été le cas s'ils avaient emprunté le chemin creux desservant leur hameau. Autre exemple : ce n'est qu'en 1931 que fut construite la route empierrée reliant la halte ferroviaire des Lacs au CD 105, desservant au passage le lieu de pèlerinage de La Peinière, jusque-là difficilement accessible en saison humide.

##### L'importance de la religion

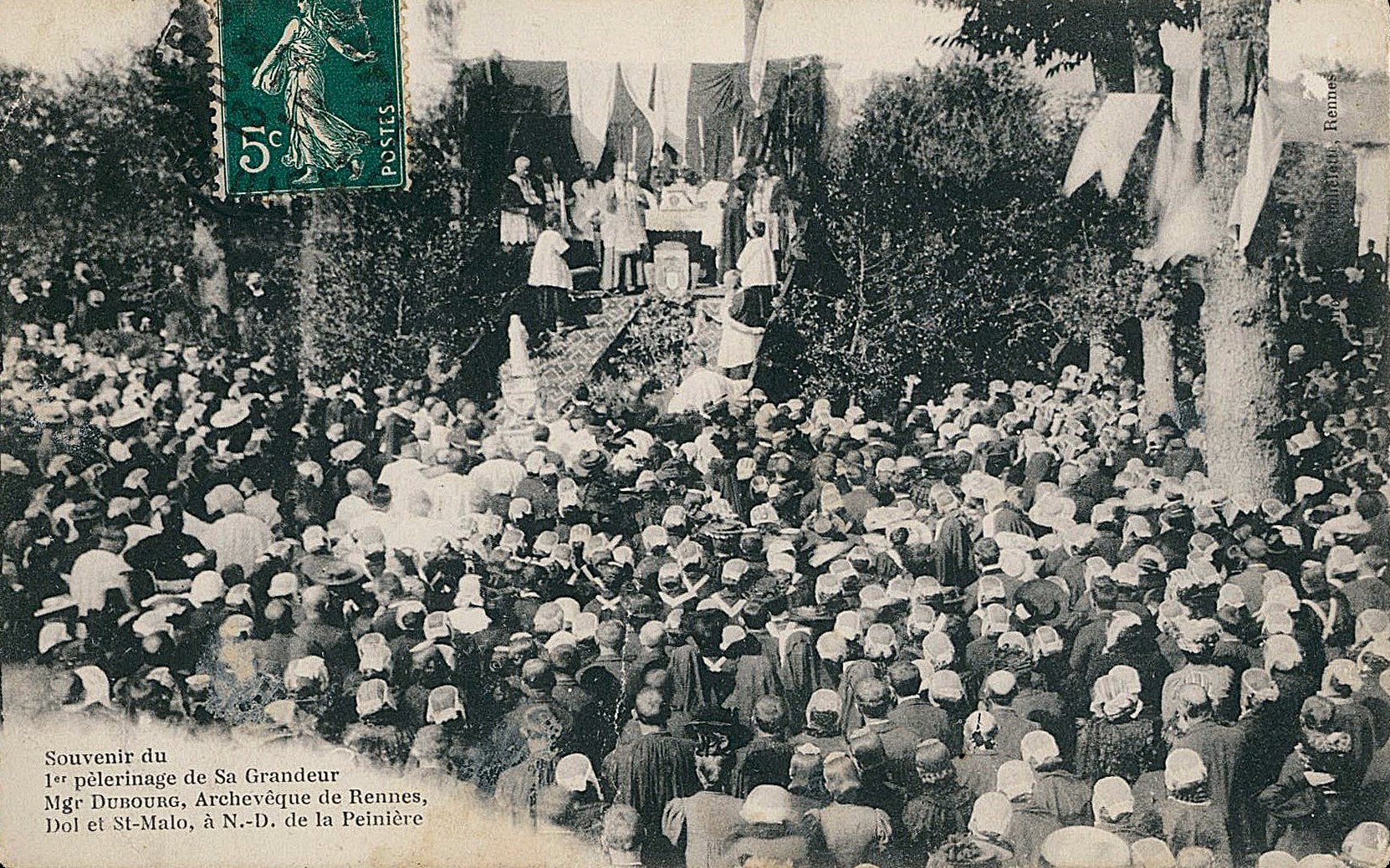
Pèlerinage à la Peinière présidé par Mgr Dubourg (archevêque de Rennes entre 1906 et 1921).

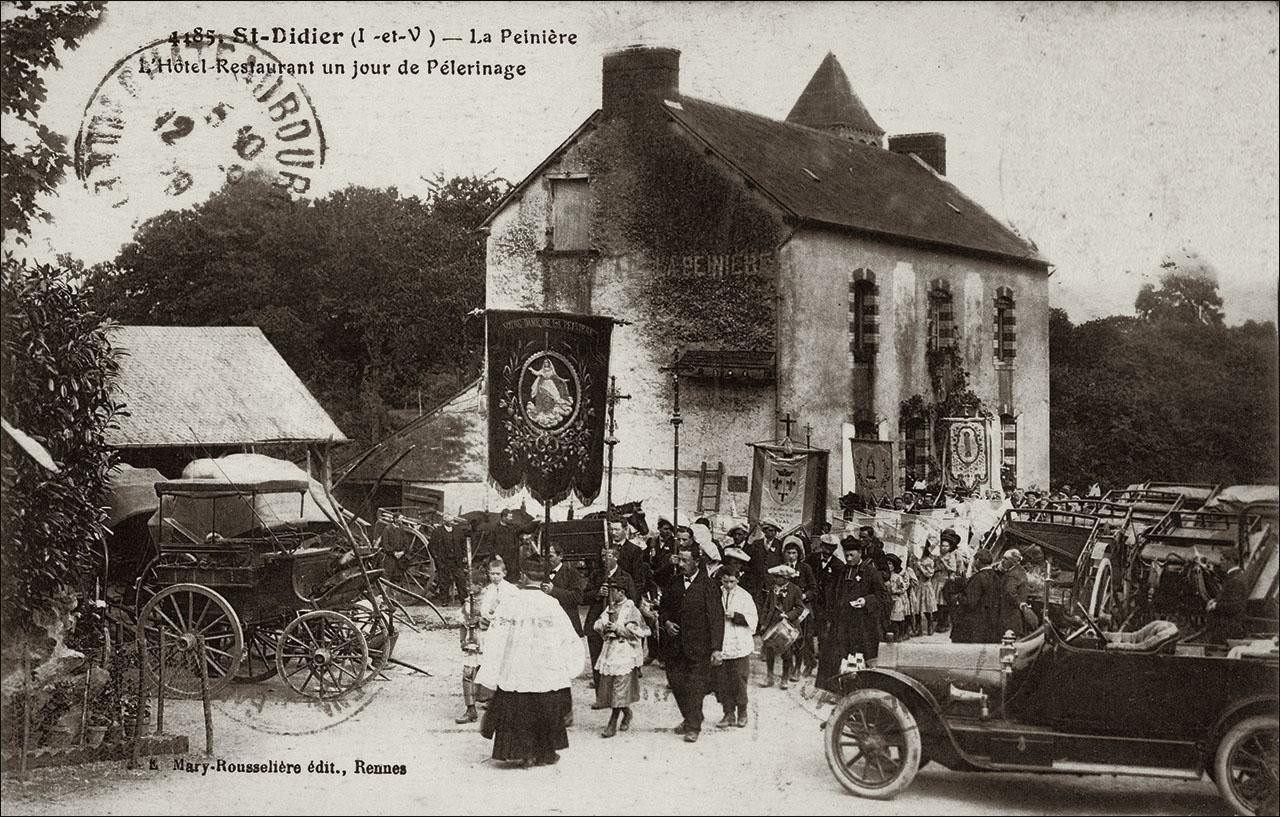
La Peinière ː L'hôtel-restaurant Lebrun un jour de pèlerinage au début du XXe siècle.

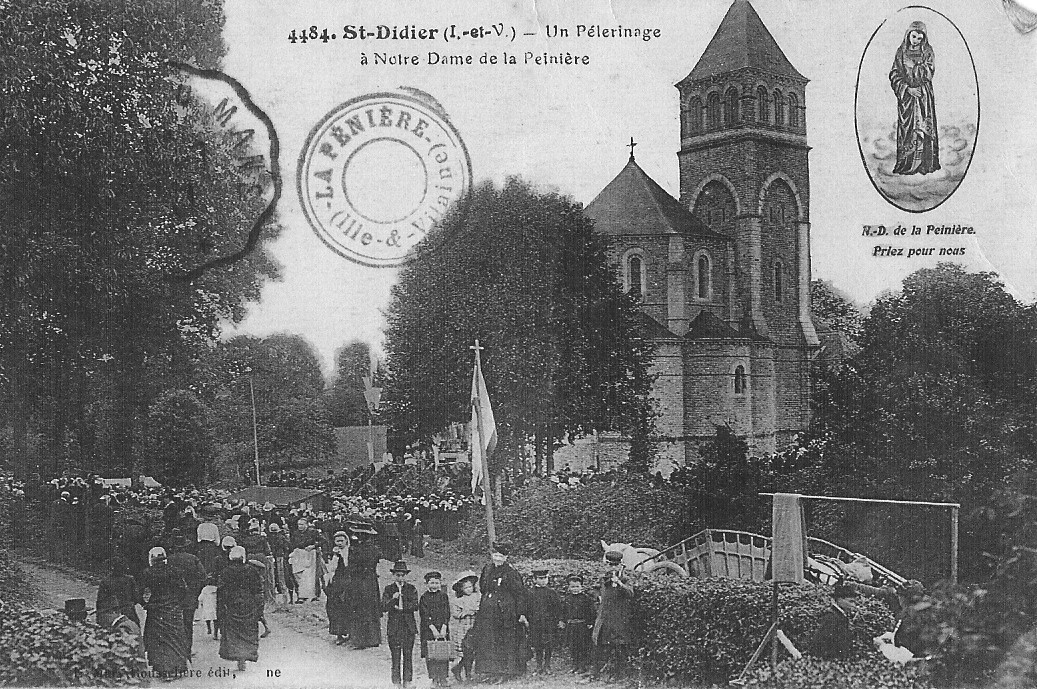
Pèlerinage à Notre-Dame de la Peinière au début du XXe siècle (carte postale).

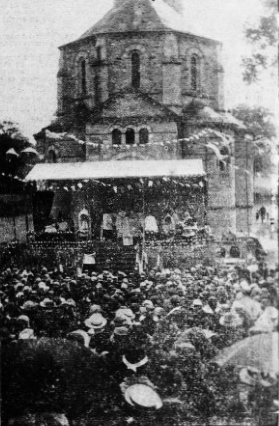
Le pèlerinage de la Peinière du 8 septembre 1938 : la foule devant la chapelle.

Le pèlerinage de la Peinière était très fréquenté : déjà le nombre des pèlerins lors du grand pèlerinage annuel est estimé en 1910 à 8 000 personnes ; celui du 19 septembre 1920, présidé par le cardinal Dubourg, jour où est inaugurée la statue qui domine la tour-clocher, connaît aussi une grande affluence : 

« De Rennes, de Vitré et des au-delà, ainsi que de toutes les communes environnantes, les gens sont venus par les trains, en auto, en chars à bancs, et dès le matin, c'est un véritable flot humain qui déferle au pied de l'élégante chapelle pittoresquement enfouie dans un verdoyant ravin : au sommet de la tour étincelle l'or de la nouvelle statue »

La fête du couronnement de Notre-Dame de la Peinière, qui se déroula le 8 septembre 1926 dans le parc du château de la Roche, situé à proximité, attira « une foule immense » :

« La chapelle Notre-Dame de la Peinière est isolée en pleine campagne dans un vallon ombragé. On l'aperçoit du train en passant sur la ligne Paris-Brest [par la ligne traditionnelle, pas par la ligne TGV]. On la reconnait facilement par la Vierge dorée qui surmonte le clocher. Cet humble sanctuaire abrite une statue vénérée qui vient de recevoir l'honneur insigne du couronnement. (...) Toutes les routes conduisant à la chapelle étaient ornées sur une longueur de plusieurs kilomètres d'innombrables guirlandes et d'arcs de triomphe qui, mieux que des mots, indiquaient la route à suivre. Non seulement tous les habitants de Saint-Didier, mais ceux des paroisses voisines, avaient contribué à cette décoration du meilleur goût. (...). M. Roulliaux, maire de Saint-Didier, souhaite la bienvenue à l'archevêque de Rennes. (...). »

Le pèlerinage du 1er septembre 1937 attire plus de 5 000 pèlerins. Le journal Ouest-Éclair écrit : « Le coquet village de la Peinière, en Saint-Didier, célèbre pour sa Vierge miraculeuse objet d'un grand culte, était le rendez-vous d'une foule immense venue de tous les coins de l'Ille-et-Vilaine pour rendre un pieux hommage à la Mère des affligés ». Celui du 8 septembre 1938 attire plus de 10 000 pèlerins dont 3 000 anciens combattants et celui du 3 septembre 1941 attire « des milliers de pèlerins ». Mgr Roques « déclara n'avoir vu plus grande affluence ».
Bernard Rio analyse en ces termes le pèlerinage de Notre-Dame de la Peinière :

« Organisé sur le modèle de Sainte-Anne-d'Auray, le grand pardon de la Bretagne orientale a obtenu la bénédiction de l'archevêché, lequel est parvenu à ses fins en instaurant un culte marial pour occulter les petits pardons ruraux. Conséquence d'une politique aculturelle, le pèlerinage de la Peinière est un succédané de Lourdes, une appropriation de la croyance populaire par l'institution ecclésiastique... Contrôle des foules et orientation doctrinale, je n'ai perçu aucune tradition identitaire à Saint-Didier, seulement une vision cléricale du monde ; le christianisme semble ici perdre de sa couleur bretonne pour revenir à un discours messianique. »

L'abbé Pierre Lambert fut curé de Saint-Didier de 1910 (il remplaça alors l'abbé Joseph de Saint-Jan, curé précédent) à son décès survenu le 19 décembre 1938. L'abbé Emmanuel Frandebœuf lui succéda. Pendant la guerre civile espagnole, un pèlerinage fut organisé, les pèlerins marchant pieds nus en guise de mortification sur la route alors caillouteuse, depuis l'église paroissiale jusqu'au sanctuaire de la Peinière, afin de prier pour la victoire du général Franco.
Des missions paroissiales étaient régulièrement organisées pour raffermir la foi des paroissiens : la croix de la Pointe date de celle de 1933 et la croix du bas du bourg rappelle le souvenir de celles organisées en 1947 et 1957.

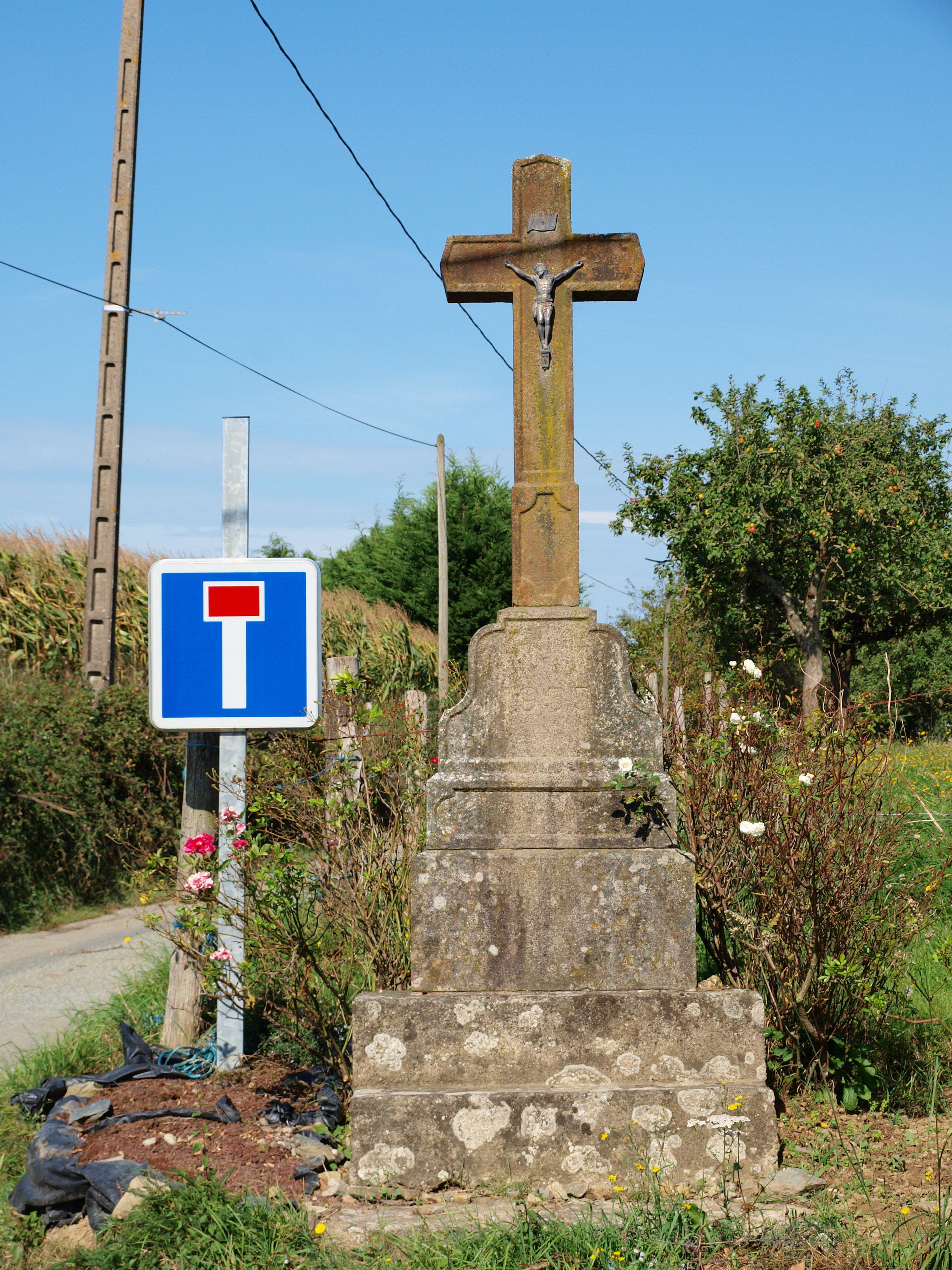
La croix de mission de la Pointe (1933)
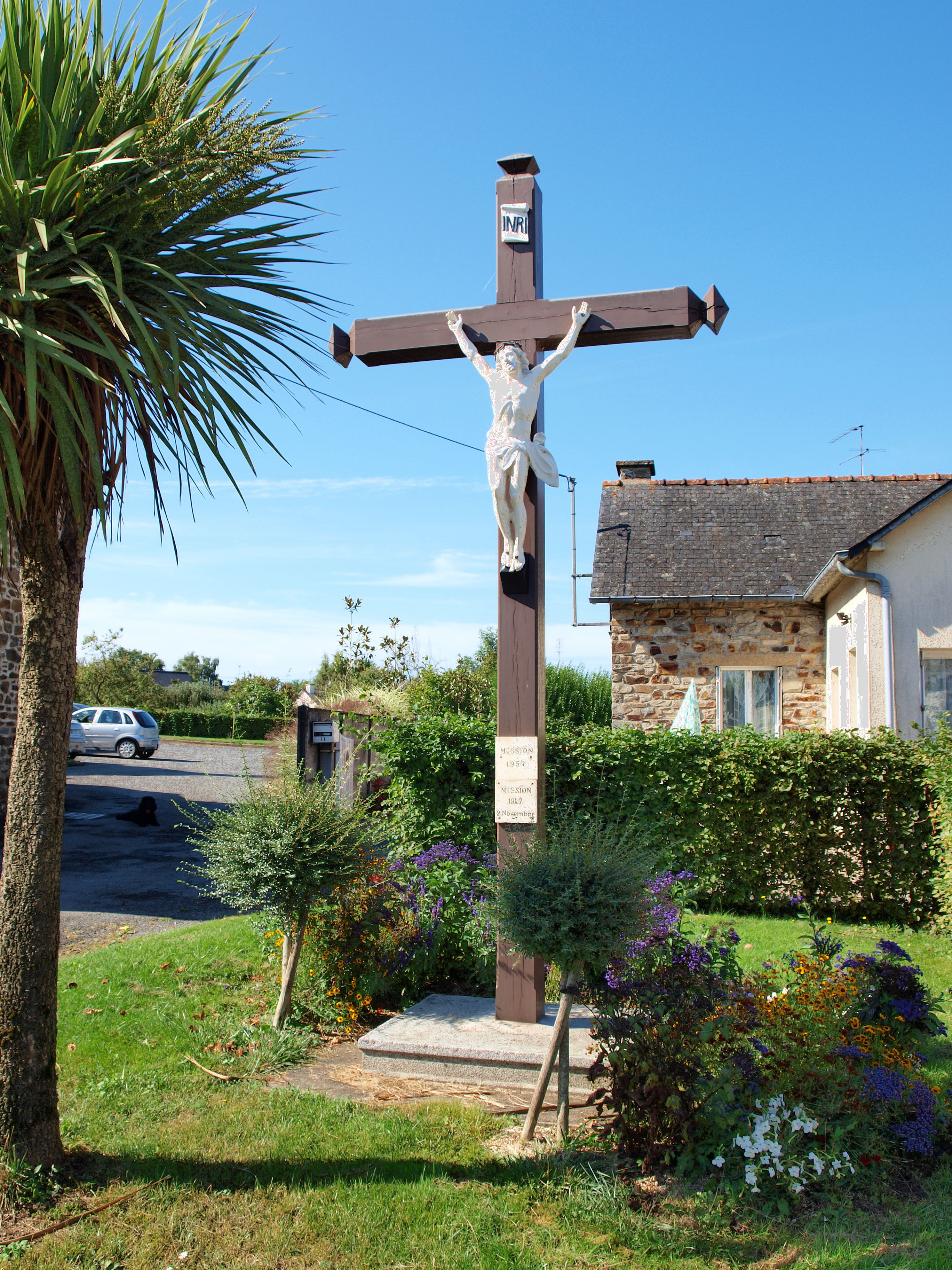
La croix de mission du bas du bourg (missions de 1947 et 1957)

#### La Seconde Guerre mondiale

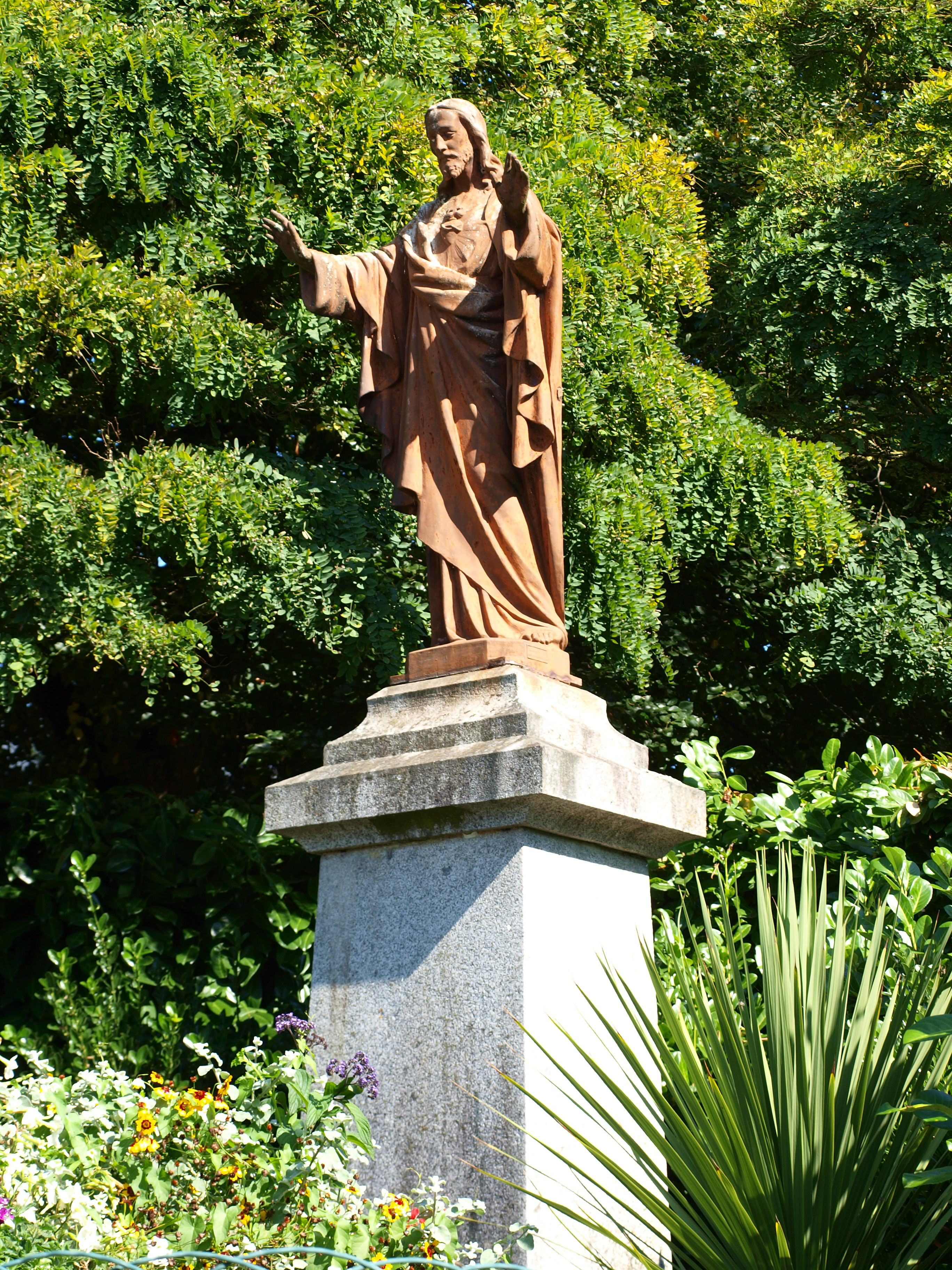
La statue du Sacré-Cœur

Le 8 septembre 1939, un « grand pèlerinage pour la paix » est organisé à La Peinière.
Le monument aux morts de Saint-Didier porte les noms de trois soldats (J.-M. Aubrée, F. Coudrais, J. Roinson) morts pour la France pendant la Seconde Guerre mondiale. Plusieurs soldats originaires de la commune furent prisonniers de guerre, par exemple Aristide Doudet.

#### Après 1945
Le cimetière qui entourait l'église fut supprimé vers 1949 et remplacé par le nouveau cimetière, excentré sur la route menant à Saint-Jean-sur-Vilaine, seul subsistant le monument aux morts. Cela permit l'aménagement de la place du haut du bourg ; vers 1960, la butte située au nord de l'église, et qui portait antérieurement une partie du cimetière, fut partiellement arasée, ce qui nécessita la construction d'un muret de soutènement afin de conforter le reste de la butte, mais permit la création d'un parking.
Une série d'incendies volontaires survenus dans des bâtiments d'exploitations agricoles et des paillers provoqua une véritable psychose dans la commune aux alentours de 1950. L'incendiaire finit par être arrêté.
Deux soldats de Saint-Didier (F. Lucas, Pierre Milan) sont morts pendant la guerre d'Indochine.
Si le bourg a été électrifié en 1930, les hameaux ne le furent qu'après la Seconde Guerre mondiale. Le réseau d'adduction d'eau n'est installé qu'à la fin de la décennie 1950.

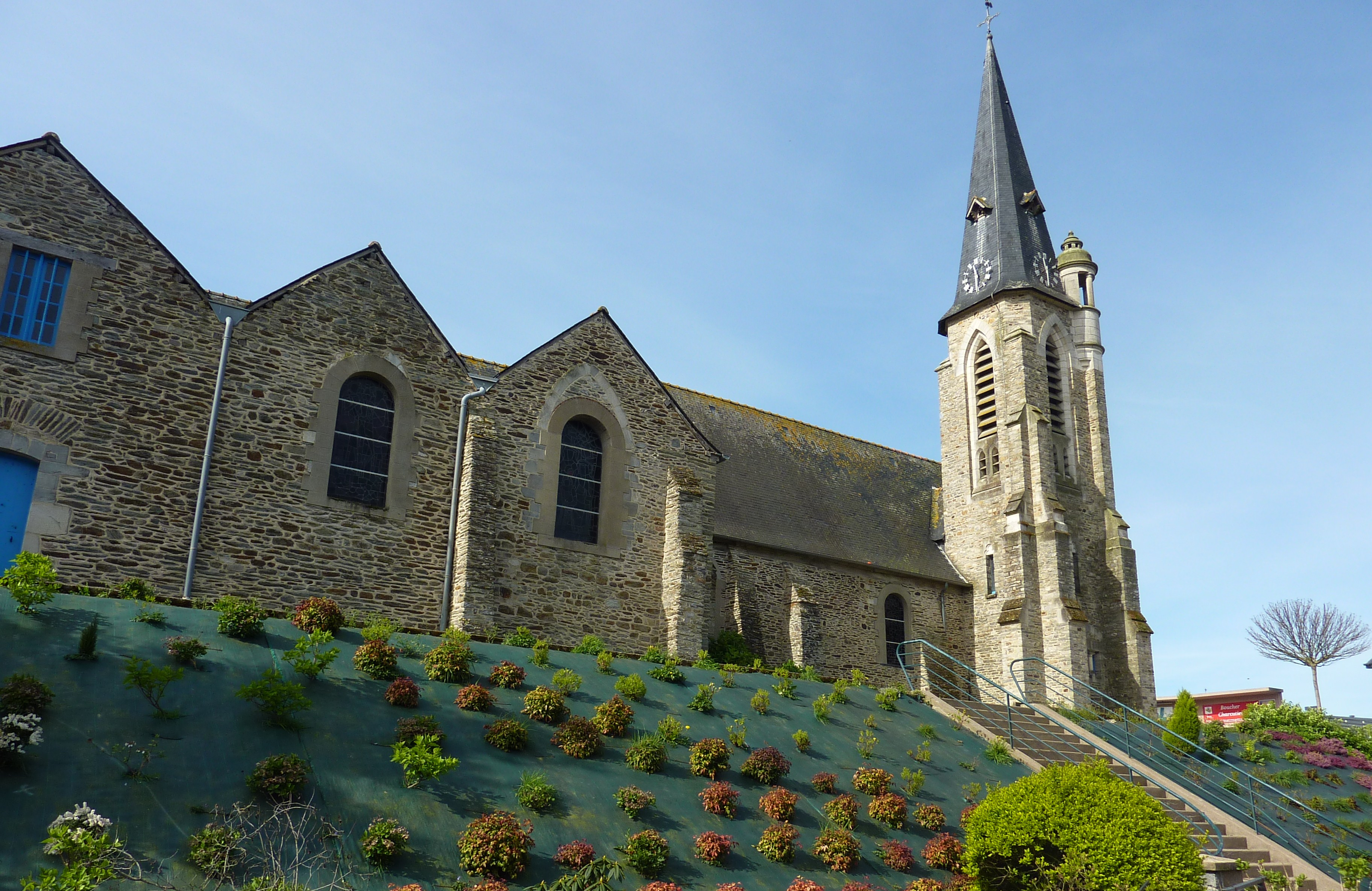
L'église paroissiale vue du nord et la butte, partiellement arasée et confortée par un muret de pierres, qui portait l'ancien cimetière.

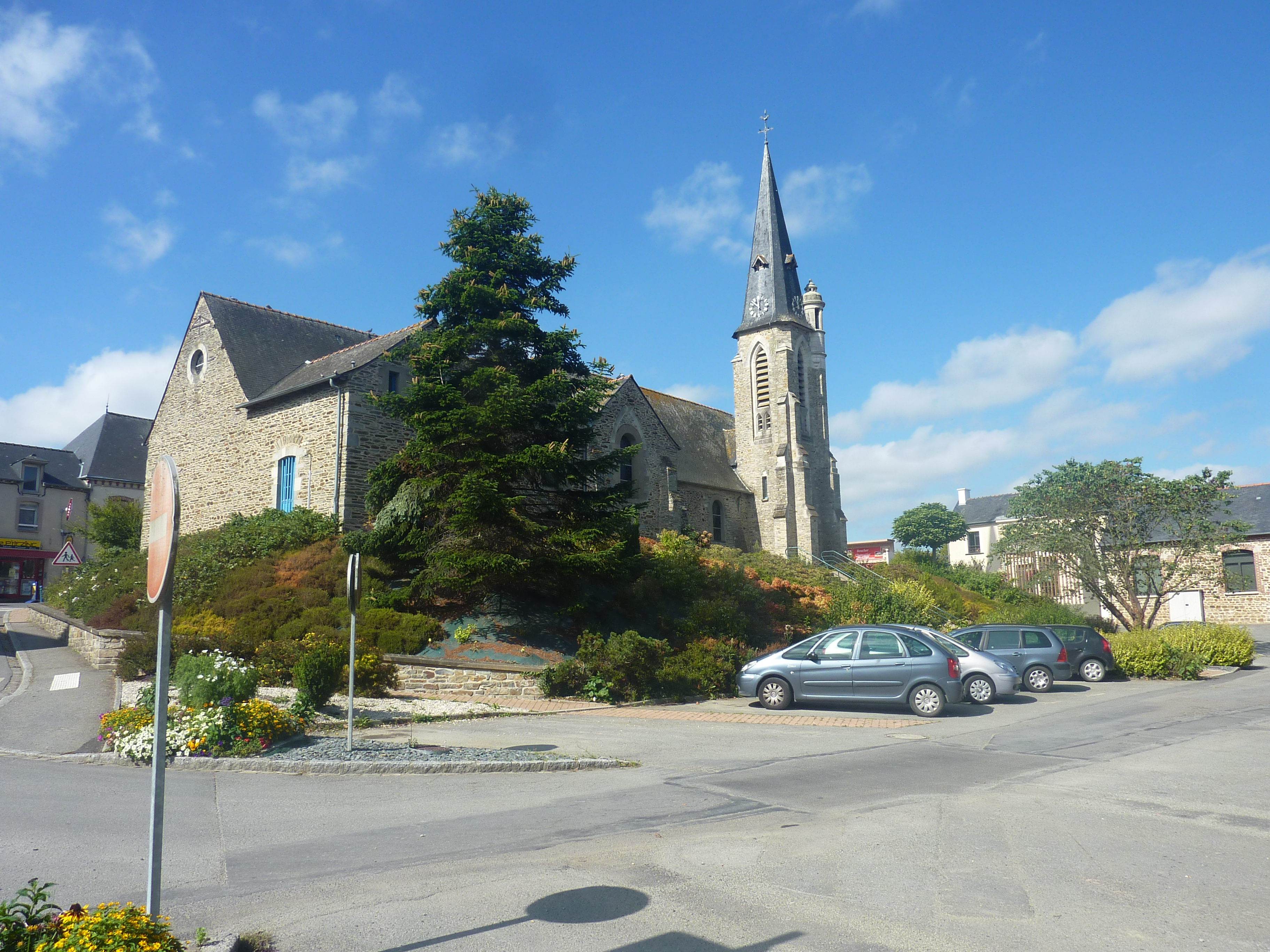
Le reste de la butte, partiellement arasée pour laisser place à un parking, qui portait l'ancien cimetière et l'église paroissiale vue côté nord-est.

Vers 1955, Saint-Didier possédait de nombreux commerces et artisanats : huit cafés existaient dont trois à La Peinière (deux faisant également restaurant, le troisième vendant aussi des articles de piété) et cinq au bourg (plusieurs étant des cafés-épiceries, mais aussi un café-débit de tabac et un café-boucherie-charcuterie à l'enseigne originale : "Ici bon médecin, guérit de la soif et de la faim"), une charcuterie, une mercerie, une quincaillerie, un charron, deux menuisiers, deux forgerons (aussi maréchaux-ferrants et réparateurs de machines agricoles), un mécanicien de cycles, un sellier - bourrelier, plusieurs couturières à domicile, etc. Le seul téléphone était celui de la cabine téléphonique, installée chez un commerçant du bas du bourg qui était aussi cafetier, cordonnier, coiffeur, crieur public, etc. La commune ne possédait pas de médecin, pas de pharmacien, ni de boulangerie, mais l'une des épiceries faisait dépôt de pain et des boulangers des communes avoisinantes faisaient des tournées. La commune comptait alors une bonne soixantaine d'exploitations agricoles (elles étaient 137 en 1930 et 104 en 1942 ; elles n'étaient plus que 50 en 1985 et 19 en 2014). Deux autocaristes de Domagné reliaient Saint-Didier, le lundi à Vitré et le samedi à Rennes. L'abbé Pierre Désévédavy, originaire de Gévezé, était alors curé de Saint-Didier et le resta pendant une trentaine d'années.
Les fêtes religieuses continuaient à rythmer la vie de la paroisse : Pâques, Toussaint, Noël, etc., mais la plus marquante était la Fête-Dieu courant juin ; ce jour-là, une procession solennelle était organisée : sous un dais porté par quatre hommes, le curé portant l'ostensoir contenant le Saint-Sacrement, devancé par la foule des fidèles, parcourait les rues du bourg tapissées de décors faits de sciure de bois teintée de différentes couleurs et ajustée en motifs décoratifs, ornés de fleurs, principalement des marguerites et des digitales en raison de la saison cueillies par les enfants des écoles, faisant trois arrêts aux trois reposoirs magnifiquement décorés situés l'un devant le Monument aux morts, le second devant la statue du Sacré-Cœur et le troisième devant la Croix de mission du bas du bourg, avant de revenir à l'église.

## Héraldique
| Blason | Blasonnement : D'argent fretté de gueules : qui est du Hallay. |

## Politique et administration

### Rattachements administratifs et électoraux

#### Circonscriptions de rattachement
Saint-Didier appartient à l'arrondissement de Fougères-Vitré et au canton de Châteaubourg depuis sa création.
Pour l'élection des députés, la commune fait partie de la cinquième circonscription d'Ille-et-Vilaine, représentée depuis juin 2017 par Christine Le Nabour (RE-ENS). Auparavant, elle a successivement appartenu à la circonscription de Fougères-Vitré (Second Empire), la circonscription de Vitré (IIIe République) et la 3e circonscription (1958-1986).

#### Intercommunalité
Depuis le 1er janvier 2002, date de sa création, la commune appartient à Vitré Communauté, une intercommunalité 
issue de la fusion des communautés de communes du Bocage vitréen et du Pays de Châteaubourg.
Saint-Didier fait aussi partie du Pays de Vitré.

### Administration municipale

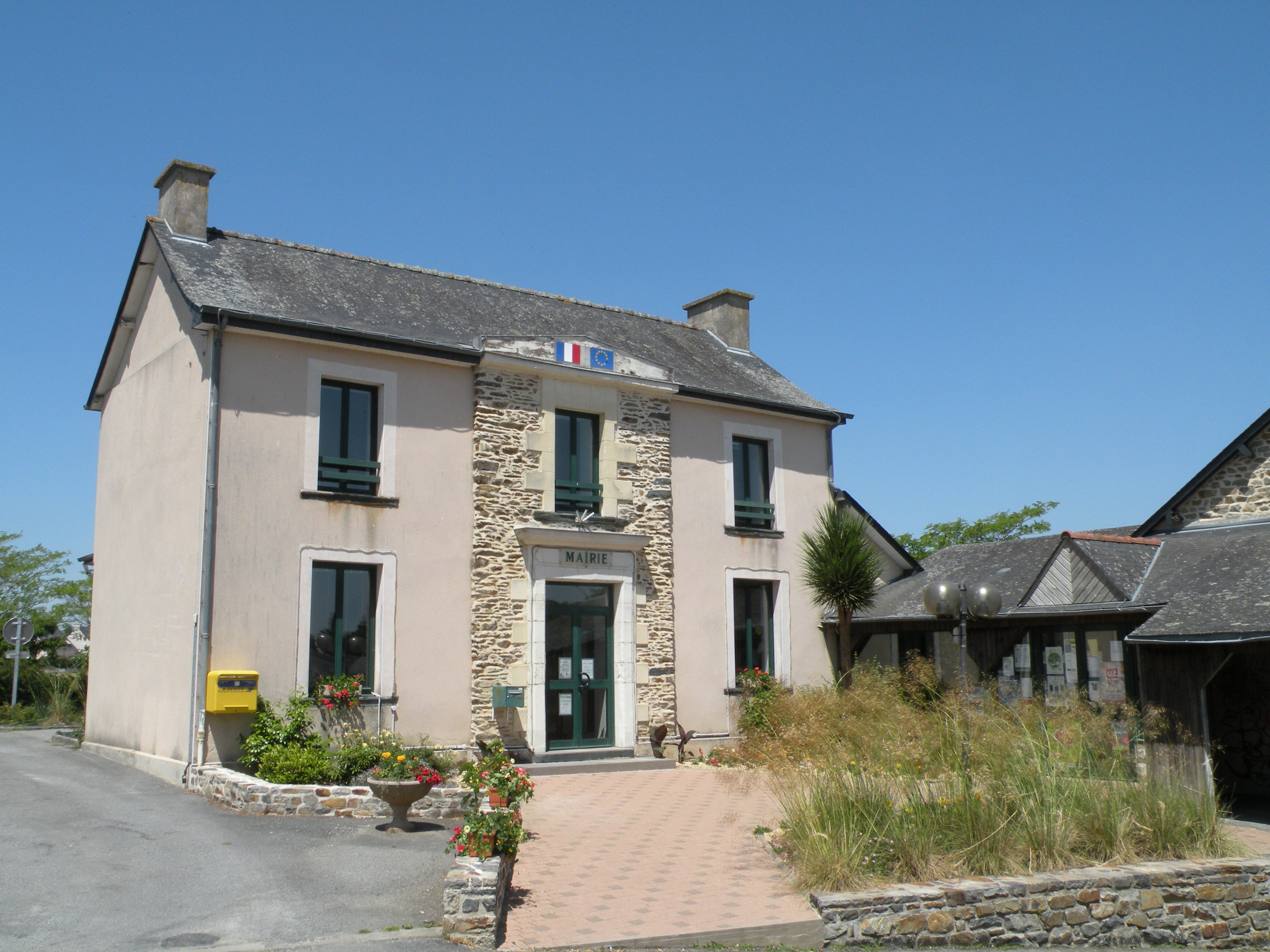
La mairie.

Le nombre d'habitants au dernier recensement étant compris entre 1 500 et 2 499, le nombre de membres du conseil municipal est de 19.

## Démographie
L'évolution du nombre d'habitants est connue à travers les recensements de la population effectués dans la commune depuis 1793. Pour les communes de moins de 10 000 habitants, une enquête de recensement portant sur toute la population est réalisée tous les cinq ans, les populations de référence des années intermédiaires étant quant à elles estimées par interpolation ou extrapolation. Pour la commune, le premier recensement exhaustif entrant dans le cadre du nouveau dispositif a été réalisé en 2005.
En 2022, la commune comptait 2 030 habitants, en évolution de +0,2 % par rapport à 2016 (Ille-et-Vilaine : +5,46 %, France hors Mayotte : +2,11 %).
| 1793  | 1800  | 1806  | 1821  | 1831  | 1836  | 1841  | 1846  | 1851  |
| ----- | ----- | ----- | ----- | ----- | ----- | ----- | ----- | ----- |
| 1 226 | 1 023 | 1 030 | 1 159 | 1 134 | 1 106 | 1 104 | 1 048 | 1 055 |

| 1856  | 1861 | 1866 | 1872 | 1876 | 1881 | 1886 | 1891 | 1896 |
| ----- | ---- | ---- | ---- | ---- | ---- | ---- | ---- | ---- |
| 1 000 | 980  | 920  | 881  | 871  | 841  | 833  | 822  | 815  |

| 1901 | 1906 | 1911 | 1921 | 1926 | 1931 | 1936 | 1946 | 1954 |
| ---- | ---- | ---- | ---- | ---- | ---- | ---- | ---- | ---- |
| 848  | 853  | 790  | 725  | 689  | 697  | 682  | 691  | 693  |

| 1962 | 1968 | 1975 | 1982 | 1990  | 1999  | 2005  | 2006  | 2010  |
| ---- | ---- | ---- | ---- | ----- | ----- | ----- | ----- | ----- |
| 679  | 652  | 679  | 859  | 1 055 | 1 275 | 1 558 | 1 590 | 1 792 |

| 2015  | 2020  | 2022  | - | - | - | - | - | - |
| ----- | ----- | ----- | - | - | - | - | - | - |
| 1 990 | 2 025 | 2 030 | - | - | - | - | - | - |

Commentaire : La population de Saint-Didier a décliné régulièrement entre 1793 et 1968, la commune perdant 574 habitants entre ces deux dates (- 46,8 % en 175 ans) en raison de l'exode rural, important surtout entre 1851 et 1926, la commune étant alors éloignée des grandes villes. Le retournement démographique à partir de 1968 est net (dès 1999, la commune dépasse son niveau de population de 1793), la commune gagnant 1 267 habitants entre 1968 et 2013, soit un quasi triplement ( + 194,3 %) de sa population en 45 ans, en raison de la périurbanisation liée à l'expansion de la métropole rennaise, mais aussi au dynamisme du Pays de Vitré et de la ville de Châteaubourg, qui ont entraîné depuis une trentaine d'années la création de nombreux lotissements, ce qui explique que l'habitat est pour l'essentiel récent : 21,7 % des logements seulement datent de 1970 ou avant, alors que 29,5 % datent de la période 1971-1990, 31,3 % de la période 1991-2005 et 17,6 % de celle entre 2006 et 2010 ; en trente années, entre 1971 et 2010, 16 nouveaux logements, essentiellement des maisons individuelles (93,1 % du total des logements en 2013) et des résidences principales (6 résidences secondaires seulement comptabilisées lors du recensement de 2013) ont été construits chaque année. En conséquence, la densité de population a fortement augmenté : alors qu'elle était de seulement 46,1 habitants par km2 en 1968, elle est de 135,7 habitants par km2 en 2013.
La croissance rapide de la population (comprise entre + 2,1 % l'an et + 3,4 % l'an selon les périodes entre 1975 et 2013) est due à la fois à une importante immigration nette (variant selon les périodes intercensitaires entre 1975 et 2013 entre + 2,1 % et + 0,9 % l'an) et à un important solde naturel positif (variant entre + 1,3 % et + 1,7 % l'an) ; le taux d'accroissement naturel est très élevé : + 16,7 pour mille entre 2008 et 2013 en raison d'un taux de natalité (19,2 pour mille) nettement supérieur au taux de mortalité (2,5 pour mille) pendant cette même période. En conséquence, la population didéroise est jeune : les 0 à 19 ans représentent en 2013 34,2 % de la population totale et les 65 ans et plus seulement 8,3 %.

## Données économiques

### Emploi
| Catégorie                         | Commune     | Département | Pays        |
| --------------------------------- | ----------- | ----------- | ----------- |
| Taux de chômage (2005)            | 4,8 %       | NC          | 9,6 %       |
| Revenus moyens par ménages (2004) | 16 951 €/an | 14 781 €/an | 15 027 €/an |

### Immobilier
| Catégorie                             | Commune | Département    | Pays            |
| ------------------------------------- | ------- | -------------- | --------------- |
| Prix moyen de l'immobilier (vente)    | NC      | 2 789,13 €/m2  | 3 197 €/m2      |
| Prix moyen de l'immobilier (location) | NC      | 10,8 €/m2/mois | 12,22 €/m2/mois |

## Culture et patrimoine

### Patrimoine
La commune compte un monument historique : le manoir de la Roche, inscrit en 1971. L'église ainsi que la chapelle Notre-Dame-de-la-Peinière ont fait l'objet d'un inventaire.

#### Église paroissiale Saint-Didier-et-saint-Golven
L'église paroissiale Saint-Didier-et-saint-Golven date du XVIIe au XXe siècle, édifiée en 1679 : Saint Didier et saint Golven, évêques, sont les patrons de cette église - le corps de saint Golven, loin d'être conservé à Saint-Didier ou à Saint-Melaine, comme le disent Ogée et ses annotateurs, était au Moyen Âge l'objet d'un culte tout particulier dans la cathédrale de Rennes et le diocèse. Une confrérie se trouvait donc érigée en l'église de Saint Didier, elle avait 28 livres de rente en 1790. Les prééminences appartenaient en cette église au seigneur de Mayneuf, qui possédait en 1679 le fief du Bourg ou de l'Abbé, évidemment aliéné par les moines de Saint-Melaine. Aussi à cette époque Jean du Boisgeslin, vicomte de Mayneuf, petit-fils de Thébaut et de Radegonde de Rosmadec, déclara-t-il être seigneur supérieur et fondateur de l'église de Saint-Didier, y ayant son banc et son enfeu dans le chœur et ses armoiries dans les verrières. Le maître-autel fut bénit, le 24 février 1721, par M. Le Gaudiger, recteur de Saint-Jean-sur-Vilaine. En 1755, la grosse cloche de Saint-Didier eut pour parrain Gabriel du Boisgeslin, baron de la Rochebernard, marquis de Cucé, vicomte de Mayneuf et seigneur de Saint-Didier. En 1927, la commune fit faire de très grosses réparations à son église paroissiale et construire un nouveau clocher : le nouveau clocher date de 1927. Le retable de la Vierge date du XVIIe siècle : on y trouve les statues de la Vierge entourée des statues de sainte Anne (enseignant à la Vierge) et de saint Joseph (accompagnant l'enfant Jésus). Le maître-autel et le retable datent de 1721-1875 : il a été restauré en 1875 et on y trouve une statue de sainte Liporympe en position allongée et quatre reliquaires dont l'un contient les reliques de saint Denis, saint Didier, saint Paul, et les autres reliquaires contiennent les reliques de sainte Liporympe (don de Mme de Sèze, en 1931), saint Crescem [en fait saint Crescentien], saint Golven. Le maître-autel et les trois retables, y compris les statues de saint Didier et saint Golven, sont classées par les monuments historiques par l'arrêté ministériel du 4 août 1952.

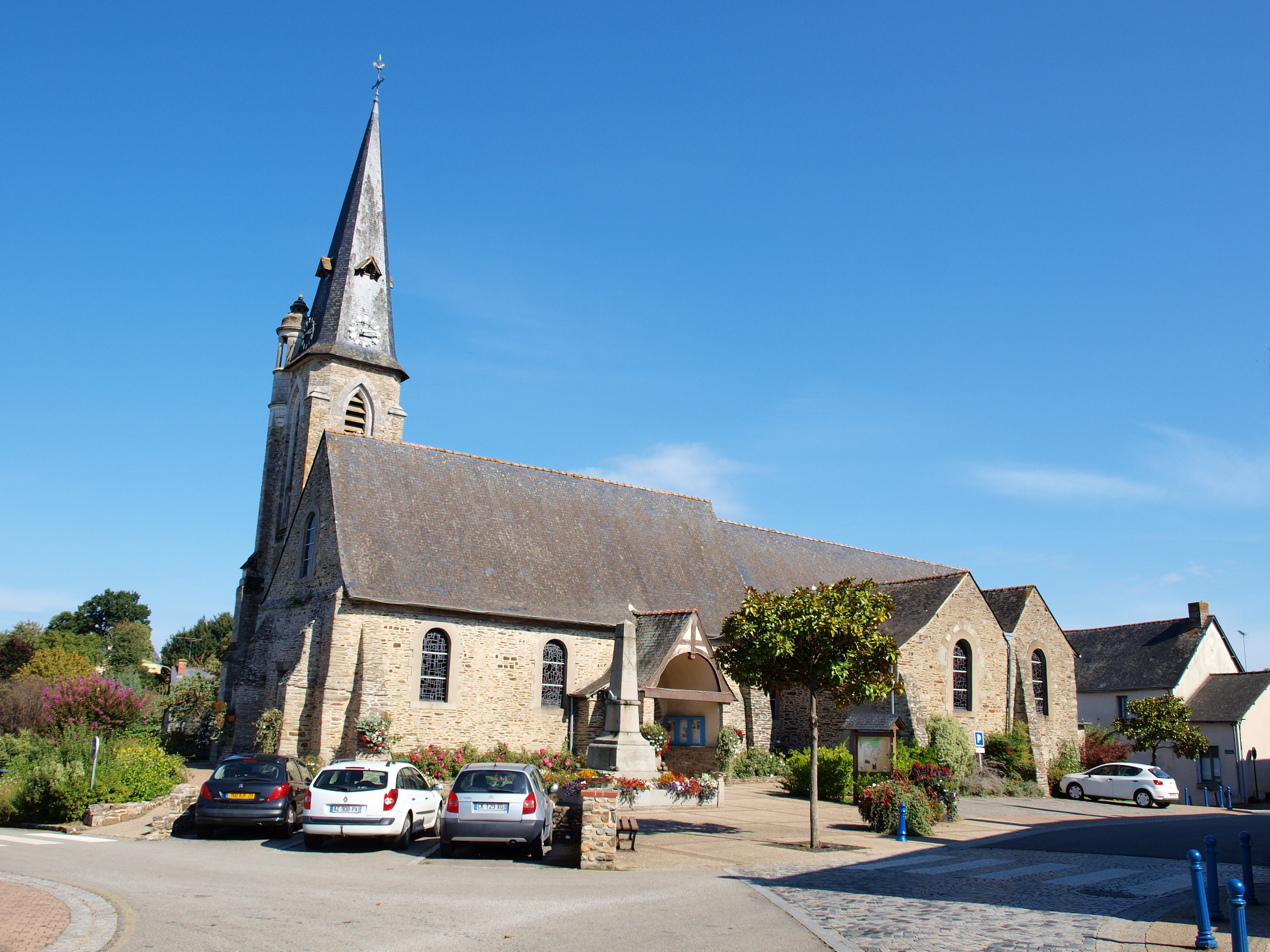
L'église paroissiale : vue extérieure d'ensemble côté sud-ouest.
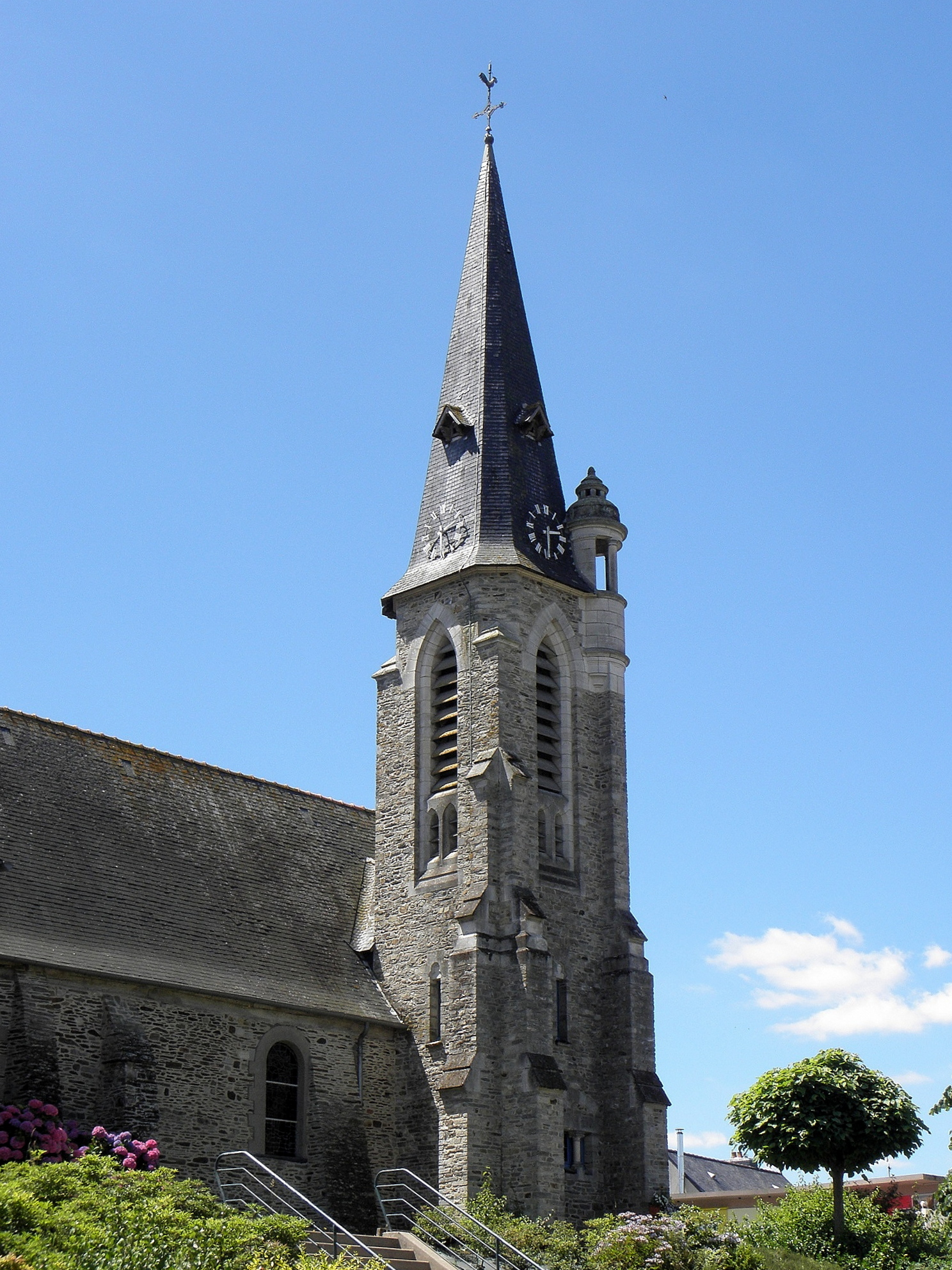
L'église paroissiale : la tour-clocher.
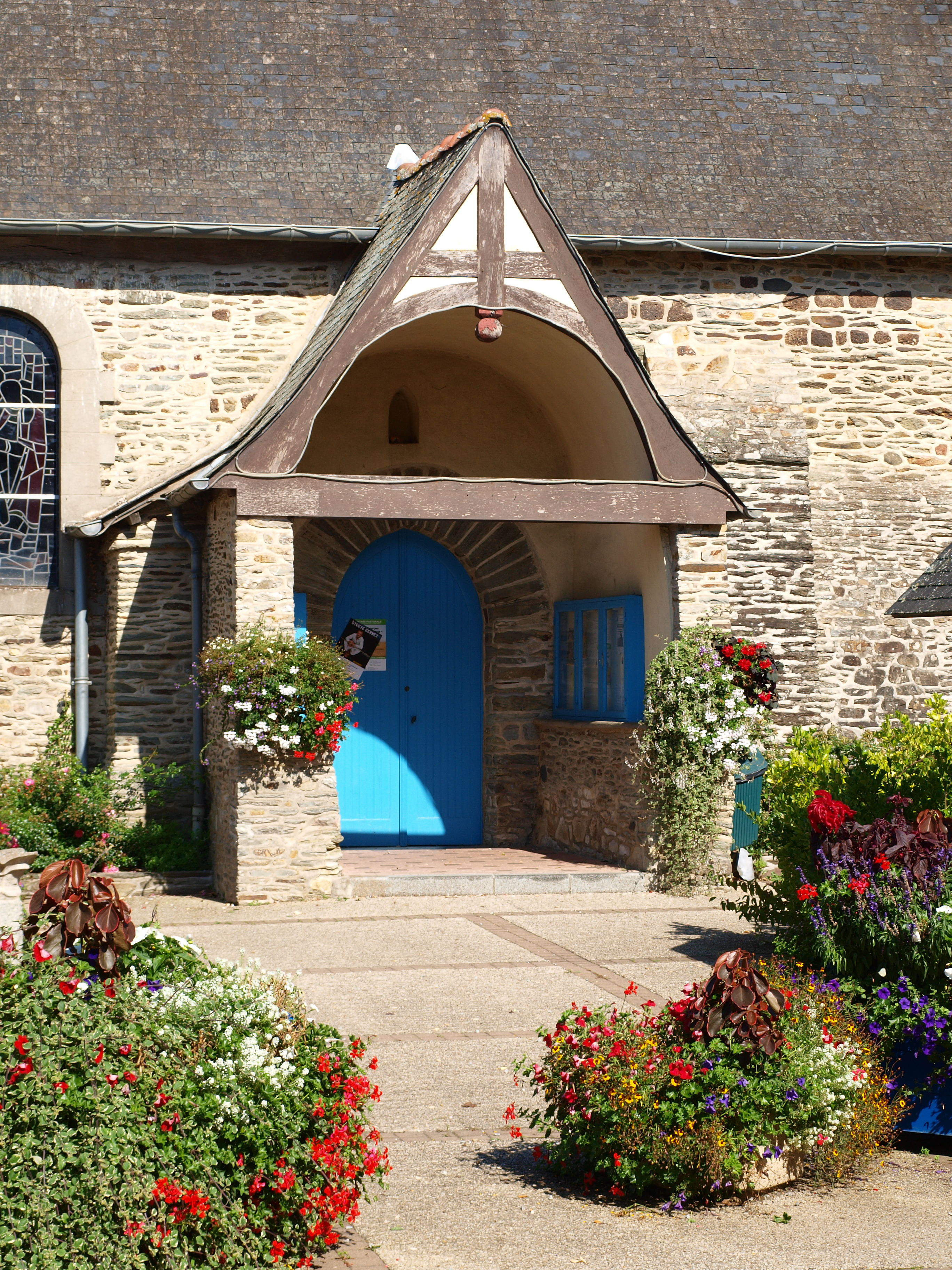
Le porche de l'église paroissiale.
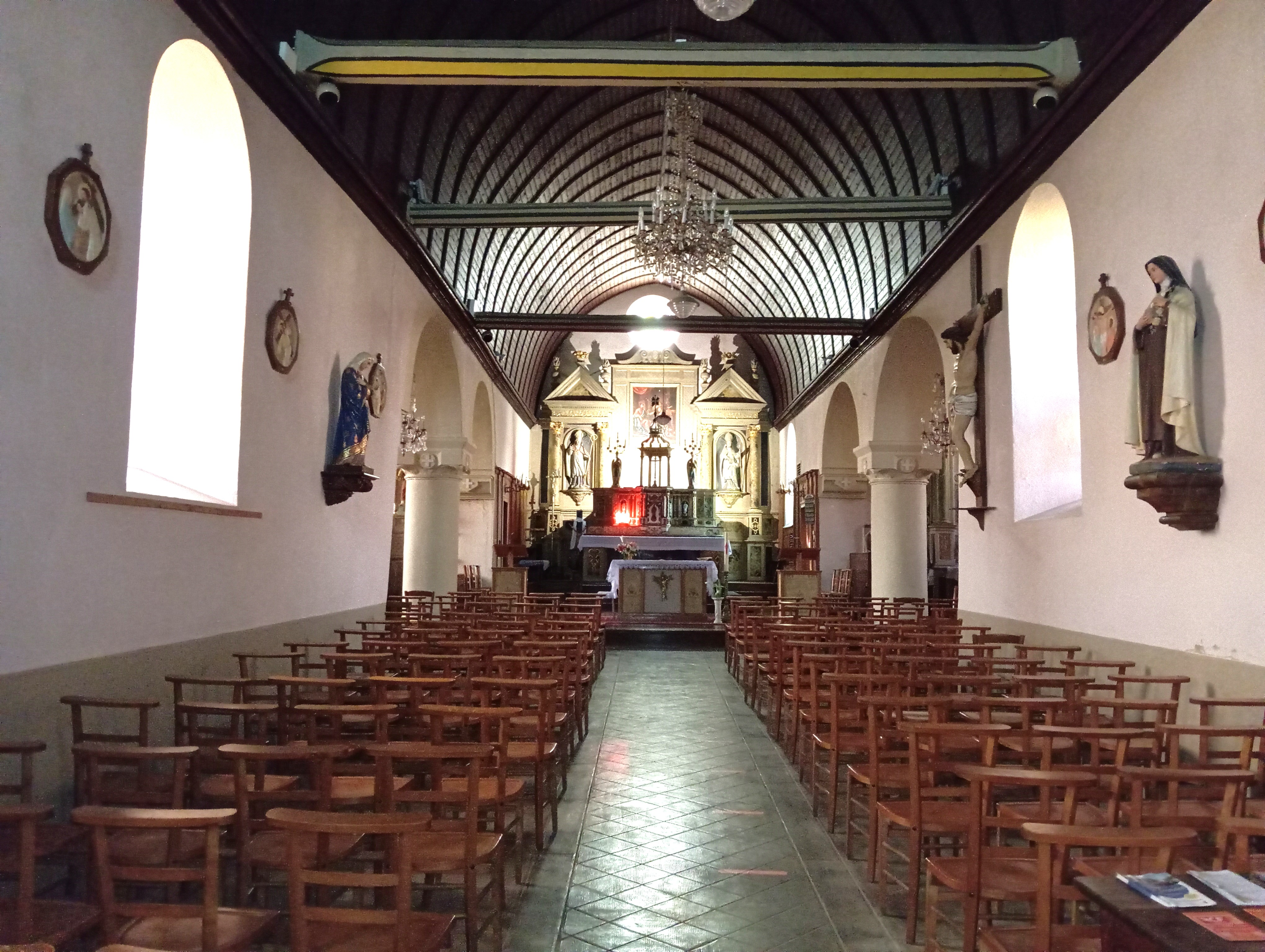
L'église paroissiale, vue intérieure d'ensemble.
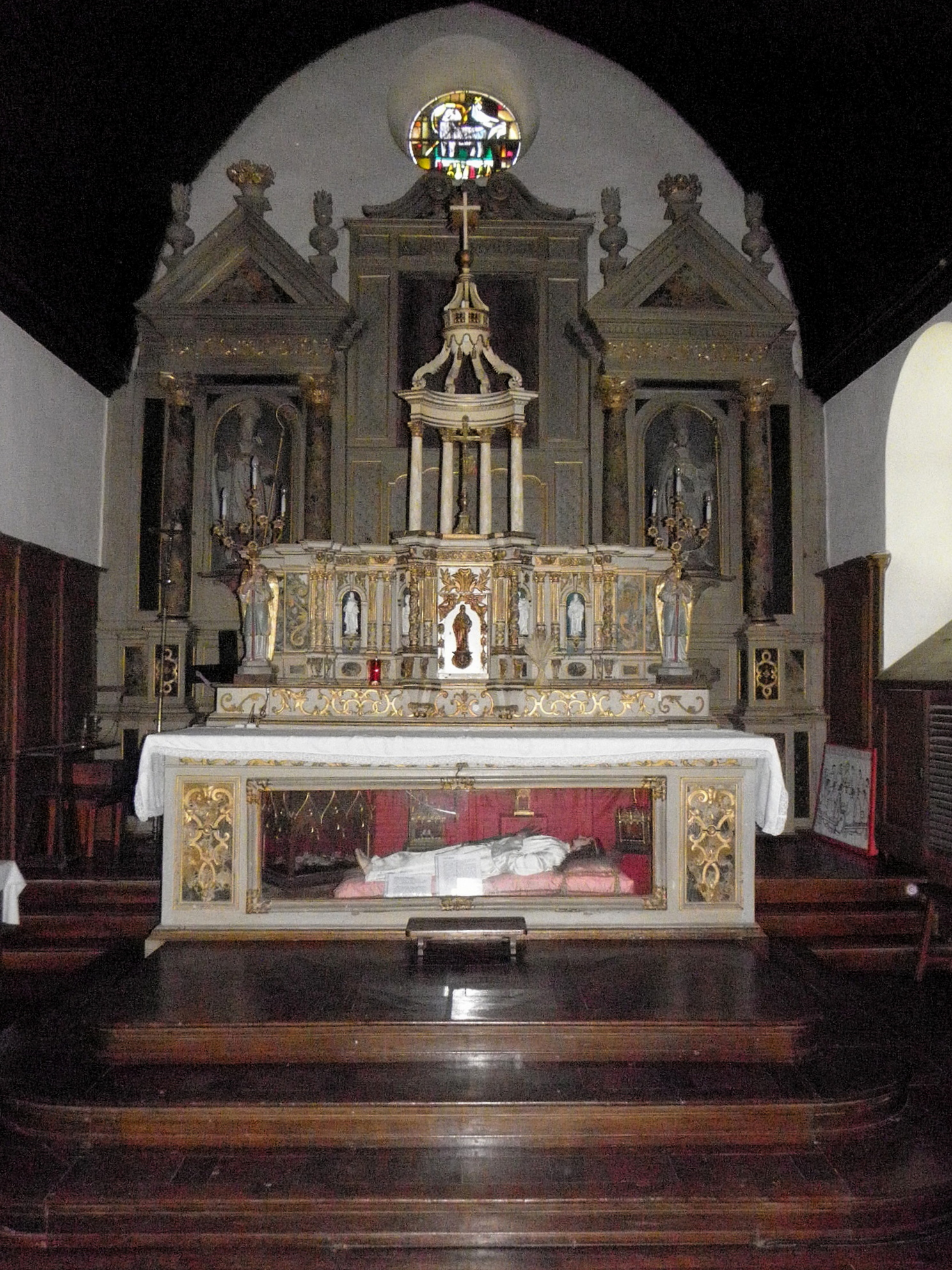
Le maître-autel et son retable. En dessous du maître-autel, la statue de sainte Liporympe en position allongée.
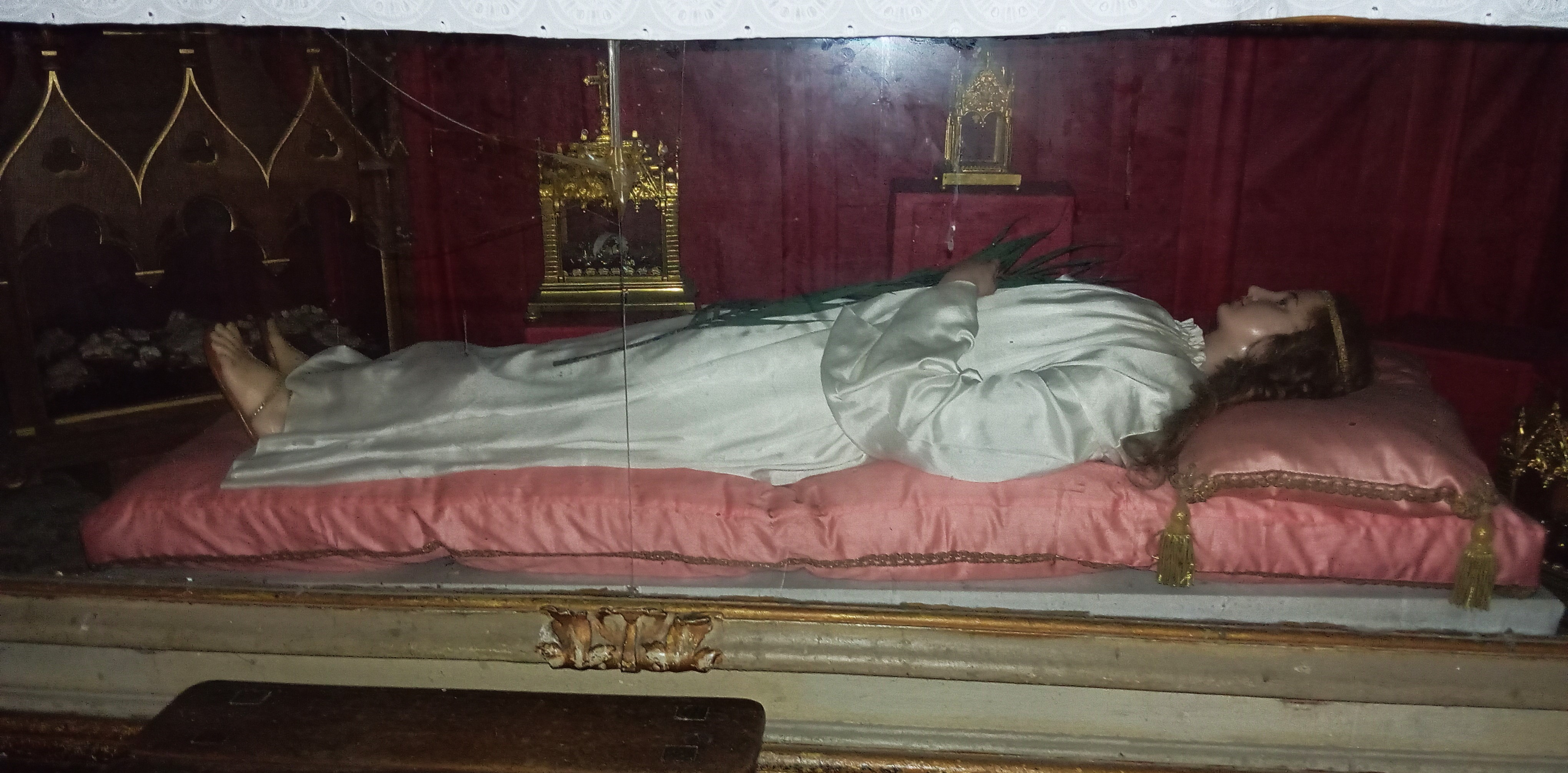
Statue en forme de gisant représentant sainte Liporympe, située au-dessous du maître-autel. ː
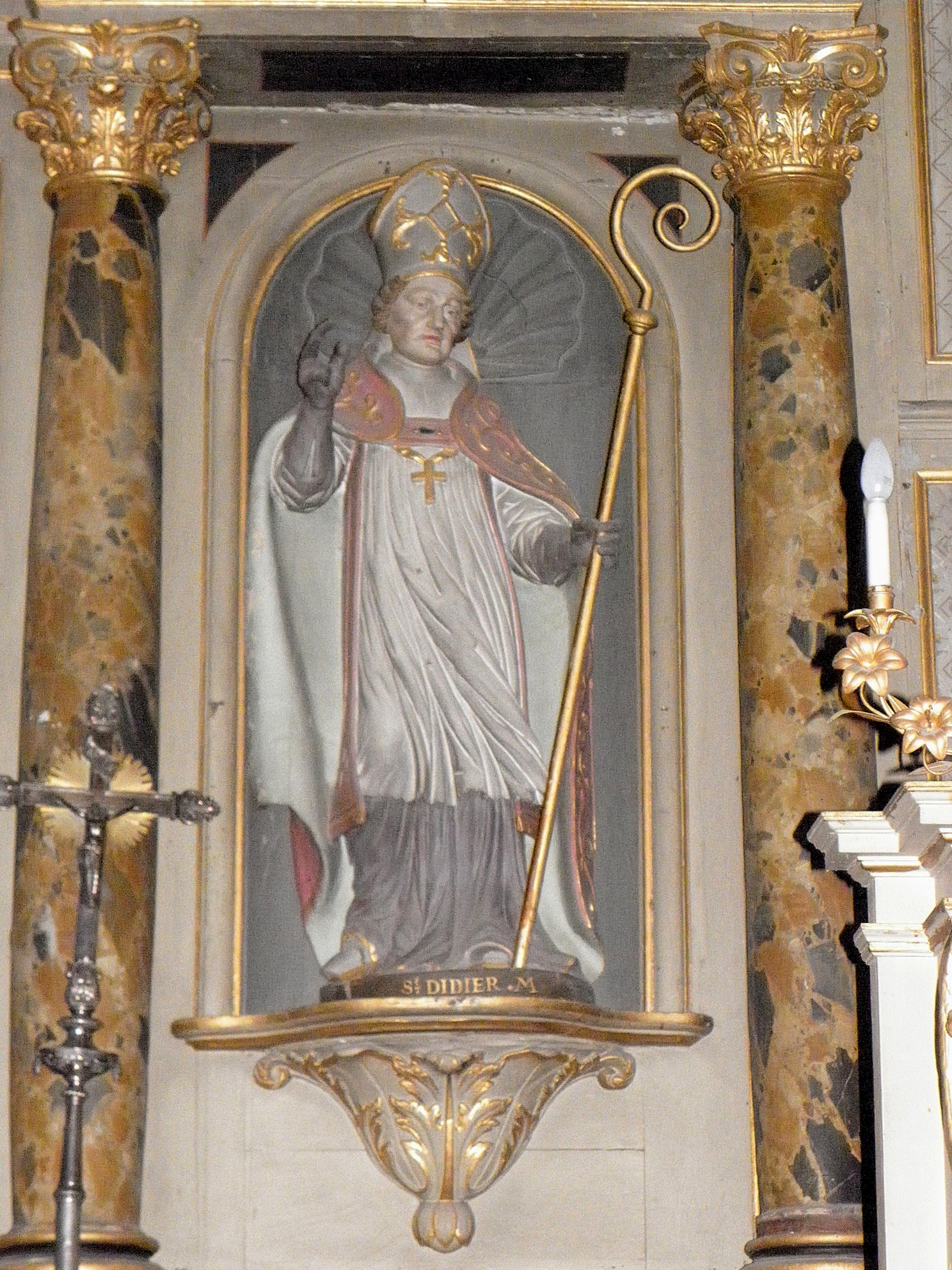
L'église paroissiale : retable du maître-autel, statue de saint Didier.
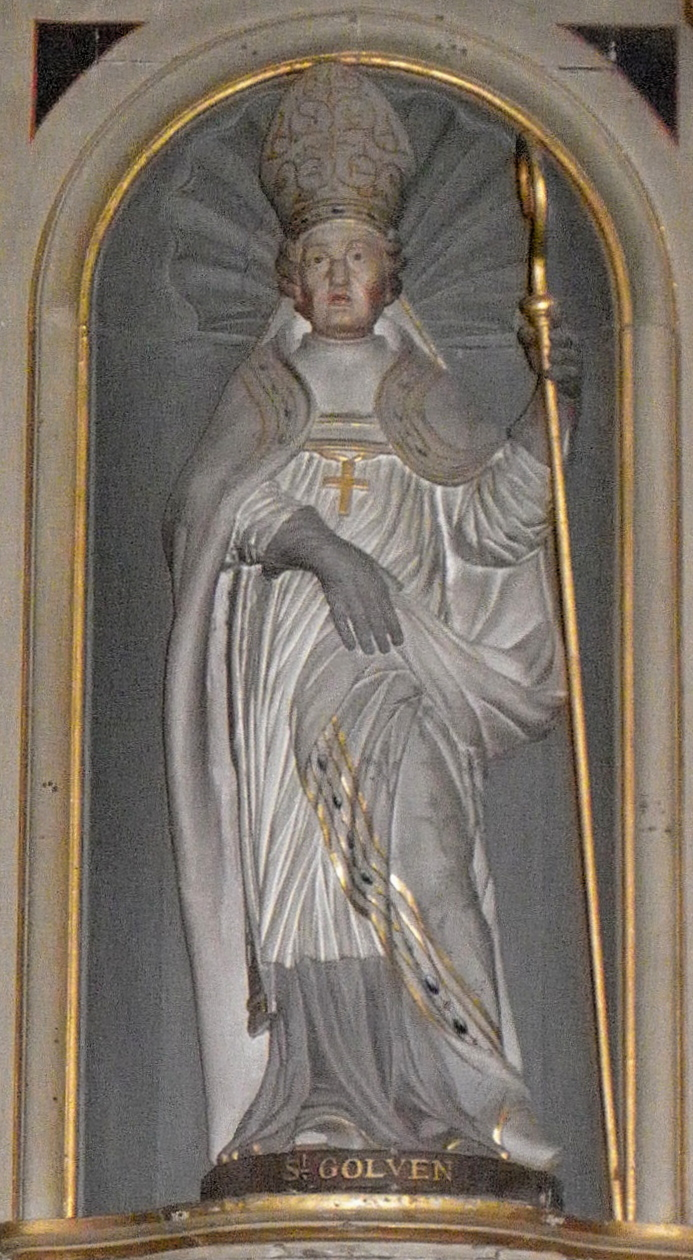
L'église paroissiale : retable du maître-autel, statue de saint Golven.
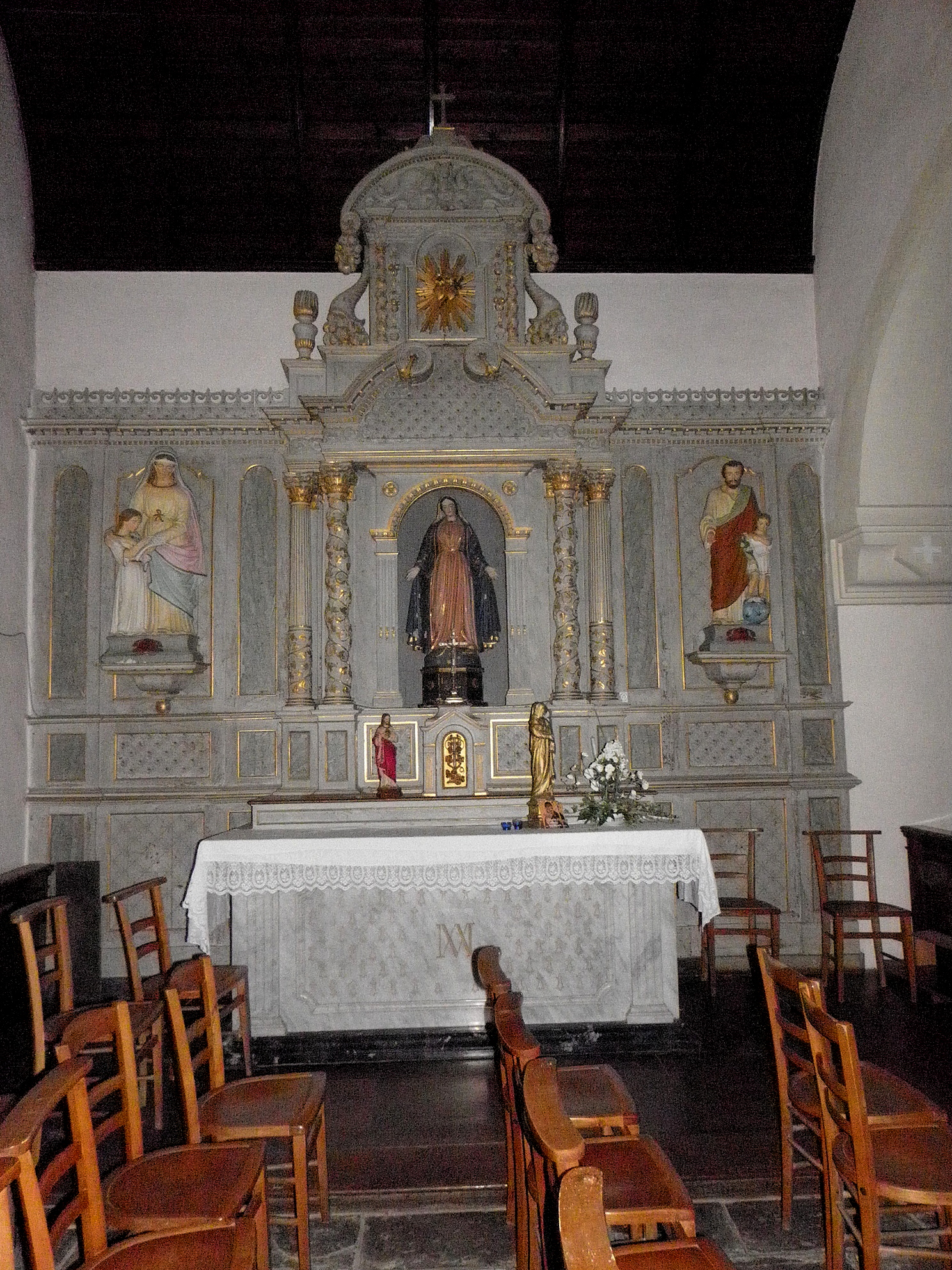
L'église paroissiale : autel de la Vierge et retable du croisillon nord.
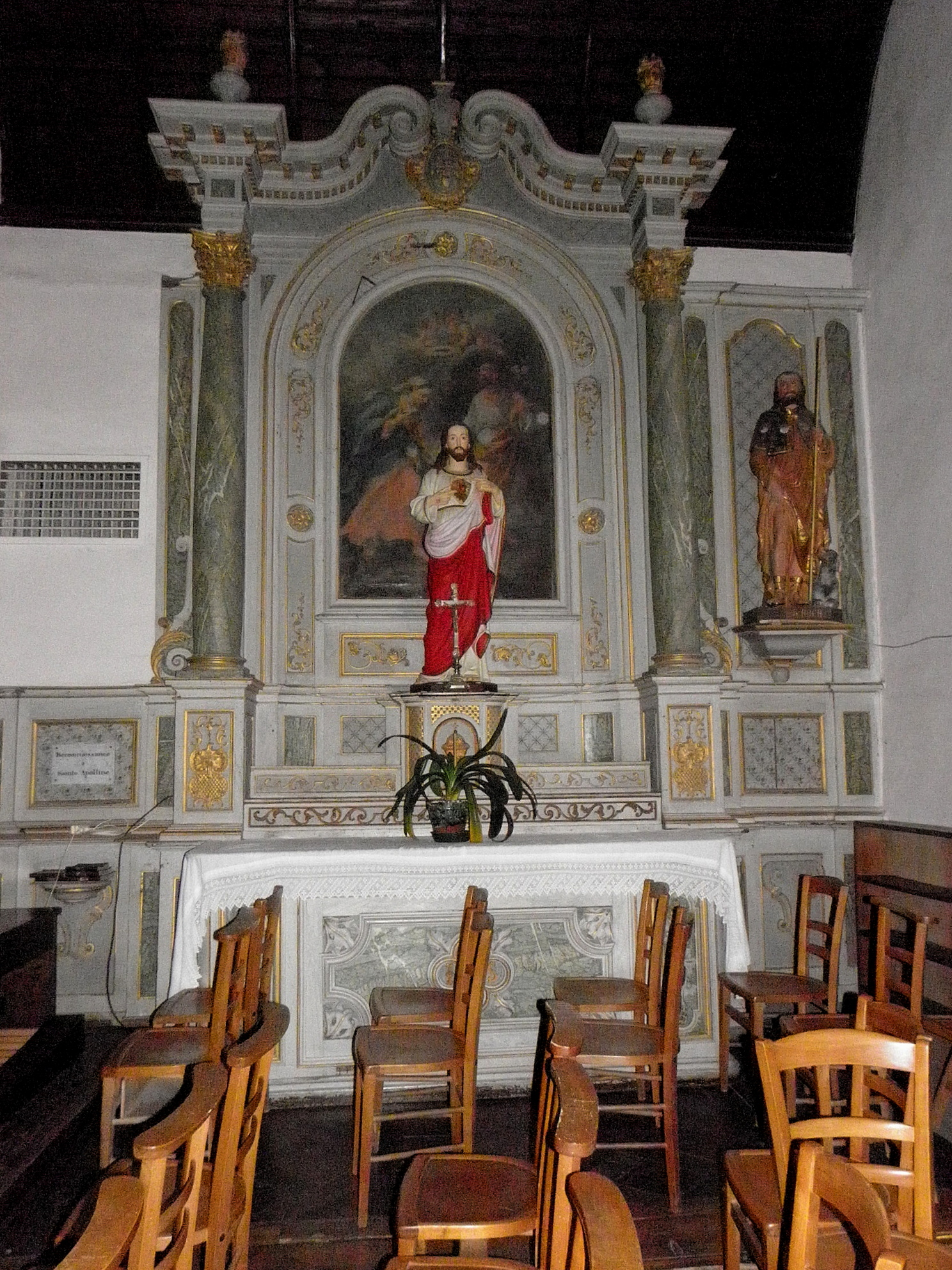
L'église paroissiale : autel du Sacré-Cœur et retable du croisillon sud.

Un tableau exposé depuis le XIXe siècle dans le retable de l'église paroissiale et dont l'auteur était inconnu a été identifié en 2012 comme étant une œuvre de Mathieu Le Nain, intitulé Le Christ chez Marthe et Marie ; très abîmé, il a été restauré et a rejoint le musée des beaux-arts de Rennes.

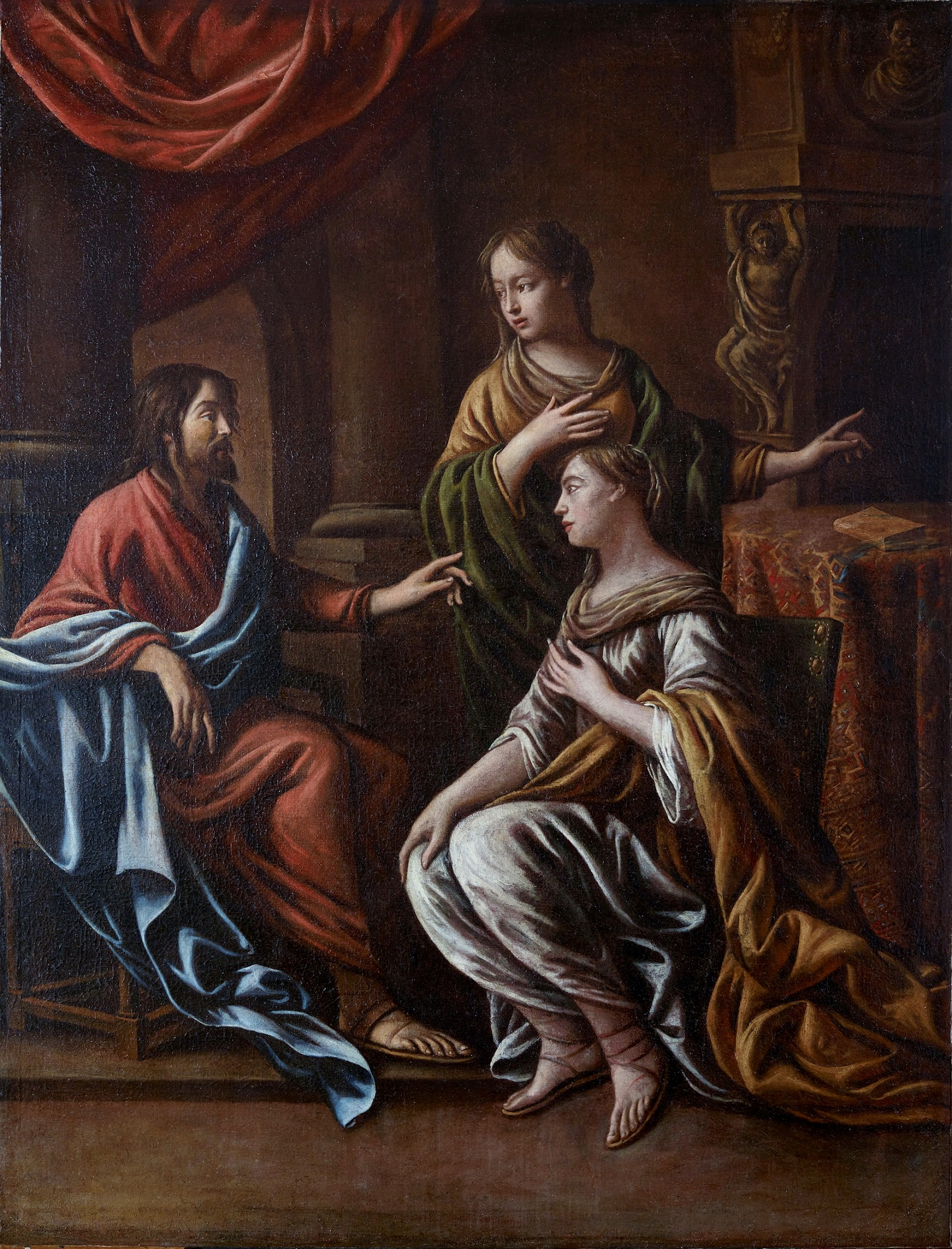
Mathieu Le Nain : Le Christ chez Marthe et Marie (musée des beaux-arts de Rennes)

#### Chapelle Notre-Dame-de-la-Peinière
La chapelle actuelle, construite entre 1895 et 1900 par Henri Mellet, est un édifice octogonal, flanqué de 8 contreforts ; sa façade comprend un imposant perron surmontant la fontaine ornée d'une statue de la Vierge ; son clocher est surmonté depuis 1920 d'une statue de la Vierge ; à l'intérieur la voûte est portée par huit colonnes en granite et les autels sont ornés de mosaïques ; ses vitraux datent de 1909 ; de nombreux ex-votos ont été placés par des fidèles qui ont cru à des guérisons miraculeuses ou à des protections particulières. Même si sa fréquentation a baissé par rapport aux décennies antérieures, le pèlerinage attire encore de nombreux pèlerins : 4 000 environ pour celui de 2015 présidé par Mgr d'Ornellas.

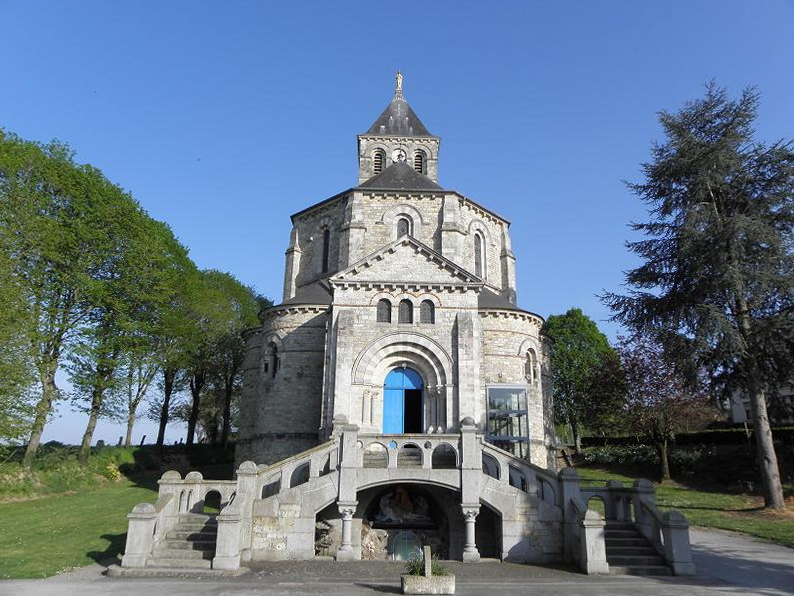
Chapelle de Notre-Dame de la Peinière : façade occidentale 1
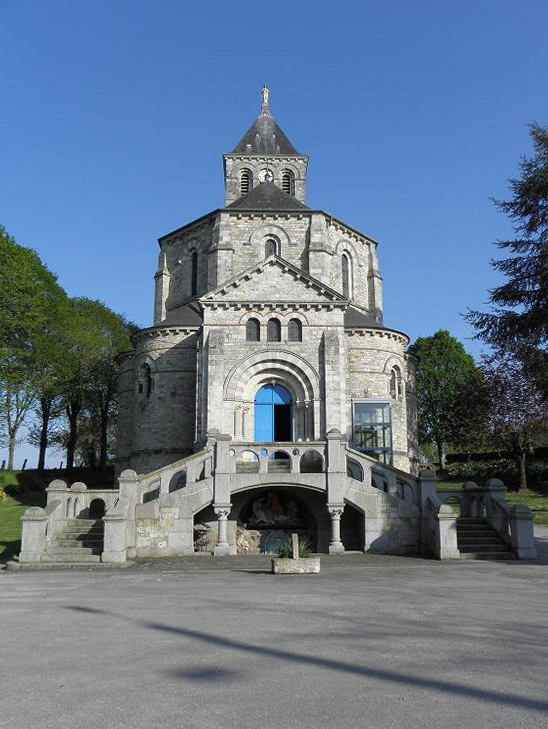
Chapelle de Notre-Dame-de-la-Peinière : façade occidentale 2
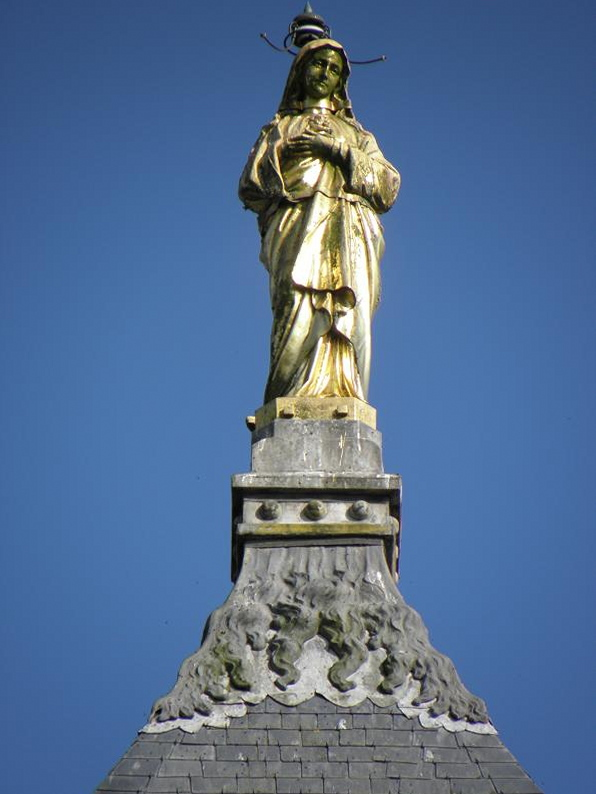
Chapelle de Notre-Dame-de-la-Peinière : la statue au sommet du clocher
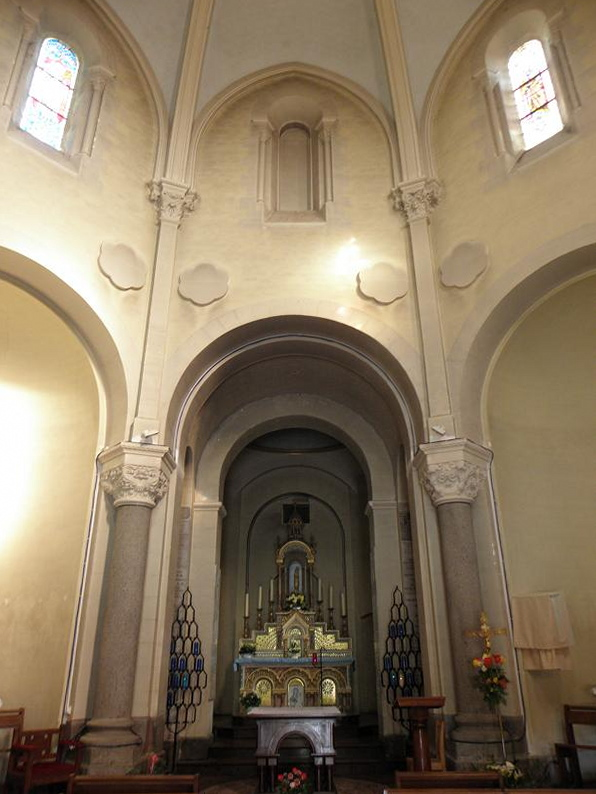
Chapelle de Notre-Dame-de-la-Peinière : vue intérieure d'ensemble
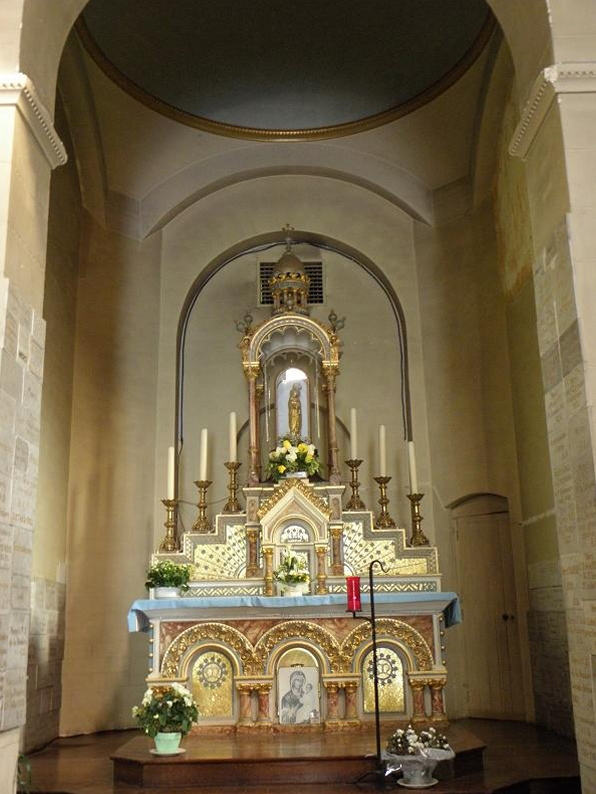
Chapelle de Notre-Dame-de-la-Peinière : le maître-autel
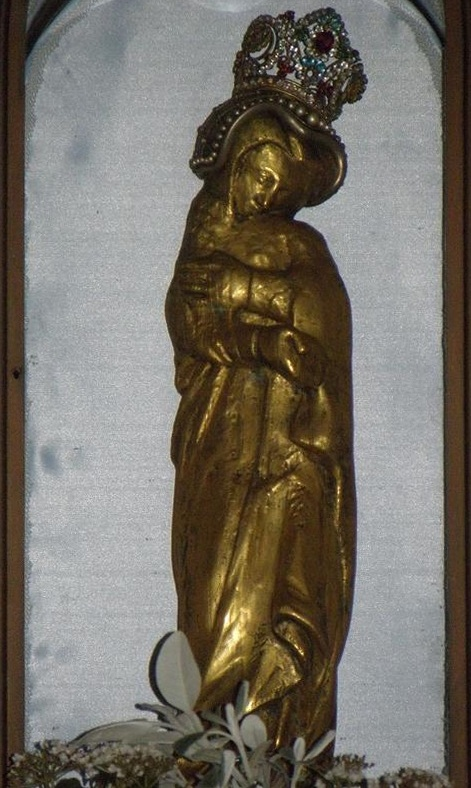
La statue de Notre-Dame de la Peinière
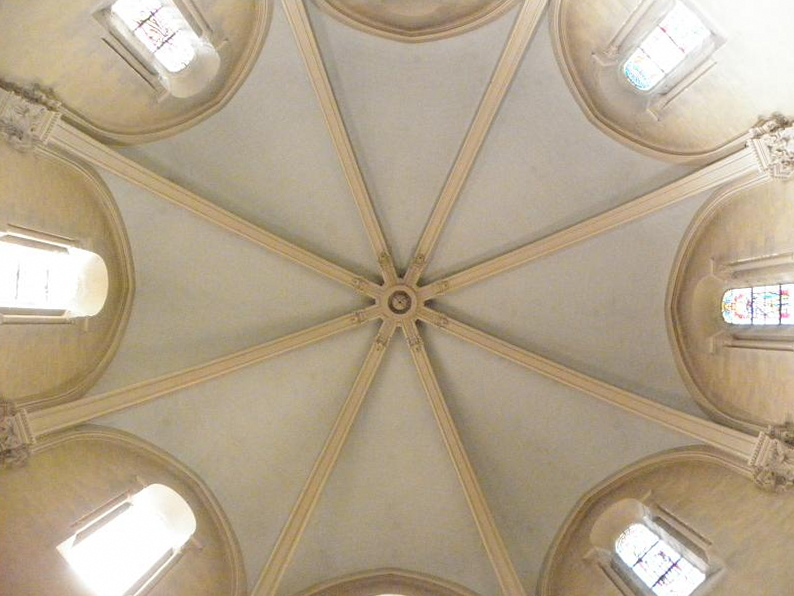
Chapelle de Notre-Dame-de-la-Peinière : la voûte
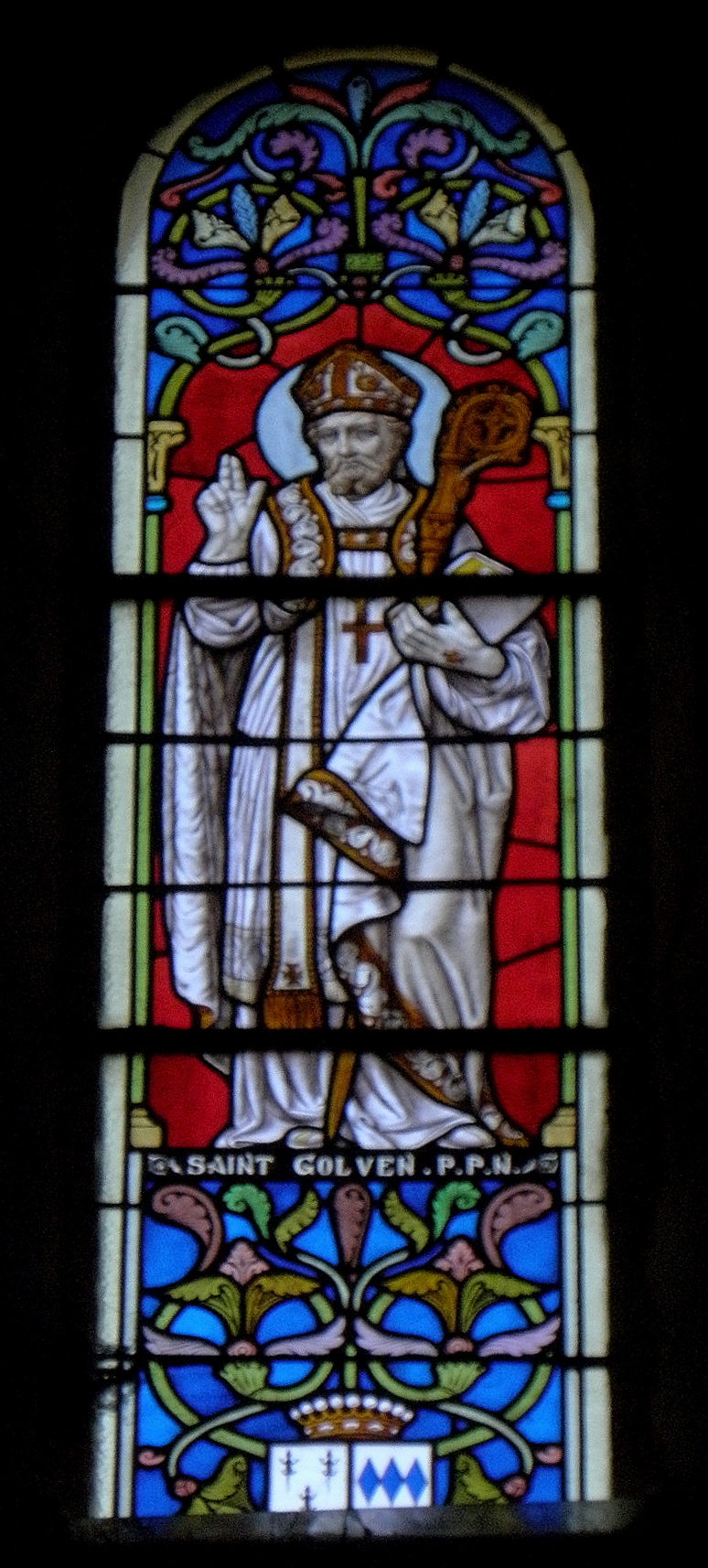
Vitrail 1 : Saint Goulven et les armes de la famille Léziart du Dézerseul
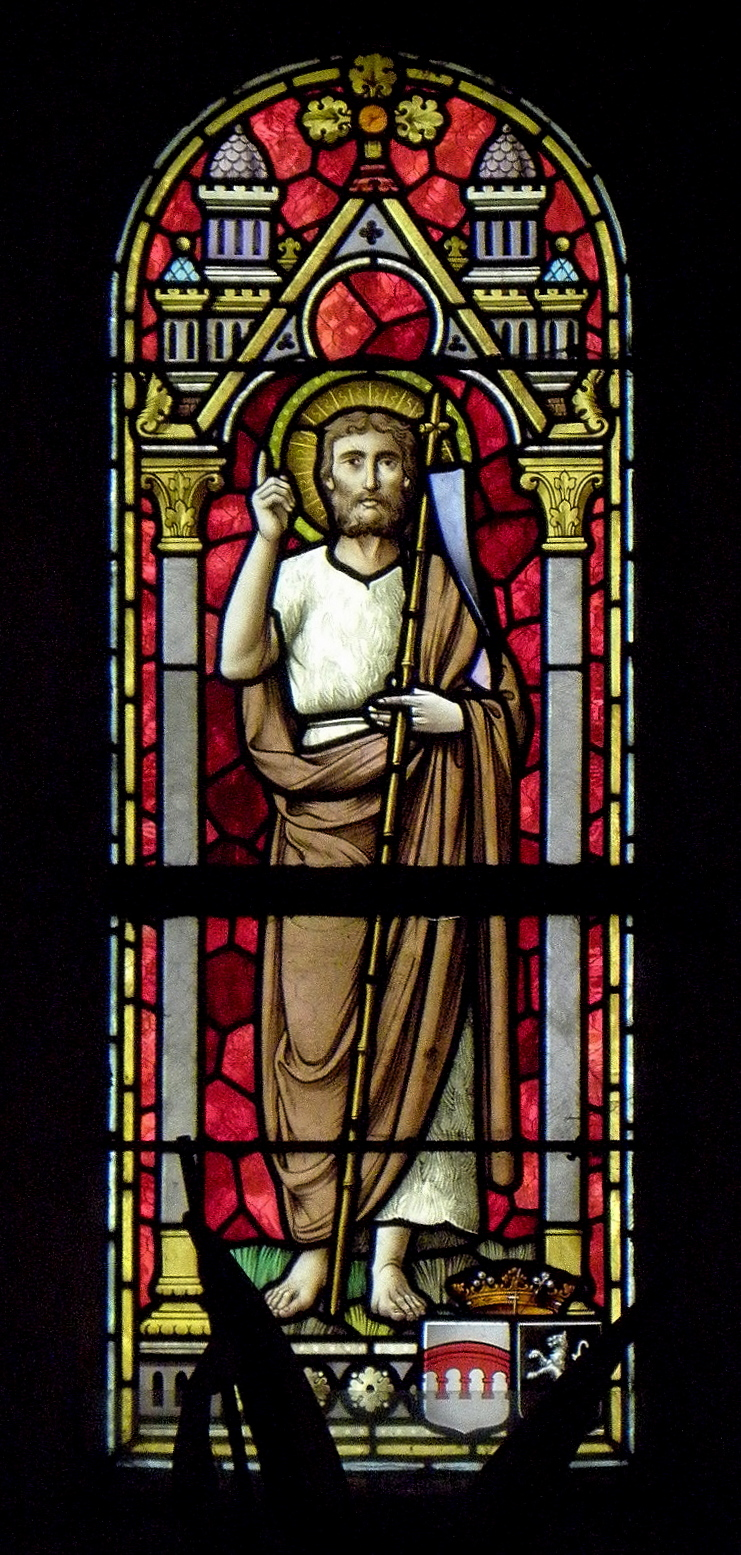
Vitrail 9 : Saint Jean-Baptiste et les armes de la famille du Pontavice et Hay des Nétumières

#### Anciennes seigneuries

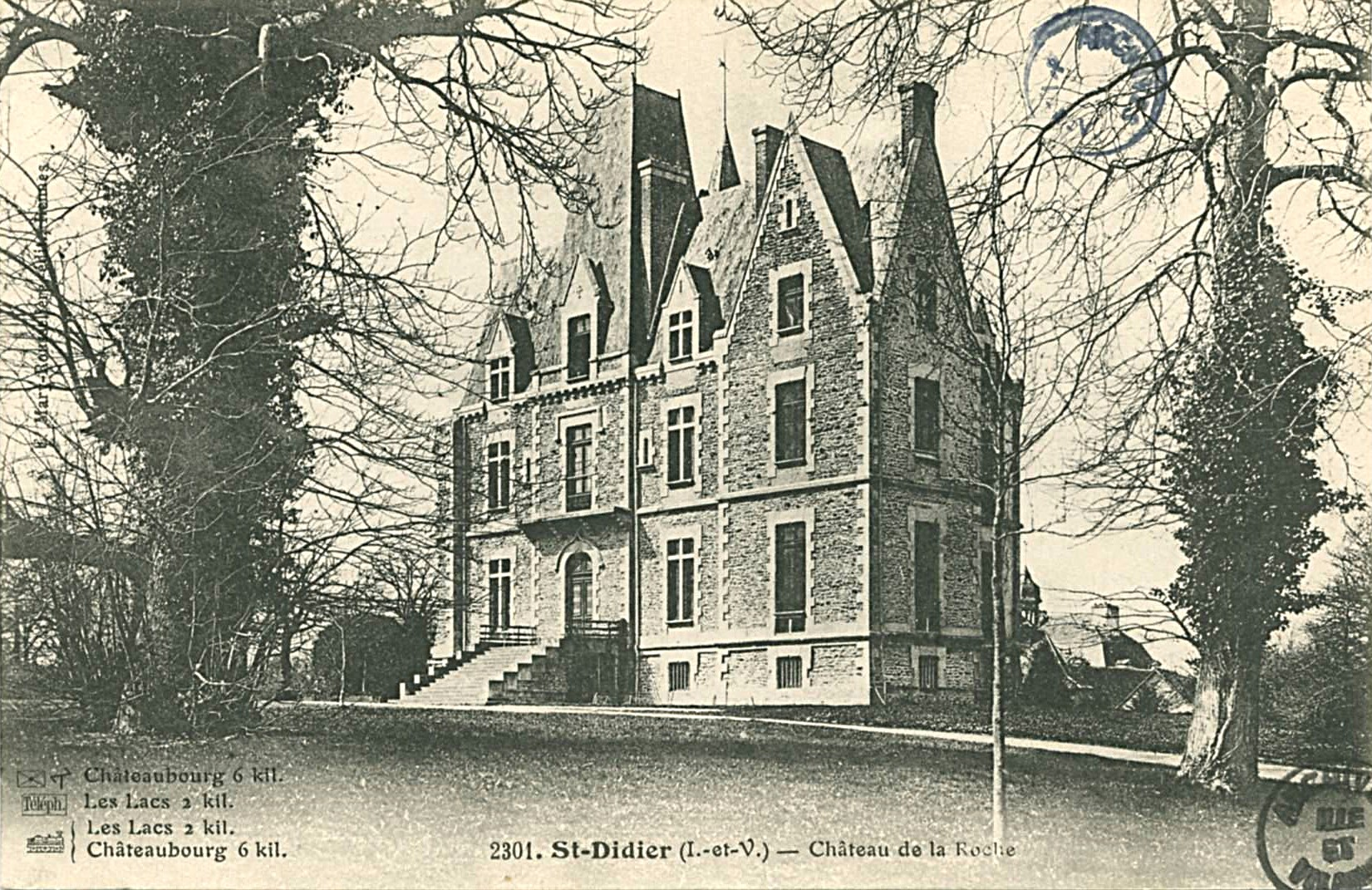
Le nouveau château de la Roche (style néo-gothique, fin XIXe siècle).

Le château de la Roche, de style néo-gothique, construit à la fin du XIXe siècle par la famille de Sèze. Il est habité par la famille Léziart du Dézerseul, puis en raison du mariage d'Adélaïde Léziart du Dézerseul (1806-1882) avec Paul du Bourg, par la famille du Bourg ; leur fils Paul du Bourg, né le 14 novembre 1843 à Saint-Didier, marié le 10 août 1869 à Saint-Martin-de-Connée (Mayenne) avec Louise Jarret de la Mairie et décédé le 29 mai 1921 à Saint-Didier, fut maire de la commune. Leur fille Marie-Thérèse Louise Henriette du Bourg épousa le 24 septembre 1896 à Saint-Didier Antoine Pierre Marie Victor de Sèze ; la famille de Sèze, originaire du château d'Eyran en Saint-Médard-d'Eyrans (Gironde), a possédé ce château tout au long du XXe siècle.

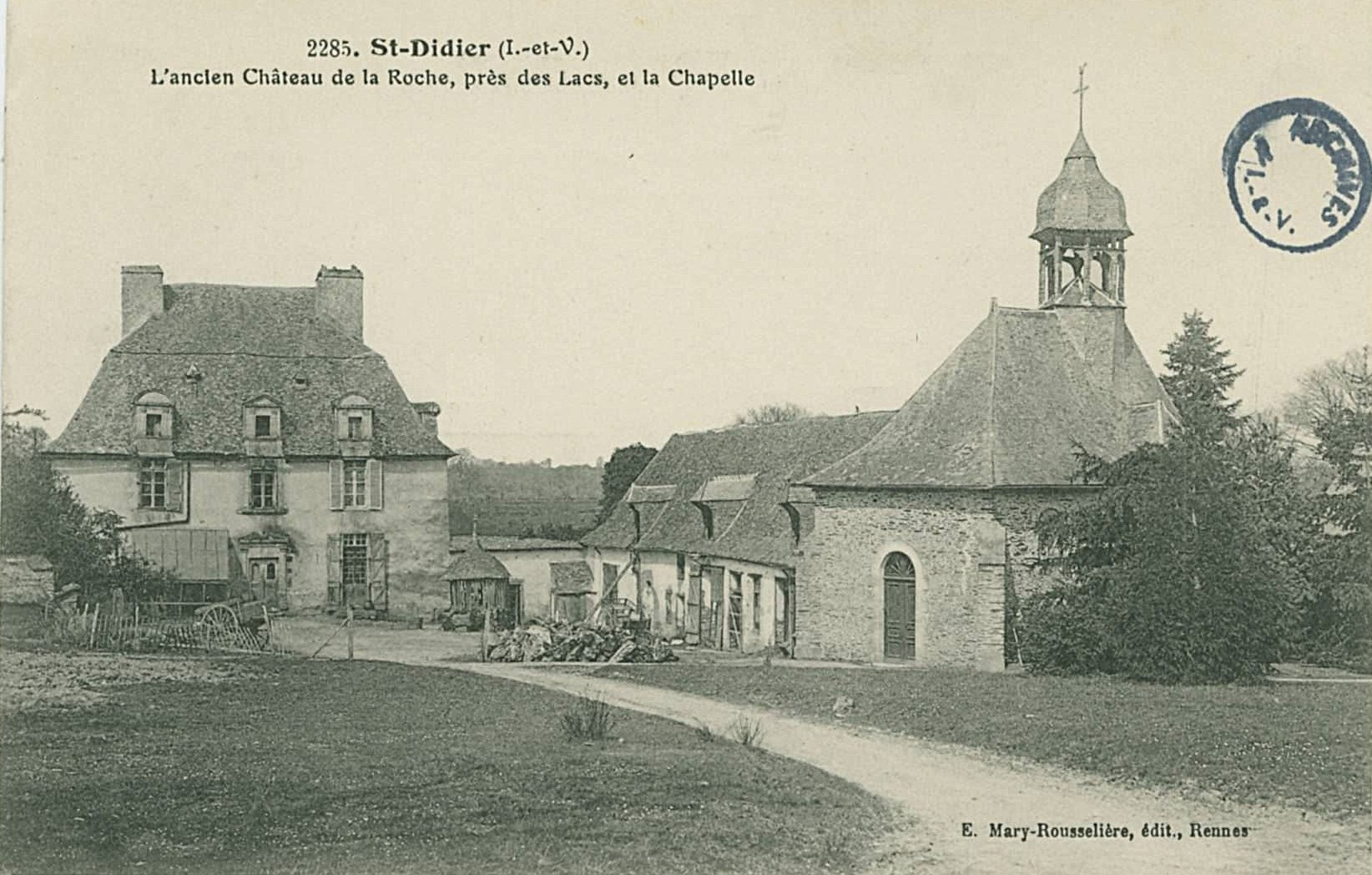
L'ancien château de la Roche et sa chapelle au début du XXe siècle.

Le manoir de la Roche-Guyard ou " La Vieille-Roche La seigneurie de la Roche-Guyard ou Vieille Roche, était possédée en 1753 par Jacques Gault, seigneur de La Galmandière [en Châteaubourg], avocat au Parlement de Bretagne. Il fit reconstruire la chapelle du château (la précédente tombait en ruines) bénie le 15 octobre 1755 par Gilles Hamon, curé de Saint-Didier et placée sous le vocable de Saint-Jacques. Le château tombait en ruine à la fin du XVIIIe siècle. Le manoir de la Roche-Guyard ou " La Vieille-Roche" : ses façades, construites en moëllons de schiste et toitures (toit à la Mansart) ainsi que son escalier intérieur, le puits de la cour Sud et les façades et toitures de la chapelle (datant du XVIIIe siècle, en forme de croix latine et surmontée d'un clocheton à lanternons[réf. souhaitée]) sont inscrites au titre des monuments historiques par arrêté du 11 octobre 1971.

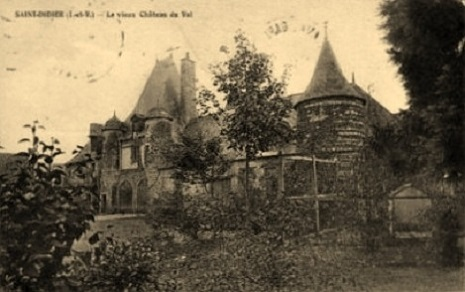
Le vieux château du Val (avant 1914)

Le manoir du Val. En 1602, Jean de la Porte, seigneur du Val, fonda la chapellenie de Saint-André de la Peinière, pour être desservie dans la chapelle de son manoir du Val. Cette fondation consistait dans la terre de la Peinière, concédée au chapelain du Val car il n'y avait point alors de chapelle à la Peinière. En 1628 Robert des Déserts, seigneur de la Brunelière [en Châteaubourg], épousa Jeanne de la Vigne dans la chapelle du manoir du Val, fondée de deux messes par semaine. René Marquer en 1661, et Charles Paillé en 1782, furent pourvus de ce petit bénéfice. Le manoir du Val disposait du droit de haute justice et fut propriété successive des familles d'Argentré (en 1369), Léziart, Espinay, Busson, Beaumanoir, La Porte, Marion, Boispéan [en Fercé] (vers 1744), Gascher, Léziart du Dézerseul et Vincendon. Le nouveau château du Val, déjà vendu en 1908, est revendu en 1932 et acheté par Hervé de Lyrot, député. Un fait divers survient dans la commune en 1997 : Joseph Allain, un ancien chef d'entreprise, devenu châtelain du manoir le « château du Val », est un homme en instance de divorce, jaloux et éconduit par sa maîtresse Solange Brillet qui vient de rompre avec lui. Le 5 août, il tire avec son fusil de chasse, sur sa maîtresse, son frère, handicapé, et ses parents, ainsi que sur deux gendarmes venus à la rescousse, Thierry Esnault et Didier Curot. Seule Solange réchappe à cette fusillade. Condamné en septembre 2001 à la réclusion criminelle à perpétuité avec une durée de vingt ans incompressible, sa peine est confirmée en appel le 31 mai 2002, la Cour ayant retenu la préméditation.

## Équipements ou services

### Sports
- Amical Basket Club.
- Association de pétanque.
- Jumelage football avec Domagné.
- Association Sarabande - Modern Jazz.

## Vie locale

### École

#### L'enseignement à Saint-Didier
Pendant la majeure partie de la seconde moitié du XXe siècle, il n'exista dans la commune que deux écoles privées catholiques, l'école des garçons, école Saint-Édern, tenue par un vicaire-instituteur et une institutrice, et l'école des filles, tenue par des Sœurs, situées aux deux extrémités du bourg, la première en bas de la côte de la Croix-Verte (désormais fermée), la seconde à l'emplacement actuel de l'école privée actuelle Saint-Goulven, devenue mixte. Une nouvelle école publique a été créée aux alentours de l'an 2000.
Pendant longtemps, très rares ont été les enfants de Saint-Didier qui poursuivaient des études secondaires ou supérieures, si l'on excepte les membres des familles nobles (Paul du Bourg par exemple, qui fut maire de Saint-Didier, était licencié en droit) et celles et ceux qui se découvraient une vocation religieuse ; après la Seconde Guerre mondiale, les deux premiers bacheliers connus furent deux jeunes qui suivirent leurs études au petit séminaire de Châteaugiron (aucun des deux d'ailleurs ne devint prêtre).

#### École publique
Deux écoles publiques ont existé à Saint-Didier, si l'école des garçons existait déjà en 1873, l'école des filles n'est créée qu'en 1905 ; celle des garçons possédait deux classes en 1911, La commune a disposé d'une école publique jusqu'en 1946. L'école publique, devenue classe unique (elle n'avait que quatre élèves en 1926), ferma en 1946 (elle était située dans l'actuelle médiathèque, le logement de l'instituteur étant à l'étage de la mairie), date vers laquelle elle ferma faute d'élèves.
En 2003, un groupe de parents s'est constitué pour demander l'ouverture d'une nouvelle école publique auprès de la municipalité. De trente-trois élèves au départ (sur deux classes), dans des préfabriqués au lieu-dit la Vigne Carrée, l'école accueille en 2011, 220 élèves (sur neuf classes) dans des bâtiments neufs placés à côté de la salle des sports. Un projet de restaurant scolaire avec cuisine sur place, situé juste à côté, est en train de voir le jour. Celui-ci devrait livrer aussi l'école privée en liaison chaude.

#### École privée Saint-Goulven
L'école privée de garçons est créé en 1911 grâce à un legs consécutif au décès du vicomte Georges Léziart du Dézerseul (elle était située en bas de la côte de la Croix-Verte). Dès la rentrée en septembre 1911, la majorité des enfants accourent à la nouvelle école, seuls trois garçons restant à l'école publique. L'école privée Saint-Goulven est désormais mixte, est située en plein cœur de la commune de Saint-Didier à l'emplacement de l'ancienne école des filles. Elle dispense un enseignement aux élèves du primaire jusqu'au CM2.

## Personnalités liées à la commune
- Madame de Sévigné, née Marie de Rabutin-Chantal, épouse d'Henri de Sévigné, le 5 février 1626 à Paris et morte le 17 avril 1696 au Château de Grignan, épistolière française, a possédé la seigneurie de la Baudière en Saint Didier, n'est probablement jamais venue à Saint-Didier, du moins aucun texte n'en fait mention ; cependant que lors de ses séjours en Bretagne elle résidait non loin de là au Château des Rochers.
- Hervé Thomas de Lyrot, député d'Ille-et-Vilaine entre 1932 et 1942, domicilié au château du Val en Saint-Didier.
- La famille de Sèze : 
  - Antoine de Sèze (né le 2 avril 1866 à Orléans, décédé le 26 octobre 1908 à Rennes, mais inhumé à Saint-Didier, fut capitaine de cavalerie ; il avait épousé le 24 septembre 1896 à Saint-Didier Marie-Thérèse du Bourg, fille de Paul du Bourg. Il était un petit-fils d'Aurélien de Seze, magistrat à Bordeaux, puis député.
    - Un de ses fils, Maurice de Sèze (né le 24 décembre 1900 à Dinan, décédé le 22 mai 1980 à Saint-Didier), fut colonel. Un de ses frères, Henry de Sèze (1903-1951), fut commandant et un autre, Raymond de Sèze (né le 23 juillet 1905 à Dinan), est décédé le 3 octobre 1953 à Saint-Didier.